# استيلاء أنصار الله الحوثيين على السلطة
استيلاء الحوثيين على السلطة أو انقلاب 21 سبتمبر هو استحواذ جماعة الحوثيين على القرار السياسي في اليمن بعد طردهم السلطات الحكومية. بدأت باحتجاجات مفتعلة على قرارٍ للحكومة اليمنية يقضي برفع الدعم عن المشتقات النفطية، وتحولت إلى إشتباكات بين الحوثيين، قوات علي عبد الله صالح، .القوات الحكومية في 21 سبتمبر 2014، اقتحم الحوثيون مقر الفرقة الأولى مدرع التي يقودها علي محسن الأحمر وجامعة الإيمان الإصلاحية بعد أربعة أيام من الاشتباكات مع الفرقة الأولى مدرع، وسيطروا على مؤسسات امنية ومعسكرات ووزارات حكومية دون مقاومة من الأمن والجيش وأعلن منتسبو التوجية المعنوي بوزارة الدفاع تأييدهم لـ"ثورة الشعب". الألوية العسكرية التي اشتبكت مع الحوثيين في سبتمبر 2014 كانت مرتبطة بعلي محسن الأحمر وموالية لحزب التجمع اليمني للإصلاح آيديولوجياً.
وجرى بعدها التوقيع على اتفاق السلم والشراكة الوطنية برعاية الأمم المتحدة والذي قضى بتشكيل حكومة جديدة بقيادة خالد بحاح خلفًا لما سُمي بحكومة الوفاق الوطني. هرب علي محسن الأحمر وحميد الأحمر وتوكل كرمان وآخرين مرتبطين بهم إلى السعودية، وأعقب السيطرة على صنعاء معارك في إب والحديدة والبيضاء مع ميليشيات حزب التجمع اليمني للإصلاح وأُتهمت جماعة الحوثيين بخرق وعرقلة اتفاق السلم والشراكة ومخرجات مؤتمر الحوار الوطني. إذ أرادوا من حكومة خالد بحاح أن تكون صورية تشرعن لهم إستيلائهم على الدولة.
قدم عبد ربه منصور هادي وخالد بحاح إستقالتهما في 22 يناير 2015 بعد هجوم الحوثيين على دار الرئاسة في 19 يناير، إحتجاجًا على موادٍ في مسودة الدستور الجديد. وذلك بعد يومين من اختطاف أحمد عوض بن مبارك وتهديدهم بـ"اجراءات خاصة" مالم تُنفذ مطالبهم. أصدر الحوثيون ما أسموه بالـ"إعلان الدستوري" في 6 فبراير وقاموا بحل البرلمان، وتمكين "اللجنة الثورية" بقيادة محمد علي الحوثي لقيادة البلاد، وأعلنوا عن عزمهم تشكيل مجلس وطني من 551 عضوًا، ومجلس رئاسي من خمسة أعضاء بقيادة محمد علي الحوثي وهو ما رُفض محليًا ودولياً.
أعلن جمال بنعمر عن إستئناف المفاوضات لحل أزمة فراغ السلطة في 9 فبراير 2015. لم يبت مجلس النواب في استقالة عبد ربه منصور هادي وغادر إلى عدن في 21 فبراير معلنًا عن نفسه رئيسًا من جديد في بيانٍ نُسب إليه. في 26 فبراير 2015، أصدر مجلس أمن الأمم المتحدة بيانًا يصف فيه عبد ربه منصور هادي بالـ"رئيس الشرعي" داعيًا جميع الأطراف وبالذات الحوثيين إلى الانخراط بحسن نية في المفاوضات التي ترعاها الأمم المتحدة. وأعلن جمال بنعمر عن إمكانية نقل مكان المفاوضات إلى "مكان آمن" خارج صنعاء.
لم تنجح المفاوضات وفي 26 مارس 2015، سيطرت قوات الجيش وميليشيات الحوثيين على عدن وهرب عبد ربه منصور هادي إلى السعودية. فجر اليوم التالي، قامت طائرات سعودية باختراق المجال الجوي اليمني وقصف أهداف عسكرية ومدنية، فكانت بداية الحرب. جذور النزاع تعود إلى ما قبل الاحتجاجات الشعبية عام 2011 وتطور إلى حرب أهلية مفتوحة بين فصائل متعددة بأجندات مختلفة، يسيطر الحوثيون وقوات علي عبد الله صالح على أجزاء واسعة من البلاد ويخوضون معارك مع ميليشيات إصلاحية وإنفصالية ممولة سعودياً.
في يوليو 2015 أصدرت اللجنة الثورية للحوثيين قرار بتعويم أسعار المشتقات النفطية، وهو السبب الذي أتخذوه ذريعة لإسقاط الحكومة والسيطرة على السلطة، وتقرر أن سعر اللتر البنزين ب135 ريال يمني. ولكن هذا القرار حبرًا على ورق، حيث كانت المشتقات تباع في السوق السوداء دون توفرها في المحطات الرسمية، ومنذ أكتوبر 2015 بدأت المشتقات النفطية تباع في محطات التعبئة بسعر السوق السوداء بسعر يتراوح ما بين 400 - 500 ريال للتر الواحد.

## خلفية
في 30 يوليو 2014 م أعلنت حكومة الوفاق رفع الدعم عن المشتقات النفطية حيث بلغ سعر لتر البنزين 200 ريال يمني بعد أن كان بـ125 ريال فقط وبلغ سعر اللتر من مادة الديزل 195 للتر بعد أن كان سعر اللتر بـ 100 ريال. تسبب القرار بموجة من الاحتجاجات الشعبية في العديد من محافظات اليمن ولكنها كانت احتجاجات غير منظمة بسبب عدم وجود أي جهه حزبية كبيرة تحتضن المحتجين الذين لم يجدوا وسيلة لتعبير عن رفضهم لقرار رفع الدعم عن المشتقات النفطية سوى قطع الطرقات واحراق الاطارات في الشوارع. قُتلت إمراة برصاص قوات الأمن أثناء تفريقها للمحتجين. واستمرت تلك الاحتجاجات لأربعة ايام ولكن سرعان ما ضعفت وتيرتها.
لم تكن المرة الأولى التي تُعلن فيها الحكومة اليمنية رفع الدعم عن المشتقات النفطية لتلافي الإنهيار الاقتصادي. قالت الحكومة أن فقط ربع الدعم المخصص للمشتقات النفطية كان يستفيد منه الفقراء، أما الباقي فالمستفيد الحقيقي منه كانوا حلفاء علي عبد الله صالح القبليين والعسكريين الذين يبيعون الديزل المدعوم لدول مجاورة محققين أرباحا طائلة. في عام 2005، خرج صالح بإعلان عدم ترشحه للرئاسة عام 2006 لإلقاء اللائمة على رئيس الوزراء حينها عبد القادر باجمال والذي كان مجرد واجهة، والسبب الرئيس الذي كان يدفع صالح لمناورة صندوق النقد الدولي بشأن رفع الدعم كان خشيته إنقلاب حلفائه عليه.
أكثر من 50% من المواطنين يعيشون على أقل من دولارين يوميًا و30% يعانون من إنعدام الأمن الغذائي، فإزالة أحد الفوائد الإجتماعية القليلة الملموسة مثل دعم المشتقات النفطية سبب كاف للخروج إلى الشوارع. عوضا عن إعادة تشكيل النظام السياسي وجلب أصوات سياسية جديدة ومعالجة الفساد وتقديم حكومة متجاوبة ومسؤولة، عرقلت المصالح الحزبية حكومة باسندوة واستمرت هيمنة النخب القبلية والعسكرية التي شكلت عماد نظام علي عبد الله صالح. افتقرت ماعُرف بحكومة الوفاق إلى تخطيط إقتصادي منسق وبقيت الوزارات الرئيسية محل تنافس الأحزاب السياسية التي فشلت في العمل على إيجاد رؤية موحدة لأجل اليمن. استثمر الحوثيون التذمر من هيمنة حزب التجمع اليمني للإصلاح لصالحهم، فطالبوا بتغيير الحكومة والتظاهر ضد الفساد وسوء الإدارة وإنعدام الخدمات العامة وهي نفس صيحات المتظاهرين عام 2011.
رفع الدعم عن المشتقات النفطية مفيد للإقتصاد اليمني لإنه لا يحتمل تكلفته نظرا لانخفاض الناتج القومي للفرد والعجز المالي الكبير، ولكن الحكومة لم تقم بإيجاد توافق سياسي ولا تهيئة الجمهور للقرار. صحيح أن قرار رفع الدعم كان متوقعًا، لكن الحكومة لم تقدم أي إشعار مسبق وحجم التخفيض كان أكثر حدة مما كان متوقعًا، مما أدى إلى زيادة بنسبة 60٪ في سعر البنزين و95٪ زيادة على وقود الديزل. ولم تقم الحكومة بأي إصلاحات هيكلية تُذكر في البنية الإقتصادية والسياسية بالموازاة مع قرار رفع الدعم ولا حتى حملة توعوية توضح أسباب إتخاذها القرار وعن كيفية استخدام المال المتوفر عن رفع الدعم، اليمنيون لا يثقون بأن الأموال المتوفرة ستذهب لصالح المواطن بل إلى جيوب مجموعات مختلفة من المسؤولين الفاسدين. تكشف عملية رفع الدعم وما رافقها عن إنعدام كفاءة وأهلية المسؤولين اليمنيين. الإدارة الضعيفة وعدم وجود كفاءة في القدرات التقنية للهيئات الحكومية التنفيذية وغياب الدافع عند المسؤولين أمر قديم ومعروف لكل من تعامل مع اليمنيين، ولم يتغير كثيرًا في حكومة خالد بحاح والتي وإن كانت تحمل الدوافع والمحفزات للعمل، لم يكونوا تكنوقراط بالضرورة كما صورتهم الإدارة الرئاسية باستثناء بضعة أسماء.
في 2 سبتمبر 2014 أصدر الرئيس هادي قرار بالتراجع عن رفع الدعم عن المشتقات النفطية، وعادت الأسعار إلى ما كانت عليه من قبل رفع الدعم عنها، حيث أصبح سعر اللتر الواحد سواء بنزين[ ؟ ] أو ديزل[ ؟ ] مبلغ 150 ريال يمني.
في يوليو 2015 بعد استيلاء الحوثيين على السلطة، أقرت اللجنة الثورية للحوثيين، تعويم أسعار النفط بناءاً على قرار حكومة الوفاق برفع الدعم عن المشتقات النفطية، وهو السبب الذي إتخذه الحوثيين ذريعة لإسقاط الحكومة والسيطرة على السلطة، وبحسب قرار الحوثيين فأنه سيبدأ العمل به من تاريخ 15 أغسطس 2015 وقضى القرار برفع رسوم الجمارك، والضرائب، وصندوق الطرق، وصندوق التشجيع، وهي رسوم كانت تضاف للسعر السابق. كما قضى القرار بإضافة خمسة ريالات يمنية للتر الواحد، من مادتي البنزين، والديزل، لتمويل إنشاء محطة كهرباء.
ونص القرار على أن تضاف رسوم أخرى لصالح إنشاء ميناء نفطي لمدة عامين، بواقع 1.60 ريال يمني على لتر الكيروسين و1.54 على لتر البنزين و1.79 على لتر الديزل. وجاء القرار فيما تشهد المدن اليمنية أزمة خانقة في المشتقات النفطية والغاز المنزلي، حيث تباع المشتقات النفطية في محطات السوق السوداء بأسعار تصل إلى أضعاف السعر الرسمي.

### خلفية اقتصادية
الاقتصاد اليمني هو زراعي تاريخيًا، والحديث هنا هو عن خلفية "شمال اليمن" تحديدًا لكونها الحالة التي أُسقطت على الجمهورية اليمنية ولم تتغير الثقافة السياسة والاقتصادية عن المملكة المتوكلية اليمنية كثيراً.
خلال عهد المملكة المتوكلية اليمنية في النصف الأول من القرن العشرين، حرص آل حميد الدين على حماية بلادهم من الأطماع الخارجية وتبنوا سياسة إنعزالية لذلك. سيطر الأئمة على أراض واسعة ووزعوها على المقربين منهم وقيادات جيوشهم القبلية، فكانت السيطرة على الأراضي الزراعية (الاقتصاد) مصدر القوة الرئيسي للطبقات الحاكمة وحكمها الاقطاعي، وهي ممارسة وعقلية استمرت عقب سقوط المملكة. عقب إنقلاب 1962، أصبحت الحكومة الجمهورية معتمدة إعتمادًا كليًا على التمويل والدعم الخارجي ولا زالت على هذه الحال إلى اليوم.
في عام 1994، لجأت الحكومة اليمنية إلى صندوق النقد الدولي للقيام ببرنامج دمج هيكلي في مقابل دعم الصندوق لمشاريع إنمائية. لمواكبة السياسات النيوليبرالية لصندوق النقد الدولي، قامت الحكومة بخطوات بطيئة لمحاولة خصخصة وتحرير الاقتصاد ومن أهم هذه الخطوات كان رفع الدعم عن المشتقات النفطية. لم تستطع الحكومة اليمنية منذ ذلك الحين إلغاء الدعم نهائيًا والسبب الرئيسي لذلك يعود لإستفادة شخصيات نافذة من الدعم بتهريب الديزل المدعوم لدول مجاورة. توقع البنك الدولي أن رفع الدعم بدون تدابير تعويضية سيزيد من نسبة الفقر، وهو ماتجاهلته الحكومة. تحسن الأداء الإقتصادي بعد خطة صندوق النقد الدولي بصورة ملحوظة، ولكن التحسن لم يكن متعلقًا بخطة الإصلاح بل بارتفاع مداخيل القطاع النفطي في التسعينات والعقد الأول من الألفية الجديدة. بمعنى أن التحسن الاقتصادي لم يكن مرتبطا بسياسة إنتاجية مستدامة أو مستمرة بل بريع نفطي مؤقت.
الثروة تٌخلق على يد العمالة البشرية، فتحديات الاقتصاد اليمني بدرجة كبيرة منها، هي إجتماعية وسياسية. علي عبد الله صالح والتجمع اليمني للإصلاح استغلوا الفرص الإقتصادية لتقوية مراكزهم سياسيًا، فعقود الدولة كانت تُمنح للموالين للنظام ومداخيلها كانت تصرف وفق معايير سياسية لا أولويات إقتصادية أو شروط إدارية. وكلهم يخشون الاستقرار المؤسسي ولذلك، مؤسسات اليمن السياسية والاقتصادية في غاية الضعف وبلا تأثير يُذكر. الحكومة اليمنية ترفع الدعم عن المشتقات النفطية كاجراء يمنع الانهيار ولكن الاقتصاد اليمني ككل لن يتحسن إلا عندما تكون السياسة الاقتصادية موجهة لتحقيق النمو لا الحفاظ على النفوذ السياسي أو تقويته. فرص الاقتصاد اليمني هي في القطاع الخاص، الحكومة بحاجة لتنويع الاقتصاد وزيادة النمو من خلال خطة استثمارية وطنية متماسكة مبنية على بنية تحتية إجتماعية ومادية جيدة، تقوم بتوجيه الاستثمار نحو التنمية الاقتصادية على المدى الطويل، وهو ما يحتاج إلى سلم مجتمعي. هذا يبدو بديهيًا، ولكن أزمات اليمن السياسية ليست بذات البساطة.

### خلفية سياسية
بعد إتفاق المبادرة الخليجية عام 2012، وُجدت في اليمن رئاسة وحكومة لا تملك إرادة سياسية لتحقيق الإصلاحات والتغييرات المتوقعة وكل قرارتها منذ 2012 كانت تهدف إلى إعادة توزيع الأدوار بين طرفي أزمة 2011. الرئاسة والحكومة اليمنية تشيد بالمبادرة الخليجية - اليمن ليست عضوا في ذلك المجلس - لحل الأزمة اليمنية عام 2011، بحسب تسمية المبادرة ووسائل الاعلام السعودية لها، وألقت باللائمة على ثورة الشباب اليمنية كسبب للانهيار الاقتصادي وتردي الأوضاع بشكل عام. لم تتحول ثورة الشباب اليمنية لأزمة إلا فور ركوبها من حلفاء علي عبد الله صالح المنشقين كالجنرال علي محسن الأحمر ورموز حزب التجمع اليمني للإصلاح، والمشاكل التي تمر بها اليمن ليست وليدة العام 2011، بل نتاج تفاقم مشاكل تعود إلى ستينيات القرن العشرين.
اليمن ليس كدول ما سُمي بالربيع العربي لإنه كان على حافة التصنيف كدولة فاشلة منذ العام 2007 على الأقل. ورفع الدعم عن المشتقات النفطية وإستغلال غضب المحتاجين لم يكن سوى وسيلة تُمكن الحوثيين من الاستيلاء على السلطة وفرض إرادتهم السياسية عليها. لم يكن إسقاط الحوثيين للحكومة حدثًا معزولًا بل إستمرارية للصراع السلطوي الذي بدأ قبل الاحتجاجات الشعبية عام 2011 بين علي عبد الله صالح وعلي محسن الأحمر وحلفاؤه في حزب التجمع اليمني للإصلاح، والذي هو بدوره نتيجة لأساس المعضلة اليمنية المتمثلة بغياب النظام[ ؟ ]. وأعراض غياب النظام[ ؟ ] السياسي في اليمن تتمثل في تنامي الصراعات وأعمال الشغب والعنف الغوغائي، هيمنة "قادة" تبنوا سياسات إقتصادية وإجتماعية كارثية، إنتشار الفساد على نطاق واسع بين الوزراء وموظفي الخدمة المدنية، تراجع معايير الكفاءة البيروقراطية، تعديات متكررة على حقوق وحريات المواطنين، ضعف سلطة الهيئات التشريعية والمحاكم، وتجزئة وأحيانًا التفكك الكامل للأحزاب السياسية، ومناعة شبه معدومة أمام التدخلات الخارجية.

## أسباب صعود الحوثيين
تتعدد أسباب صعود جماعة الحوثيين منذ عام 2012، وهناك عدة نظريات و"تحليلات" تعتمد على موقع المتحدث. السعودية وأطراف مرتبطة بها في اليمن، ينظرون للحوثيين بأنهم "ذراع لإيران أو الفرس"، وأنهم شيعة إثنا عشرية. "محللون" إصلاحيون فسروا صعود الحوثيين وربطوه بما أسموه بالـ"تقارب الأميركي الإيراني" على حد تعبيرهم. ما يقوله زبائن السعودية اليمنيين هو إنعكاس لموقفها بطبيعة الحال، فالأحاديث عن تقارب أميركي إيراني هو موقف المملكة السعودية أصلاً.
باحثون وأكاديميين بالاضافة لوثائق ويكيليكس، قللوا من شأن هذه الإتهامات، ستيفين داي، أستاذ مساعد بكلية رولينز ومؤلف كتاب "المناطقية والتمرد في اليمن"، يقول تحركات الحوثيين مدفوعة بديناميكيات محلية، والروايات السائدة عن الأحداث في المنطقة لديها القليل لتفعله مع الحقائق والواقع في اليمن. وثائق ويكيليكس منذ العام 2009 كانت قد قللت من شأن هذه الاتهامات وقالت بأن تسليح الحوثيين محلي. دبلوماسيون بريطانيون غير مُعرَّفين أدلوا بتصريحات مشابهة. غريغوري غوس، أستاذ العلوم السياسية بجامعة فيرمونت ومؤلف كتاب "العلاقات السعودية اليمنية: الهياكل الداخلية والنفوذ الأجنبي"، يقول بأن التركيز على الجوانب الطائفية أو النظر للأحداث من عدسة طائفية يشوش جهود التحليل ويصرفها لأهداف غير مرغوبة.
لوكاس وينتر، محلل سياسي في قاعدة فورت ليفنوورث العسكرية بكانساس، يقول بأن التعميم بشأن "شيعية" الحوثيين صحيح جزئيًا ولكنه يهدف إلى حجب جذور النزاع والتغطية على حقيقة أن الزيدية فرع متميز عن المعتقدات الممارسة في إيران والعراق ولبنان. في عام 2014 و2015، دور إيران في الأحداث التي مرت بها اليمن لا زال غير واضحًا وملتبسًا وليس بوضوح علاقتها بحزب الله أو الميليشيات العراقية. ولم تتوفر معطيات أو دلائل بأن المحادثات النووية بين الولايات المتحدة وإيران، مرتبطة بطريقة ما بأحداث اليمن، أو أن هناك تغيرًا جذريًا في موقف الولايات المتحدة منذ 2004 سواء تحت إدارة ديمقراطية أو جمهورية. هناك علاقة بين الحوثيين وإيران ولكن هذا القسم يتحدث عن أسباب صعودهم وما إذا كان للإيرانيين يد في هذا الصعود. آيديولوجيتهم، سياسيًا ودينيًا، والاتهامات المضادة، موضوع آخر بحاجة لكثير من التفصيل.
عوامل صعود الحوثيين في اليمن هي أربعة:
- المبادرة الخليجية والحصانة لعلي عبد الله صالح.
- سلوك وسياسيات حزب التجمع اليمني للإصلاح.
- إستغلال الحوثيين للاحباط الشعبي لتحقيق أهداف فئوية خاصة بهم، وتصوير أنفسهم كـ"حركة وطنية" تهدف إلى تصحيح مسار ثورة 2011.
- إستمرار الصراع بين مراكز قوى نظام علي عبد الله صالح ومحاولة عبد ربه منصور هادي ضرب هذه القوى ببعضها.

### المبادرة الخليجية
الحصانة لعلي عبد الله صالح من المسائلة القانونية، بالإضافة للمنقلبين عليه من حلفائه، سمحت له بلعب دور حيوي وحاسم في تأمين التحالفات القبلية والعسكرية التي سمحت للحوثيين بالسيطرة على صنعاء في 21 سبتمبر 2014. المبادرة الخليجية منحت أشخاصا كعلي عبد الله صالح وعلي محسن الأحمر ليس فقط فرصة الهروب من استحقاقات محاكمة عادلة وعدالة انتقالية، بل فرصة للاستمرار بلعب دورٍ في السياسة اليمنية وهو ماخلق فراغًا في السلطة نتيجة المماحكات وأعمال العنف بالوكالة بين هذه الأطراف.

اتفاق المبادرة الخليجية أنتج بنية سياسية مصطنعة وضعيفة، كان اتفاقا لايقاف اطلاق النار بين قوات علي عبد الله صالح (ألوية الحرس الجمهوري والأمن الخاص) من جهة، وقوات علي محسن الأحمر (ألوية الفرقة الأولى مدرع وميليشيات تجمع الإصلاح) من جهة أخرى. رسميًا، لم تشر المبادرة إلى هذه الشخصيات والتكتلات واعتبرت ثورة الشباب اليمنية "أزمة سياسية" بين حزب المؤتمر الشعبي العام وتكتل أحزاب اللقاء المشترك. ولكن الصراع على السلطة ليس بين مشاريع سياسية وإقتصادية مختلفة، بل بين مراكز قوى نافذة تنتمي لعصبة قبلية ومناطقية واحدة وتجمعها ثقافة سياسية مشتركة. تطابق الثقافة السياسية وعدم إختلاف الأهداف يظهر في تصريحات وسلوكيات قيادات تجمع الإصلاح والمؤتمر الشعبي العام، حميد الأحمر، قيادي في تجمع الإصلاح ويمتلك نصف صنعاء، قال عام 2011:
| استيلاء أنصار الله الحوثيين على السلطة | الشباب والمتعلمين ليسوا الأكثر تأثيرًا في اليمن، اللاعبين المهمين هم رجال الدين ومشايخ القبائل | استيلاء أنصار الله الحوثيين على السلطة |

 مثل علي عبد الله صالح بالضبط الذي يسمي أصحاب الكفاءات بالـ"مبنطلين" (من بنطال) وقال في مقابلة قديمة مع جيزيل خوري:
| استيلاء أنصار الله الحوثيين على السلطة | لدي نصف مليون قبيلي يتحركون بأسلحتهم تحت إمرتي، فما هي حاجتي للمبنطلين؟ | استيلاء أنصار الله الحوثيين على السلطة |

في خضم الاحتجاجات، كان قادة تجمع الإصلاح يحذرون من أن الديمقراطية "مغامرة اليمن ليس مستعدًا لها". الذي حدث عام 2011 كان إعادة تدوير رموز نظام علي عبد الله صالح ولم يحدث أي تغيير للهياكل السياسية أو نمط السلطة القائم، لم تكن هناك محاولات لتغييرها أصلاً. المبادرة الخليجية مكنت مراكز قوى النظام الذي ثار الشعب لاسقاطه من إكمال صراعهم تحت الطاولة عبر وكلاء قبليين وعسكريين متعددين عوضًا عن إدارة البلاد، وتزايدت حدة الصراع مع اقتراب موعد اختتام مؤتمر الحوار الوطني. مؤتمر الحوار الوطني كان فكرة أميركية وليست سعودية وأُدرجت خلال المفاوضات قبل تقديم المبادرة الخليجية، والهدف من الحوار كان كسر رتابة الحالة اليمنية المتمثلة بهيمنة مجموعة صغيرة على الحياة السياسية، بينما أرادت السعودية من خلال مبادرتها حماية وكلائها الذين دافعوا عن مصالحهم وإمتيازاتهم خلال سير جلسات الحوار، الذي اصطدم بواقع يمني يطغى عليه المكر السياسي ومعادلة توازن قوى بين خصوم ينتمون لنفس الثقافة السياسية واستمروا بممارسة النفوذ في المجالات السياسية والعسكرية والاقتصادية. فطالما أن علي عبد الله صالح وعلي محسن الأحمر وشركاؤهم بقيوا في اليمن، لم تكن البلاد لتشهد تغييرًا حقيقيًا وملموساً.
لأن أزمات اليمن لم يكن لها أن تُحل بتنحي علي عبد الله صالح واستلام عبد ربه منصور هادي السلطة وإجراء إنتخابات برلمانية، فمؤسسات الدولة اليمنية ضعيفة ومجرد السيطرة عليها لا يعني السيطرة على البلاد، فتنحي علي عبد الله صالح عن الرئاسة لم يعني أنه فقد السيطرة. منذ نقل السلطة عام 2012، يتحكم بالسياسة اليمنية ثلاثة أقطاب رئيسية هم عبد ربه منصور هادي وعلي محسن الأحمر (حزب التجمع اليمني للإصلاح) وعلي عبد الله صالح. قلب الصراع بين التحالفات الثلاث كان الوصول إلى مؤسسات الدولة ومواردها، وتسخيرها بما يخدم هذه الفصائل بتأمين مصالحهم الاقتصادية وصيانة شبكات المحسوبية التي توطد سلطتهم. عبد ربه منصور هادي لم يكن معروفًا بين اليمنيين طيلة 17 عامًا كنائب لعلي عبد الله صالح، ولكن الحصانة لعلي عبد الله صالح وعلي محسن الأحمر التي شملت شركاؤهم بطبيعة الحال، لم تكن وسيلة ناجعة لجلب الأمن والإستقرار لأمة ممزقة بالحروب مثل اليمن.
بما أنهم لم يُحاكموا، كان على قادة الفصيلين المتناحرين مغادرة اليمن لنفوذهما على الجيش والأجهزة الأمنية وتحكمهما بميليشيات قبلية. وبما أنهم بهذا النفوذ، فمن الطبيعي أن يلجئوا لوكلاء قبليين وعسكريين لزعزعة إستقرار الأمن الداخلي ماشعروا أن هناك محاولات لتقليم أظافرهم. بوجود واستمرارية علي عبد الله صالح وعلي محسن الأحمر وشركاؤهم، مشكلة اليمن المتمثلة بعدم وجود دولة قومية تستوعب جميع مواطنيها وديمقراطية تجلب معها سيادة القانون، لم تكن لتجد طريقها إلى الحل.

بالإضافة إلى غياب الشفافية[ ؟ ] خلال توقيع المبادرة الخليجية وطبيعتها كاتفاق تقاسم للسلطة بين علي عبد الله صالح وحلفائه المنشقين، المبادرة الخليجية أصبحت مرجعية فوق دستور اليمني أو تم إعتبارها كذلك من قبل الموقعين على ذلك الاتفاق، إذ تنص المبادرة الخليجية التي توافق عليها حزب المؤتمر الشعبي العام وتكتل أحزاب اللقاء المشترك على التالي:
| استيلاء أنصار الله الحوثيين على السلطة | يحل الاتفاق على المبادرة الخليجية وآلية تنفيذها محل أي ترتيبات دستورية أو قانونية قائمة ولا يجوز الطعن فيهما أمام مؤسسات الدولة | استيلاء أنصار الله الحوثيين على السلطة |

تنافس عبد ربه منصور هادي مع نفسه في انتخابات مرشح واحد عام 2012، وهي لم تكن انتخابات واستفتاء، لإن الانتخابات والاستفتاء مصطلحات توحي بعملية ديمقراطية وهي ليست الحالة هنا. إذ لم تجري "الانتخابات الرئاسية" بناءً على مطالب شعبية أو بحسب الدستور، بل وفقًا لاتفاق بين رؤوس الأحزاب صاغه لهم سعوديون، بالكاد يعرفون أي شيء عن الحكومات التمثيلية. ولأن من صاغ عملية الانتقال هذه كان يهدف لخدمة مصالحه، كان متوقعًا أن تقوم جهات خارجية بتغذية عوامل التوتر بين الجهات الفاعلة محلياً.
بتعطيل الدستور، لم يمتلك المجتمع الدولي خطة بديلة ووضعوا كافة آمالهم خلف المشروع السعودي للتحول الديمقراطي في اليمن. جزئيًا، يعود ذلك لأسباب تاريخية فهم اعتادوا البقاء في الظلام ما تعلق الأمر بهذا البلد، فسياسته الفعلية ليست إختلافًا في الآيديولوجيات والبرامج السياسية بل شبكة غير مفهومة من التحالفات، ومحاولة تقييم سياسات السعودية في اليمن أمر مماثل في المشقة. اعتقدوا أن هذه الفصائل الثلاث المتصارعة ستلتزم باتفاق المبادرة الخليجية، لأن دافع المجتمع الدولي بشكل رئيسي كان الاستقرار في اليمن وإن كان بثمن ترك علي عبد الله صالح وأضرابه دون محاكمة. افترض المجتمع الدولي بما أن اليمن دولة ضعيفة وتعتمد على المساعدات الخارجية بشكل كامل، فمن شأن ذلك أن يولد خوفًا عند زعماء تلك الفصائل من عرقلة المرحلة الانتقالية بشكل علني وصريح. ولكن تقديراتهم كانت مخطئة، فأولئك لم يقوموا باستخدام شبكاتهم القبلية والعسكرية لفرض أجنداتهم السياسية فحسب، ولا مجرد تفريخ مئات الوسائل الاعلامية واستيعاب كل عاطل عن العمل ليصبح صحفيًا وناشطًا ومحللًا ليشرعن تصرفاتهم ويلغي شرعية خصومهم، بل عرضوا خدماتهم وأبدوا استعدادهم الكامل لتمرير أجندة رعاة خارجيين.
سبب آخر لمعارضة المبادرة الخليجية، أنها قصة نجاح للسياسة الخارجية للمملكة السعودية اتجاه اليمن باستمرارية وضعه كـ"حديقة خلفية"، فهي ليست قصة نجاح يمنية بأي معيار.
الهدف الحقيقي للسعودية من وراء مبادرتها كان ابقاء المؤسسة السياسية على حالها وإعاقة أي عملية تغيير سياسي حقيقية في البلاد بما يضمن إستمرار الهيمنة السعودية على اليمن، فالسعودية لديها زبائن في اليمن يعرقلون الإصلاحات السياسية الحقيقية والملموسة فاختارت عبد ربه منصور هادي الذي كان متوقعًا أن يصبح هدفاُ لكل الأطراف المعنية. بما أنها القوة الأجنبية المهيمنة على القرار السياسي والاقتصادي اليمني، أرادت السعودية بديلًا لعلي عبد الله صالح يحفظ النظام ومؤسساته السياسية على حالها، فكانت المبادرة الخليجية لمنع تحقيق ثورة حقيقية. السعودية بنت سياستها الخارجية في المنطقة من تجربتها خلال الحرب الأهلية في الستينات، نشر الوهابية ودفع الرشاوى للسياسيين وشخصيات إجتماعية وإعلاميين في دول عديدة ولكن الحالة اليمنية هي الأقدم والأوضح.
منذ خمسة عقود والسعودية تدفع مليارات الدولارات سنويًا لآلاف المشايخ القبليين، المسؤولين الأمنيين، والحكومة اليمنية كذلك. هذه السياسة منعت السلطات اليمنية من إحتكار السلطة وضمان سلامة حدودها والتي تعد من أساسيات أي دولة في العالم. عملت السعودية للحفاظ على حكومة مركزية ضعيفة في اليمن وجهات سياسية فاعلة منقسمة على نفسها. للحفاظ على نفوذها، أقامت علاقات مع قادة سياسيين يعملون في الحكومة ومشايخ قبليين يشكلون ثقلا موازنًا لهم. تركي الفيصل رفض إعتبار هذه المدفوعات رشاوى واصفًا إياها بـ"المساعدات"، وبرغم توقف الرشاوى لزبائن المملكة عبر مكتب سلطان بن عبد العزيز عام 2011، إلا أن فصائل عديدة بمن في ذلك عائلة الأحمر استمرت في تلقي الرشاوى السعودية عبر قنوات أخرى. جمال خاشقجي اقترح تسمية هولاء بـ"أصدقاء السعودية في اليمن"، تدفع لهم السعودية الأموال لممارسة النفوذ، الحماية، والاستقرار وهو مايهم السعودية وفقا لخاشقجي.
رفض المحتجون عام 2011 المبادرة الخليجية التي وافقت عليها الأحزاب السياسية في شهر أبريل من تلك السنة، والسبب في ذلك إحساسهم أنها مؤامرة أجنبية تهدف إلى إجهاض ثورتهم. ومن الجدالات الرئيسية التي كانت تتداول على نطاق واسع حينها، أن تسليم السلطة لعملاء السعودية أسوأ من حكم علي عبد الله صالح وبالكاد هم ممثلون لتغيير سياسي حقيقي وملموس. فكليهما قطبي نظام فاسد يستحيل إصلاحه. مثلما أفادت توقعات عديدة منذ العام 2011، فقيادات حزب التجمع اليمني للإصلاح كانت جزئاً رئيسيًا في نظام علي عبد الله صالح ولن تسمح بظهور نظام سياسي ديمقراطي تمثيلي يخضع للمسائلة. فالأحداث والسياسات التي تلت توقيع تلك المبادرة، أظهرت أن علي محسن الأحمر وحميد الأحمر وغيرهم من أقطاب التجمع اليمني للإصلاح، لم يكونوا يهدفون لتحقيق تغيير جذري في الحالة السياسية والاقتصادية اليمنية حتى ولو لم يطمحوا للحكم بأنفسهم مباشرة.
شبكة محسوبية علي عبد الله صالح وعدم بناء مؤسسات الدولة هي النتيجة المباشرة للنفوذ السعودي، فهو مثل السعوديين قرر أن ينشئ شبكة محسوبية خاصة به هو الآخر. الثعابين التي يشير إليها في سياسته التي سماها بالـ"رقص على رؤؤس الثعابين"، ليسوا سوى زبائن السعودية في اليمن. لفهم دور حزب التجمع اليمني للإصلاح وتحالفاته القبلية والعسكرية، هم كانوا الوسيلة المثالية والأكثر فعالية لضمان بقاء اليمن في حالة شبه دولة، الرئيس صالح كان أشياء كثيرة ولكنه لم يكن "صديقهم"، تركه السعوديون لأنه لم يتعرض لشبكاتهم واعتمد على النظام القبلي ولم يتصرف بشكل علني لتقوية الحكومة المركزية، وهي سياسة أسعدت السعوديين. يُقال عن علي عبد الله صالح أنه كان يقول لليمنيين أن "يجربوا حظهم" في مهمات التسول العابرة للحدود، ويقصد زيارات مشايخ قبليين ومسؤولين وربما يمنيين عاديين لقصور آل سعود في كل عام لطلب العطايا والهبات والـ"مكرمات". بشكل عام، عملية الانتقال من أي كان ذلك النظام الذي أقامه علي عبد الله صالح إلى دولة جمهورية ديمقراطية فعّآلة، لن تنجح عندما تتم برعاية مملكة هدفها الرئيسي إثبات أن الجمهوريات والديمقراطيات أنظمة حكم غير ناجحة.
مع كل هذا، وجدت جماعة فتيَّة بلا أي سابقة في الحكم، لا تحمل مشروعًا سياسيًا واضحًا ولكنها تجيد الحديث عما تعارضه وتبرع في إبراز الثغرات المنطقية والتناقضات الدعائية ومظاهر الفشل في خصومهما، فاستغلت جماعة الحوثيين الاحباط الشعبي من زيف عملية الانتقال السياسي وعدم فعالية الحكومة الناتجة عن الاتفاق السعودي. ولكن شعبيتهم التي صعدت بسبب فشل خصومهم وضعف عبد ربه منصور هادي ولا علاقة لها بنثرياتهم المعادية للولايات المتحدة وإسرائيل، انحسرت كثيرًا عندما غيروا استراتيجيتهم بعد 21 سبتمبر 2014، من دعم الحكومة الجديدة إلى محاولة السيطرة عليها واستنساخ أساليب خصومهم في اختلاق شبكات محسوبية داخل مؤسسات الدولة باسم "الشراكة".

### هيمنة حزب الاصلاح
منذ عام 2012، تزايدت شعبية جماعة الحوثيين بين الرافضين للمبادرة الخليجية وحاولوا تقديم أنفسهم كحركة وطنية، وتحول صراعهم ضد نظام علي عبد الله صالح في صعدة إلى صراع مع حزب التجمع اليمني للإصلاح، الذي قام بتنشيط ميليشياته الجهادية في دماج. تلك المراكز الوهابية الممولة سعوديًا، كانت تحت مراقبة وكالات استخبارات مختلفة كمقرات تنشئة لإرهابيين لفترة طويلة، منذ تفجير سفارات الولايات المتحدة 1998 وحادثة تفجير يو إس إس كول عام 2000 على الأقل. لطبيعة جماعة الحوثيين الأصلية كحركة إحيائية للزيدية، خلافهم الرئيسي والحقيقي هو مع حزب التجمع اليمني للإصلاح وليس علي عبد الله صالح وله جذور تعود إلى حروب صعدة الست وما قبلها، إذ كان الوهابية المرتبطين بحزب الإصلاح يُستعملون كمقاتلين غير نظاميين ضد الحوثيين خلال الفترة مابين 2004 و2010 برعاية واشراف السلطة. وكان قيادات تجمع الإصلاح رأس حربة تلك المعارك، فالسعودية مولت ميليشيات تابعة لعائلة الأحمر لقتالهم.
منذ الاحتجاجات عام 2011، كان حزب التجمع اليمني للإصلاح رافضًا لتواجد الحوثيين وتزايدت حدة مواقفه مع اندلاع الاشتباكات بين ميليشيات الطرفين في محافظة الجوف. أُستهدف المحتجون الحوثيون بخطاب تحريضي ووزعت منشورات تصفهم بـ"أعداء الثورة". حزب التجمع اليمني للإصلاح لم يبدأ ثورة الشباب اليمنية ولكنه سيطر على مجرياتها ووجه الاحتجاجات لتحقيق أجنداته. بدأ باعتباره مؤيدا مترددًا للـ"ثورة"، وعندما ظهر أن علي عبد الله صالح بدأ بفقدان السيطرة في أواخر الربيع، انتقل التجمع للسيطرة على الموقف كعنصر فاعل ورئيسي في العملية الثورية بقدرته التعبوية داخل المساجد، والتمويل القادم من حميد الأحمر للعاطلين عن العمل وهو ما أدى إلى إعادة هيكلة الاحتجاجات، وحرف أهدافها وتصاعد الاتهامات بـ"سرقة الثورة". بالتخويف والتهديد والضرب وشن حملات تكفير، بحلول شهر يونيو عام 2011، خلت "ساحات التغيير" من أي متظاهرين مستقلين تقريباً. أكثر من نصف المحتجين في "ساحات التغيير" كانوا إصلاحيين واعترف محمد السعدي حينها، الأمين العام المساعد لحزب الإصلاح ووزير الصناعة والتجارة في حكومة الوفاق، أن الاصلاحيين في الساحات يتلقون أوامرهم من الحزب مباشرة. الوتيرة المتسارعة التي يغير فيها الحزب مواقفه، أبقت الحزب خارج السلطة وبلا مصداقية، ولم يمكن إعتباره بديلًا موضوعيًا لعلي عبد الله صالح لأن حزب التجمع اليمني للإصلاح كان جزئاً رئيسيًا من تركيبة ذلك "النظام".
الشباب لم يكونوا موحدين، مشتتين بلا قيادة سياسية ولا قنوات تواصل مع أحد سواء داخل اليمن أو خارجها، فمن الطبيعي أن يسيطر حزب التجمع اليمني للإصلاح على سير الاحتجاجات ويوجهها الوجهة التي يريد، لأنه مهما بلغ حجم الاحتقان الشعبي في مكان ما، فهو ليس كافيًا لتحقيق التغيير دون قيادة سياسية تمتص هذا الاحتقان وتترجمه بالقتال لأجل الأهداف التي حملها المحتجون. كل النظم سواء كانت ديمقراطية أو سلطوية، عرضة للمصادرة من قبل عناصر نخبوية تحاول استخدام النظام لبناء سلطتها الشخصية والشباب لم يمتلكوا الوسائل ولا القيادة التي تحفزهم على مقاومة هذه القوى. في مثل هذه الحالات، يُعقد الأمل على القوى السياسية في المجتمع المتغير لبناء نظام سياسي فاعل مع تقدير المشاكل والظروف التي تمر بها البلاد المعنية. حزب التجمع اليمني للإصلاح أعلن عن عزمه بناء ما سماه بـ"الدولة المدنية الحديثة"، مصطلح مبهم وغير معروف ومع ذلك وجد طريقه إلى مسودة الدستور الجديد. لا يوجد دستور في العالم يعرف الدولة بأنها "مدنية" لسبب بسيط أنه لا يوجد شي إسمه "دولة مدنية".(بالإنجليزية: Civil State) يعرفها قاموس أكسفورد بالـ"حالة المدنية" ما إذا كان المرء متزوجا أو أعزبًا ولا علاقة لها بأي نظام حكم، المعنى الوحيد للدولة المدنية قد يكون أنها نقيض للدكتاتورية العسكرية وإلا فإن المصطلح لا يتداول بين علماء السياسة وأقرب شئ للمصطلح هو المجتمع المدني وهذا ليس نظامًا حاكماً.
هذه الجزئية وإن كانت تبدو غير مهمة أو جانبية، فهي تكشف عن عدم كفاءة أعضاء الحزب والآخرين ممن شاركوا في مؤتمر الحوار الوطني، الذين لن يذكروا كآباء مؤسسين للجمهورية في كتب التاريخ اليمني. فعندما لا يعرف منظروا ومثقفوا الحزب أنه لا يوجد في العلوم السياسية ما يسمى دولة مدنية، يصبح التشكيك في قدراتهم وكفائتهم التقنية لزامًا وأمرًا طبيعياً. ظهر انعدام الكفاءة وغياب الأهلية وعدم قدرة حزب التجمع اليمني للإصلاح على الإيفاء بوعوده ليس في بناء دولة ديمقراطية فحسب، فبناء الدولة يستغرق أعوامًا وهي عملية مستمرة ولا تتوقف، بل في تقديم الخدمات الأساسية للناس. بامكان اليمنيين أن يتناسوا تاريخ الحزب وقياداته، لو كانت هناك بوادر على وجود رؤية لليمن ولكن ما ارتكبه حزب التجمع اليمني للإصلاح بعد إستيلائه على الاحتجاجات هو "خطأ" وقعت فيه العديد من القوى السياسية في المجتمعات المتغيرة والطامحة للإنتقال لنظم ديمقراطية، وهو توجيه جهودهم للاستيلاء على غنائم الحكومة الساقطة أو تقاسمها مع قوى سياسية أخرى بدلًا من القيام بأعمال مثل جمع الضرائب وتقديم تعليم فعّال وما سواها من الأمور التي تعكس وجود رغبة وإرادة حقيقية بتحسين الواقع المعيشي للمواطنين.
كل المجتمعات تبدأ بدول توارثية، وهي حكومات يعمل فيها أهل وأصدقاء الحاكم، أو تسيطر عليها نخب مهيمنة مجتمعياً. هذه الدول تجعل فرص الوصول إلى السلطة السياسية والاقتصادية محدودة وحكرًا على أفراد يفضلهم النظام، وتبذل القليل من الجهد لعلاج مشاكل المواطنين على أساس قواعد ومعايير مطبقة على الجميع. إما أن تتمكن من تحديث الحكومة وبناء بيروقراطية للدولة، أو تفشل في التطور على الإطلاق وتستمر في سياسات الزبائنية المعتادة في بلد مثل اليمن، حيث تسيطر نخبة إجتماعية محدودة ليست مسيسة بالضرورة، تتحكم في بلد ومجتمع زراعي أصلًا ويعاني من الفقر، بينما هذه النخب تنتمي لطبقات قبلية من غير "الفلاحين" ولديها فرص أفضل للحصول على الأسلحة والتدرب على استخدام العنف بما يحقق مصالحها. مع توسع المجتمع، تقوم تلك النخب بتوسيع دائرة الزبائن المحتملين. تجاوز علي محسن الأحمر وحميد الأحمر قاعدتهم القبلية الأصلية وتمكنوا من استيعاب زبائن من فئات أخرى تنتمي لحزب التجمع اليمني للإصلاح، وهو ماخلق إحساسًا زائفًا روج له إعلام الحزب أن قياداته تجاوزت ما يسمونه بـ"المركز المقدس"، وهي إشارة لتركز السلطة والثروة والمناصب العسكرية في المرتفعات الشمالية للبلاد منذ ثمانينيات القرن العشرين. ولكن هذا ليس تغييرًا ولا عملًا ثوريًا لأن المبدأ المنظم للحياة السياسية لم يتغير بقيادة حزب التجمع اليمني للإصلاح، كل ما فعله أنه قام بتوسيع دائرة الزبائن والانتقال من اختيارهم بناءً على أسس مناطقية وقبلية إلى أسس حزبية وفي حالة التجمع، يعني ذلك أنها دينية أيضاً.
قبل بدء جلسات الحوار الوطني، كان قادة الاصلاح يتحدثون عن "تحالف قبلي" ضد الحوثيين وعلي عبد الله صالح برعاية صادق الأحمر وعلي محسن الأحمر ورئيس الأمن السياسي السابق غالب القمش وذلك لـ"فرض هيبة الدولة". عمل هذا الائتلاف على مصالح مشتركة قبل 2011 وقام بتحويل سير الاحتجاجات ومخرجات مؤتمر الحوار بما يتناسب مع تلك المصالح. عرقلوا مشروع العدالة الانتقالية، وهدفهم الرئيسي والوحيد منذ ما قبل 2011 كان مجرد التخلص من علي عبد الله صالح إما لشعور انتابهم بضعفه أو لصراع على الغنائم. فهم جميعًا متورطون بانتهاكات ومسؤولون عما آلت إليه الأوضاع في اليمن. عائلة الأحمر وعلي محسن الأحمر لم يوجهوا اهتمامهم ناحية المكتب الرئاسي بدلا من ذلك، استخدموا المبادرة الخليجية لضمان إنشاء نظام يعمل لتحقيق مصالحهم التي تتضمن مصالح تجارية في قطاع الاتصالات وقطاعي النفط والغاز. برغم أن الحزب حصل رسميًا على ثلاث وزارات فقط في حكومة باسندوة، لم تخفى هيمنة تجمع الإصلاح. اعتمدوا على عبد ربه منصور هادي ظاهريًا، وقاموا بتقوية شبكاتهم داخل الوزارات والمؤسسات الحكومية والأمنية، واعتمادهم الحقيقي كان على الروابط القبلية والعسكرية للمناورة وفرض أجنداتهم.
ازداد تعدي حلفاء تجمع الاصلاح على مؤسسات الدولة، لا سيما على مستوى الإدارة المحلية وخصوصا في مسألة إعادة هيكلة المؤسسة العسكرية. فقرارت إعادة هيكلة الجيش التي أصدرها عبد ربه منصور هادي عام 2012، لم تؤثر على علي محسن الأحمر ذلك أن المقالين من الجيش استبدلوا بعناصر من حزب التجمع اليمني للإصلاح أو "قوى الثورة". سجل الحزب كان ضعيفًا في مكافحة الفساد بل أظهر اهتمامًا بالحفاظ على السلطة بالطريقة التي يألفها وهي المحسوبية والولاء القبلي. قللت قيادات الحزب القبلية والعسكرية من ظهورها العلني على الساحة وحرصوا على متابعة مصالحهم وصيانتها عن طريق التجمع اليمني للإصلاح وسياساته الرسمية. فكانت النتيجة ظهور حزب التجمع اليمني للإصلاح بمظهر المنتصر الوحيد خلال الفترة الأطول من المرحلة الانتقالية. وازدادت الانتقادات من فصائل مختلفة والتي تحمله مسؤولية فشل المرحلة الانتقالية، إنهيار الاقتصاد، وتردي الحالة الأمنية.
كل هذه العوامل استثمرها الحوثيون وعلي عبد الله صالح، بالتأكيد أهداف عبد الملك الحوثي وعلي عبد الله صالح لم تكن متعلقة بمعالجة هذه السياسات، استفادوا من سياسات حزب التجمع اليمني للإصلاح لمناكفة السلطة، فعلي عبد الله صالح كان يتلقف أي إستياء شعبي من حزب التجمع اليمني للإصلاح لتضخيمه وتطويعه في آلته الدعائية، وكذلك فعل الحوثيون. بالنسبة للعديد من اليمنيين حينها، كان هجومهم على تجمع الإصلاح فرصة لفك عقدة من عقد السياسية اليمنية. وجد الطرفان أنفسهم في حالة نفور مشترك من تجمع الاصلاح وتحالفاته العسكرية والقبلية وبالتالي عملوا على إخراجهم من السلطة مرة واحدة وإلى الأبد، وإن كان معظم التركيز إتجه ناحية تحالفات الإصلاح وليس الأساس الإخواني داخل الحزب. وهو يثبت أن الصراع في اليمن صراع سلطوي على غنائم الحكومة وموارد الدولة وليس إختلافًا في المشاريع والأهداف السياسية، فحزب التجمع اليمني للإصلاح أداة سياسية لعائلة عبد الله الأحمر وعلي محسن الأحمر.
بالإضافة لمحاولة السيطرة على مؤسسات الدولة والموارد، أظهرت القوى المتصارعة إستعدادها تقديم خدمات لرعاة أجانب خلال الفترة الانتقالية. حسين الأحمر كان قد شكل ميليشيات مدعومة سعوديًا منذ ما قبل 2012، هناك مؤشرات على توقف الرشاوى السعودية لشبكة العملاء من مكتب سلطان بن عبد العزيز عام 2011، ولكن مصادر مختلفة تشير لعودتها عبر قنوات أخرى. حرص حزب التجمع اليمني للإصلاح على إشعال سياسات الهوية بدلا من التنافس على برامج سياسية، تردد حسين الأحمر على قنوات سعودية مستعملًا لغة طائفية يصور خلالها المعارك، واصفًا جماعة الحوثيين بالـ"روافض"، برغم أنه وعائلته وقبيلته قادمون من خلفية زيدية. وكانت تربطه علاقات وثيقة مع تاجر السلاح المقرب من الحوثيين فارس مناع. يُعتقد أن حسين أراد تقديم خدمة للسعودية بتصوير نفسه "مجاهداً" ومحالفًا للجماعات الوهابية بدماج والمرتبطة بالسعودية بدورها. هدفه وحزب التجمع اليمني للإصلاح كان تدويل أو عولمة النزاع سنيًا بدلالة حجم البروباغندا على شبكة الإنترنت، بهدف إثارة اهتمام الممولين الخليجيين، السعوديين تحديدًا، للإرهاب. وهو ما دفع بالكثير إما لمساندة الحوثيين أو التعاطف معهم أو البقاء على الحياد. رهان عائلة الأحمر على سياسات الهوية باحياء تحالفتها التقليدية مع القوى الوهابية والإخوانية المرتبطة بحزب التجمع اليمني للإصلاح، أفقدهم التعاطف داخل قبيلتهم حاشد نفسها.
هناك من يجادل بأن مركز الحزب في صنعاء يختلف عن فروعه المحلية، وأنه يتعرض للإحراج من سلوكيات حلفائه. هذا ما يقوله بعض قيادات الحزب عندما يلتقون بغربيين ولكن لا توجد مؤشرات على صحة هذا الجدال، بدلالة أن مبادئهم السياسية لم تتغير على مستوى القواعد والقيادات. على سبيل المثال، كان أعضاء الحزب يكتبون مقالات يُفهم أو يُستخلص منها أن الفرقة الأولى مدرع مجرد ميليشيا تابعة لعلي محسن الأحمر بغض النظر عن الفكرة التي أراد صاحب المقال إيصالها، وسط إنكار الحزب رسميًا وإصراره أن الجيش لا يتبع جهة معينة إلا الدولة. ولكن الحزب نفسه وعلى موقعه الرسمي اعترف في 13 أبريل 2015 تزامنًا مع التدخل العسكري السعودي في اليمن، أن الفرقة الأولى مدرع كانت مرتبطة به بالفعل وتحدث عن المسألة باعتبارها أمرًا إيجابياً. هناك خلافات بين مكونات تجمع الاصلاح المختلفة، أظهرت تسجيلات صوتية بين حميد الأحمر وجمال بنعمر عدم ثقة الأحمر بمحمد قحطان، الذي قال عنه حميد أنه أحد أسباب تناقض خطاب حزب التجمع اليمني للإصلاح فهو لا يمثل إلا نفسه. محمد قحطان يُذكر في مصادر غربية بأنه من "الفصيل المعتدل" داخل التجمع. لذلك، أي جدالات عن "إحراج" يتعرض له الحزب من حلفائه قد يكون صادرًا من الفصيل "المعتدل" داخل الحزب، ولكنهم لا يدلون بتصريحات كهذه أمام اليمنيين أو الصحافة الناطقة بالعربية.

### الحملة على جماعة الإخوان المسلمين
بعض المصالح المحلية تقاطعت مع تلك الخارجية، لم يكن ليتقدم الحوثيون إلى محافظة عمران في 2 فبراير 2014 لولا إدراكهم بتصاعد حالة النقم والسخط اتجاه عائلة الأحمر في أوساط حاشد. على الرغم من محاولة النخب الجاهدة لتأطير الصراع طائفيًا أو بأي صورة أخرى، الوصول إلى السلطة والموارد السياسية هو أساس الصراع. محافظة عمران كانت اقطاعية خاصة ببيت الأحمر، ورغم أن عبد الله بن حسين الأحمر كان رئيس حزب التجمع اليمني للإصلاح، إلا أنه رفض السماح للحزب ببناء مدارسه الوهابية في المناطق التابعة لقبيلته. فالعامل الديني لم يكن فاعلًا ولا مؤثرًا خلال معارك الحوثيين في عمران فجل أبنائها لا يزالون زيدية، ولكن حتى هذا لم يكن سببًا لمعاونتهم الحوثيين.

من المحتمل تنامي مشاعر معادية لأبناء عبد الله بن حسين الأحمر داخل حاشد لأسباب عديدة لخصها قريب لهم يدعى ياسر الأحمر:
في نفس الوقت، من المؤكد أن مشايخ حاشد الذين قاتلوا تجمع الاصلاح أو رفضوا مساعدة عائلة عبد الله الأحمر، موالون لعلي عبد الله صالح. من خلال ما يُفهم من رسائلهم وتصريحاتهم، رواتبهم التي يتسلمونها من الحكومة السعودية توقفت حينها. مشايخ قبليين من حزب المؤتمر الشعبي العام برئاسة علي عبد الله صالح، وهو حزب بلا آيدولوجية سياسية ومعظم قادته من الباحثين عن الريع ويحددون مواقفهم بناء على حسابات الربح والخسارة الشخصية، كانوا ناقمين على بيت الأحمر ويعتبرونهم المتسببين بايقاف مرتباتهم التي يتسلمونها من السعودية، إذ باركوا تصنيف السعودية للإخوان المسلمين كجماعة إرهابية بل قدموا إعتذارًا لمن وصفوهم بـ"أصدقائنا وحلفائنا التي تربطنا بهم علاقات مصيرية وتاريخية منذ الأزل" ويقصدون السعودية، على ما اعتبروه تصويرًا لحاشد كقبيلة إخوانية بسبب إرتباط عائلة الأحمر بحزب التجمع اليمني للإصلاح. إيقاف الرشاوى السعودية لم يكن مرتبطا بـ"إخوانية" بيت الأحمر المزعومة بل بسبب الانقسام الذي أصاب بنية النظام عام 2011.
استمر تنسيق حزب المؤتمر الشعبي العام مع الحوثيين في عمران بشكل غير رسمي أو معلن، وبدأت الأحداث بمظاهرات احتجاجًا على المحافظ الإصلاحي القادم من محافظة إب، والذي كان يتحدث بصراحة عن تسخير المؤسسة العسكرية لمساندة حسين الأحمر في حربه مع الحوثيين، تم تلبية مطالبهم بتغيير المحافظ في 8 يونيو 2014. ثم طالبوا بتغيير قائد اللواء 310 (الفرقة الأولى مدرع) باعتباره تابعًا لعلي محسن الأحمر ومواليًا لحزب التجمع اليمني للإصلاح، وكان كذلك بالفعل. فخاضوا معارك متقطعة مع حميد القشيبي وكان يُنظر لهدف الحوثيين حينها رغبتهم بتعيين قائد عسكري محايد لا يسخر إمكانيات الجيش لصالح فصيل حزبي، ولكنهم أرادوا التخلص من حزب التجمع اليمني للإصلاح فحسب والاستيلاء على المحافظة، فلم تكن تحركاتهم مدفوعة بمبادئ وأهداف لتحسين الإدارة المحلية.
وزارة الدفاع التي رفضت مباركة عمليات اللواء 310 وصرحت في أكثر من مناسبة عن وجوب تحييد المؤسسة العسكرية عن الصراعات الحزبية، في إشارة واضحة لنفوذ علي محسن الأحمر وحزب التجمع اليمني للإصلاح على اللواء 310 مدرع. قُتل حميد القشيبي في 8 يوليو 2014 وأُستلم مقره من أحد الألوية التي كانت ضمن الحرس الجمهوري. بمقتل القشيبي، انهارت آخر معاقل حزب التجمع اليمني للإصلاح وعائلة الأحمر داخل الجيش اليمني وفي عمران، وبقي علي محسن الأحمر وحيدًا في صنعاء حتى هروبه في 21 سبتمبر 2014. حجم الأضرار التي ألحقها الحوثيون بعائلة الأحمر زادت من شعبيتهم، ضرب عائلة الأحمر كان له دلالة رمزية على اضعاف النفوذ السعودي ودخول اليمن مرحلة جديدة من تاريخه المعاصر، وساعد في تشكيل صورة جماعة الحوثيين كـ"حركة وطنية" تطهر اليمن من مراكز النفوذ المتهمة بالفساد.
ولكن المسألة أكثر تعقيدًا من ذلك، منذ 30 يونيو 2013، تبنى الاعلام الاصلاحي، وليس الحزب رسميًا الذي دخل في حرب بيانات رسمية مع حزب المؤتمر الشعبي العام لاثبات ولاء واخلاص كل منهما للسعودية، مواقفًا "حادة" من المملكة السعودية والإمارات بسبب عزل محمد مرسي واتهم السعودية بدعم الحوثيين، وتبنى نظريات عديدة عن أسباب هذا التحول مثل منع السعودية التنقيب عن النفط في محافظة الجوف، وأنها تسعى لاعادة أسرة حميد الدين لحكم اليمن، وغيرها من النظريات والتحليلات الكثيرة التي طلع بها الحزب بهدف التلاعب بالرأي العام. مسألة التنقيب عن النفط في محافظة الجوف وإن كانت حقيقية، ولكنها ليست مرتبطة بهذه القضية.
على مدى عقود، كان سلطان بن عبد العزيز آل سعود المسؤول الرئيسي عن "اللجنة الخاصة"، لجنة صغيرة أوجدت شبكة واسعة من العملاء والمخبرين في اليمن. آلاف اليمنيين يتلقون رشاوى من اللجنة التي بلغت ميزانيتها السنوية في أوجها 3.5 مليار دولار إلى تقليص المبالغ بعد اتفاق ترسيم الحدود عام 2000. من الصعب تحديد أوقات توقف وتدفق الرشاوى لأن عمل هذه اللجنة ليس رسميًا وقائم على اتصالات وعلاقات أفراد من آل سعود مع زبائن في اليمن، أمراء مختلفين لديهم زبائن متعددين. على صعيد آخر، هذه المسألة يُتعامل معها بقدر كبير من الراحة في اليمن ولذلك، عندما يتحدثون عن تدخلات من إيران والولايات المتحدة والإتحاد الأوروبي والأمم المتحدة أو أي جهة أخرى، هم لا يتحدثون من منطلقات وطنية بقدر ما يعكسون حرصًا بحماية إحتكار رعاتهم. هناك بضعة أمراء يتعامل معهم العملاء اليمنيون، سلطان بن عبد العزيز ونايف بن عبد العزيز متوفون، هناك محمد بن نايف وسلمان بن عبد العزيز عندما كان وزيرًا للدفاع، وبندر بن سلطان كان مشاركًا، أما سعود الفيصل فكان لديه القليل ليقوله بشأن لأن اليمن بالنسبة لهم ليس مسألة سياسة خارجية.
هولاء العملاء ليسوا حكرًا على فصيل واحد ولكن حزب التجمع اليمني للإصلاح هو أوضحهم بسبب أن عبد الله الأحمر، الرئيس السابق وأحد مؤسسي الحزب، كان "رجل السعودية في اليمن". توقفت الرشاوى السعودية عام 2011، ولكنها عادت بعد ذلك بفترة قصيرة وكانت عائلة الأحمر من المشمولين، ورضخوا لضغوطات سعودية لايقاف إطلاق النار مع قوات علي عبد الله صالح عام 2011. تقلص عدد مستلمي الرشاوى وليس من المعروف ما إذا استمرت الزعامات القبلية الموالية لعلي عبد الله صالح باستلام الأموال من السعودية، ولكن تصريحاتهم تقترح خلاف ذلك خصوصًا وأن السعودية كانت تبحث عن بديل لعلي عبد الله صالح ومعظم المؤشرات كانت تشير ناحية معسكر علي محسن الأحمر. كان الرجل الثاني في النظام، رجل أعمال وقائد عسكري ولديه شبكة واسعة من المحاسيب والزبائن، وهو مقرب من الجماعات الوهابية المناوئة للحوثيين.
في نفس الوقت، كانت دولة قطر تقوي علاقاتها وشبكة نفوذها مع زبائن من فصائل إخوانية داخل حزب التجمع اليمني للإصلاح. من المحتمل أن ذلك قد شكل عاملًا للاضطراب فبندر بن سلطان وصفها بأنها ليست دولة حقيقية بل "مجرد 300 شخص وقناة فضائية". التعليق كان بخصوص أي فصيل مسلح يجب أن يُدعم في سورية، جبهة النصرة أو ما أصبح داعش. ولكنه يظهر أن البلدين كانا يتنافسان على النفوذ الإقليمي ويشمل ذلك اليمن، برغم أن كلاهما داعم لفصائل إسلامية. للتصدي للنفوذ القطري الجديد ونظرًا لتعدد الأمراء المسؤولين عن "الملف اليمني"، ربما أجرت السعودية اتصالات أو توصلت إلى تفاهمات متبادلة مع جماعة الحوثيين. وبالنسبة لمشايخ حاشد المقربين من علي عبد الله صالح وحزب المؤتمر الشعبي العام بشكل أوسع، ربما رأوها فرصة لإعادة تدفق الأموال السعودية إليهم كمحاربين للإخوان المسلمين حتى أن آلتهم الدعائية أخذت بوصف أحمد علي عبد الله صالح بـ"سيسي اليمن".
استمر إعلام حزب المؤتمر الشعبي العام بالحديث عن "مؤامرة قطرية" خلال الفترة الأطول ما بين 2011 و2014، وذلك لتملق أو مداهنة السعودية. جماعة الحوثيين خففت من لهجتها إتجاه السعودية مقابل الابتذال عن مؤامرات "صهيو أميركية". حزب التجمع اليمني للإصلاح من جانبه، لم يعلن موقفًا واضحًا، علي محسن الأحمر تمنى ممن سماهم بـ"أولياء الأمور" قادرون على حل مشكلاتهم، داعيا إيران للـ"كف عن التدخل في شؤون المنطقة". الحزب على الصعيد الرسمي، استمر بتسويق نفسه كبديل لحزب المؤتمر الشعبي العام وعلي عبد الله صالح، ولكن لهجة وسائله الإعلامية كانت مختلفة والكثير من "تحليلاتهم" كانت صادرة أو مقتبسة عن صحيفة القدس العربي التي اشترتها قطر، وصحف إخوانية ممولة منها حتى ديفيد هيرست، أول من أشار إلى إتصال سعودي بالحوثيين في الغارديان، أسس موقعًا باسم "ميدل إيست آي" (بالإنجليزية: Middle East Eye) بمساعدة أشخاص مرتبطين بقناة الجزيرة.
اليمن دولة بالغة الضعف وبنخبة سياسية كالمقدمة أعلاه، فهذا الاحتقان الاقليمي كان عاملًا من عوامل صعود الحوثيين وتراجع خصومهم ولكن مدى هذا التنسيق، إن وقع، ليس واضحاً.

### الرقص على رؤوس الثعابين
بالعودة إلى هذه الأحداث، كان من الممكن إيقاف تقدم الحوثيين حينها أو رسم حدود واضحة لهم على الأقل، لم يُفصل حميد القشيبي لارتباطاته الفئوية ولم يُعين قائد عسكري ولواء يأتمر لوزارة الدفاع، كأن الرئاسة أرادت استبدال تجمع الإصلاح وتحالفاته المسلحة بفصيل مسلح آخر عوضًا عن الدولة نفسها. أراد عبد ربه منصور هادي التخلص من الحمل الثقيل المتمثل بعلي محسن الأحمر وشركائه ونجح في ذلك. فقد كان يُنظر إلى ماحدث في 21 سبتمبر 2014 واتفاق السلم والشراكة الوطنية بأنه انتصار لعبد ربه منصور هادي نفسه بالاضافة إلى الحوثيين. فالاتفاق حرر هادي من تأثير علي محسن الأحمر وحزب التجمع اليمني للإصلاح الذي كان يستطيع عبر حلفائه فرض الكثير من التعيينات عليه.
عبد ربه منصور هادي كرئيس إنتقالي، لم يرد إعلان الحرب ولم يشأ أن يظهر بمظهر الموال لحزب التجمع اليمني للإصلاح وعلي محسن الأحمر، بل لم يكن الجيش على الاستعداد الكامل لمواجهة الحوثيين، فرأى أنه وطالما أن الحوثيون يستهدفون علي محسن الأحمر والإصلاح، فمزيج من ضغط المجتمع الدولي والوساطات الرئاسية كفيل بايقاف تقدم الحوثيين وإستمرار المرحلة الانتقالية. الجانب السلبي لهذه الاستراتيجية أنها أفرغت الجيش من أي أحد قادر وبالارادة اللازمة لاحتواء الحوثيين. فعبد ربه منصور هادي لم يمتلك قاعدة دعم قوية في الجيش. والقوات الموالية لعلي عبد الله صالح لن يقاتلوا لانقاذ عبد ربه منصور هادي. كان متوقعًا أن تستمر السياسات والأساليب السابقة في الحكم منذ توقيع المبادرة الخليجية، نظرًا للحالة التي تسلم عبد ربه منصور هادي السلطة خلالها. فالجيش منقسم، وقادته لا يخضعون للرئيس ووزارة الدفاع، وهناك فصائل مسلحة غير رسمية موالية لصالح وعلي محسن الأحمر، وسيطرة الحكومة خارج صنعاء، والتي كانت رمزية أصلًا قبل عام 2011، تقلصت بشكل حاد منذ ذلك الحين.
مثلا، تقدمت الولايات المتحدة بطلب إلى الحكومة اليمنية عام 2012 لتوسيع عمليات الطائرات بدون طيار لـ"ضرب المجموعات التي تبدو ميليشاوية"، وهو مارفضته الحكومة اليمنية. مثل هذه العمليات تسميها وكالة الاستخبارات المركزية بـ"ضربات التوقيع"، وهي سياسة تستهدف التجمعات التي تأوي عناصرًا من تنظيم القاعدة، يستند اختيار الهدف فيها على أنماط سلوكية أو خصائص فريدة تحدد مجموعة ما عوضا عن تحديد الفرد. وهو مادفع بتنظيم القاعدة لتجنب الانزواء والتخفي بين التجمعات القبلية في باكستان، ذلك لأن جمع المعلومات وتحديد القيادات في مناطق نائية مضيعة للوقت، فالتنظيمات الارهابية مثل القاعدة ليس لها هياكل هرمية. فصزبات التوقيع تمحي الشبكات الفرعية للتنظيم بشكل كامل بحيث لا يتمكن من تجميع قواه واستعادة أنفاسه بصورة سريعة.
التفسير الوحيد لرفض الحكومة حينها، كان خشية ردة فعل سلبية من الجماعات الإسلامية، التي تُعرف باسم حزب التجمع اليمني للإصلاح كذلك. هناك معارضة محلية لهذه العمليات، ولكن سبب رفض التجمع اليمني للإصلاح يعود لرغبته بالحوار معهم لا قتالهم. مخالفًا خطابه الأول منذ توليه السلطة الذي وعد فيه بـ"استئصال القاعدة والموالين لها"، أعلن عبد ربه منصور هادي في سبتمبر 2012، عزمه على الحوار مع تنظيم القاعدة في جزيرة العرب وذلك بسبب "ضغوطات من وسطاء"، وهولاء "الوسطاء" يتلقون تمويلًا ودعمًا سعوديًا للإحتياط ما تطلب الأمر تفعيل هذه الشبكات، والحوار مع تنظيم القاعدة هي رغبة حزب التجمع اليمني للإصلاح. فهذا مثال على التحديات والضغوطات التي واجهها الرئيس من كافة الأطراف.

## السيطرة على صنعاء

### أغسطس
في 18 أغسطس 2014، حشد الحوثيون مظاهرات في صنعاء منددة برفع الدعم عن المشتقات النفطية وسبقها تهديد من عبد الملك الحوثي بـ"إسماع الحكومة لغة تفهمها" مالم تستجب لمطالب المحتجين. الناطق الرسمي باسم أنصار الله محمد عبد السلام قال أن الإطاحة بحكومة محمد باسندوة مطلب وطني وإحتجاجتهم سلمية ولكنهم "سيلجئون لخيارات أخرى" مالم تستجب الحكومة لمطالبهم، وأضاف أن الحكومة أثبتت فشلها في إدارة شؤون البلاد. أرسلت الرئاسة وفدًا للتفاوض مع عبد الملك الحوثي. الناطق الرسمي محمد عبد السلام قال أن الوفد الحكومي الذي توجه إلى صعدة قدموا لهم عروضا لـ"بيع الشعب" والقبول بصفقات، فردوا عليهم أنهم ليسوا طلاب سلطة ويريدون حكومة تكنوقراط لا يتحكم فيها نافذين.
ردًا على مظاهرات الحوثيين، قامت الحكومة اليمنية وحزب التجمع اليمني للإصلاح بتسيير تظاهرات مضادة في 24 أغسطس 2014. وصفت الرئاسة المظاهرات المضادة بالـ"اصطفاف الشعبي" للدفاع عن "المكتسبات الوطنية" ورفضًا للمشاريع الطائفية و"السلالية"، واُتهم الحوثيين بافتعال المشاكل مع الوهابية[ ؟ ] الذين زرعتهم السعودية في دماج مطلع الثمانينات، والتسبب في بدء كل المعارك مع ميليشيات حزب التجمع اليمني للإصلاح في محافظة عمران وغيرها. حزب التجمع اليمني للإصلاح المحرك الرئيسي للتظاهرات المضادة.
واتهمت الحكومة اليمنية الحوثيين باستغلال تذمر الشارع لتحقيق مكاسب سياسية. رد الحوثيون على هذا الإتهام بأن حزب التجمع اليمني للإصلاح كان أكثر من عزف على أوجاع الناس وقام بتوظيفها. المبعوث الأممي لليمن جمال بنعمر قال في 28 أغسطس 2014 أن كل الأطراف مسؤولة وستكون مسؤولة عن الحالة التي وصلت وستصل إليها اليمن وعلى اليمنيين الاعتماد على أنفسهم لترتيب بيتهم الداخلي فالحل لن يأتي من الخارج مطالبا باستثمار دعم المجتمع الدولي لتحقيق تطلعاتهم وشدد على عدم القيام بأي أعمال من شأنها تهديد الأمن والإستقرار.

### مبادرة الرئيس
في 2 سبتمبر 2014، أعلنت وسائل الإعلام الحكومية على لسان عبد ربه منصور هادي عن تشكيل حكومة جديدة بعد أسبوع من تاريخه سماها "حكومة وحدة وطنية" مع إمتلاك الرئيس لحق إختيار وزراء ماسماها بالـ"وزارات السيادية" وهي الدفاع والداخلية والخارجية والمالية. وفيما يلي بنود المبادرة:
| استيلاء أنصار الله الحوثيين على السلطة | - إعلان رئيس الجمهورية في اجتماع اللقاء الوطني الموسع أنه سيقوم خلال أسبوع بتكليف من سيشكل الحكومة بالتشاور مع المكونات السياسية. - للرئيس على وجه التحديد اختيار وتعيين الوزراء في الوزارات السيادية وهي وزارات، الدفاع، الداخلية، الخارجية، والمالية. - يحدد رئيس الجمهورية بالتشاور مع المكونات السياسية متطلبات تجسيد الشراكة الوطنية والكفاءة والنزاهة بما في ذلك تحديد حجم مشاركة طرفي المبادرة الخليجية والقوى السياسية الأخرى وأنصار الله والحراك الجنوبي السلمي والمرأة والشباب. - يُختار الوزراء على أساس التخصص والكفاءة والنزاهة وعلى المكون الذي سيشارك تقديم اسمين لكل منصب وزاري محدد له إلى رئيس الجمهورية، ويختار رئيس الجمهورية بالتشاور مع رئيس الوزراء اسم من بين الإسمين المقدمين. - يحدد رئيس الجمهورية للمكونات السياسية فترة زمنية محددة لتقديم مرشحيها للحكومة وأي طرف لا يقدم مرشحيه في الموعد المحدد أو يعزف عن المشاركة في الحكومة لرئيس الجمهورية إتخاذ القرار الذي يراه مناسبا وفقا لصلاحياته الدستورية. - يصدر رئيس الجمهورية قرار بإعادة النظر في الكلفة المضافة على السعر الدولي بما يؤدي إلى تخفيض سعر كل من مادتي الديزل والبترول 500 ريال يمني بحيث يصبح سعر مادة الديزل 3400 ريال يمني وسعر مادة البترول 3500 ريال يمني. - يتضمن برنامج الحكومة الجديدة إعادة النظر في السياسات الاقتصادية والمالية والنقدية وتنفيذ حزمة من الإصلاحات العميقة بما في ذلك إعادة النظر بطرق الشراء لمادتي الديزل والبترول بما يضمن جعل السعر متحركا وفقا للأسعار الدولية مما يؤدي إلى مزيد من تخفيض السعر وجعل المشتريات النفطية علنية وبعيدا عن تعدد الوسطاء والعمولات واتخاذ قرارات اقتصادية مزمنة لمعالجة آثار رفع الدعم عن المشتقات النفطية للتخفيف عن المزارعين والصيادين وتحسين التحصيل الضريبي والجمركي وجميع الإيرادات العامة للدولة وإنهاء الازدواج الوظيفي وتعميم نظام البصمة والقضاء على كل مظاهر الفساد والعبث المالي. - يتضمن برنامج الحكومة الجديدة رفع الحد الأدنى للأجور. - التأكيد والالتزام من جميع المكونات والفعاليات السياسية بتنفيذ مخرجات الحوار الوطني وفقا لآليات مزمنة، واستكمال المهام المتبقية لصياغة وإقرار الدستور والاستفتاء عليه. - تلتزم المؤسسات الإعلامية الرسمية والخاصة والأطراف المشاركة في مؤتمر الحوار الوطني الشامل بتبني سياسة إعلامية وخطاب إعلامي بناء وإيجابي وداعم للعملية السياسية بشكل عام ولمخرجات الحوار الوطني بشكل خاص وتلتزم بعدم النيل من الأشخاص وكرامتهم وخصوصياتهم أو تبني ما يدعو للصراعات المذهبية والطائفية والمناطقية أو التحريض على الكراهية والعنف وتكلف حكومة الوحدة الوطنية بوضع الآليات المناسبة لذلك. - التأكيد والالتزام من جميع المكونات والفعاليات السياسية بنبذ ورفض العنف والتطرف والأعمال المخلة بأمن واستقرار البلاد بدءً بإزالة أسباب التوتر المتمثلة في التجمعات المحيطة بالعاصمة وداخلها من خلال إزالة المخيمات وفض الاعتصامات واستكمال بسط سيطرة الدولة على محافظة عمران ووقف المواجهات المسلحة في محافظة الجوف وبسط سيطرة الدولة على كافة أراضيها. - يدعو اللقاء الوطني الموسع والمكونات والفعاليات السياسية عبد الملك الحوثي وأنصار الله للمشاركة في هذا الحل الوطني تجسيدا للشراكة الوطنية وحفاظا على أمن واستقرار ووحدة اليمن من خلال تنفيذ ما عليه من التزامات في هذا الاتفاق وخاصة في الفقرات السادسة والسابعة من هذه المبادرة. | استيلاء أنصار الله الحوثيين على السلطة |

محمد عبد السلام، الناطق الرسمي باسم أنصار الله، قال أن ماصدر عن اللجنة الرئاسية لا يمثلهم واعتبره "تمييعا لمطالب الشعب". علي البخيتي، وهو من مثلهم في مؤتمر الحوار الوطني، قال أنهم لن يٌخدعوا بإصلاحات مظهرية وأن مطالبهم واضحة وأضاف بأن مصير الحكومة الجديدة هو الفشل طالما أن نفس القوى السياسية ستقوم بتشكيلها ووزير أو وزيرين من الحوثيين لن يتمكنوا من تحقيق أي تغييرات إيجابية ولم يكن ذلك هو سبب خروجهم للمظاهرات.
لم تعلن أي من الأحزاب السياسية موافقتها رسميا على المبادرة رغم توقيع بعض من أعضائها عليها. حميد الأحمر، قيادي بحزب التجمع اليمني للإصلاح، قال في 2 سبتمبر 2014 بأن دعوة عبد ربه منصور هادي لـ"حكومة وحدة وطنية" تخالف ماسماه بالـ"شرعية التوافقية" بين طرفي الأزمة عام 2011 (يقصد المبادرة السعودية) وأي إلتفاف عليها ينسف شرعية مؤسسات الدولة القائمة.

### سبتمبر
حشدت السلطة وحزب التجمع اليمني للإصلاح مظاهرات أخرى يوم الجمعة 5 سبتمبر 2014، قابله مظاهرات من الحوثيين وحشد على مداخل العاصمة وتوجيه من عبد الملك الحوثي بوضع شارات صفراء على ملابسهم يوم الأحد 7 سبتمبر 2014. قُتل متظاهران وجرح العشرات عند اقتحام قوات مكافحة الشغب لمخيمات المتظاهرين بشارع المطار، اتهمت وزارة الداخلية المتظاهرين أو من سمتهم "عناصر خارجة عن القانون" بإغلاق الطريق المؤدي إلى المطار وإخراج موظفي وزارتي الكهرباء والإتصالات وأنكرت استخدامها للرصاص للحي. حمل الناطق الرسمي باسم أنصار الله محمد عبد السلام مسؤولية تداعيات ماوصفه بالـ"عدوان" وأكد على حقهم في الدفاع عن النفس. ولم يخلي المتظاهرون المنطقة بعد إقتحامها.

في 8 سبتمبر 2014، خطب عبد الملك الحوثي قائلًا :
| استيلاء أنصار الله الحوثيين على السلطة | وأنا أقول أنه (عبد ربه منصور هادي) الآن أمام اختبار حقيقي أمام الله وأمام شعبه، أمام الله أولًا لأنه في موقعه كرئيس يتحمل المسؤولية أمام الله، وسيحاسبه الله يوم القيامة، يوم القيامة لا يمكن أن ينفعه لا علي محسن الأحمر ولا حميد الأحمر ولا كل أولئك الذين يخضعونه أو يوجهونه أو يدفعونه لتبني مواقف للدفاع عن الفساد والفاسدين، هو أمام اختبار حقيقي أمام الله وأمام شعبه، إمّا أن يكون مع شعبه، وأنا أقول مع شعبه جميعًا، لأن دعم المطالب الشعبية والوقوف معها هو وقوفٌ مع الشعب بكله، إذا كان مع شعبه هذا هو الشرف هذه هي المعزة، هذا هو مقام العز والخير، ليس مقام هوان | استيلاء أنصار الله الحوثيين على السلطة |
| — عبد الملك الحوثي، 8 سبتمبر 2014      | |                                        |

في نفس اليوم، أعلنت مايسمى بالمنسقية العليا للثورة اليمنية شباب، التابعة لحزب التجمع اليمني للإصلاح، الخروج للشوارع لـ"إسقاط الجرعة" (رفع الدعم عن المشتقات النفطية) و"إسترداد الأموال المنهوبة" و"تنفيذ مخرجات مؤتمر الحوار الوطني". في 9 سبتمبر 2014 وبعد يوم من تعيين قائد جديد لقوات الأمن الخاصة، أطلقت القوات الأمنية النار على المتظاهرين أمام مجلس الوزراء مما أدى لمقتل سبعة منهم على الأقل وإصابة خمسين بالإضافة إلى سائق سيارة إسعاف يدعى "محمد سعيد النمر". وكالة سبأ الحكومية تقول أن المتظاهرين أرادوا إقتحام المبنى فقامت بـ"واجبها الأمني"، نشرت قناة المسيرة مقاطع لمشاهد إطلاق النار مباشرة على رؤوس متظاهرين غير مسلحين.
أعلن الناطق الرسمي محمد عبد السلام أن السلطة تعتبر الخيارات السلمية للتعبير غير مقبولة وتدفع الشعب لخيارات أخرى. وكالة سبأ للأنباء في نسختها الإنجليزية، قالت أن القوات الأمنية لم تطلق النار صوب المتظاهرين، وألقت باللائمة على الحوثيين و"شخصيات مسلحة" أخرى مضيفة أن أجهزة الأمن تتعقب المسلحين من "الطرفين". دارت إشتباكات قصيرة في منطقة حِزيَّز جنوبي صنعاء بين مسلحين حوثيين وقوات أمنية مساء ذلك اليوم. وكالة سبأ الحكومية قالت أن الحوثيين اعتدوا على محطة كهرباء حزيز وتمركزوا في عدد من المنشآت الحكومية وأستخدموا أسلحة خفيفة ومتوسطة. مراسل بي بي سي عربي في اليمن عبد الله غراب، قال إن الحوثيين اشتبكوا مع وحدات عسكرية من قوات احتياط وزارة الدفاع بعد أن سيطر الحوثيون على مدرستين حكوميتين وأطلقوا النار منهما على معسكر الاحتياط. الناطق الرسمي لأنصار الله قال أن قوة عسكرية إتجهت نحو مخيم الاعتصام في حِزيَّز بعد أحداث مجلس الوزراء وحاولت إزالة المخيمات، ولكن من وصفهم بالـ"مجاميع الشعبية لحماية المعتصمين" تصدوا لتلك الحملة. أجرى رئيس الحكومة محمد باسندوة بعد الأحداث تغييرات في القادة الأمنيين حيث تم تعيين العقيد عبده القواتي مديرًا عامًا للشرطة بمحافظة صنعاء، والعقيد محمد الهجري مدير لإدارة شرطة الدوريات وأمن الطرق.
قُتل ثمانية متظاهرين في 11 سبتمبر 2014 بمحافظة عمران إثر إنفجار ثلاث عبوات ناسفة زرعت في طريقهم بعد يوم من واحد من دعوة الحوثيين للتظاهر تنديدا بقتل المعتصمين أمام مبنى رئاسة الوزراء. في 13 سبتمبر، اندلعت اشتباكات بين نقطة أمنية ومسلحين حوثيين "حاولوا إدخال أسلحة" وفقا لغراب مراسل بي بي سي، وقال مصدر أمني لغراب أن مسلحين حوثيين أطلقوا النار على نقطة أمنية بشارع التلفزيون. نفى الحوثيون هذه الرواية وقالوا أنهم تعرضوا لهجوم استهدف أعضائاً منهم كانوا من ضمن قافلة غذائية متجهة للمعتصمين.
في 15 سبتمبر، علق الحوثيون مشاركتهم في المفاوضات التي أشرف عليها جمال بن عمر بسبب ما وصفوه بـ"تدخل أطراف خارجية"، وذلك بسبب بيان صدر عن الدول العشر الراعية للمبادرة الخليجية وهو الذي وصفه الناطق باسم أنصار الله محمد عبد السلام بأنه "أعاد المفاوضات إلى نقطة الصفر وتجاهل المطالب الشعبية، وهو مايثبت أن تلك الأطراف الخارجية تريد الهيمنة على إدارة البلد وتجاهل المطالب العادلة والمشروعة". من جانبه اتهم عضو فريق المفاوضات عبد العزيز جباري الحوثيين بـ"محاولة السيطرة على الدولة تحت غطاء المطالب الشعبية بسبب أسعار الوقود"، وقال أن الحوثيين يطرحون "شروطا مغايرة أثناء التفاوض كإعادة تشكيل الأقاليم وحصولهم على منفذ بحري وإلغاء مجلسي النواب والشورى وتشكيل لجنة وطنية يكونون جزأ منها بدلا من غرفتي البرلمان".

### الاشتباكات
في 17 سبتمبر، إندلعت مواجهات مسلحة في مديرية همدان شمال صنعاء بين الحوثيين ومسلحين يقودهم "صالح عامر" مدير مكتب علي محسن الأحمر مما أسفرت المواجهات عن مقتل 32 شخصاً. صحف حزب التجمع اليمني للإصلاح قالت بأن الحوثيين أرادوا الاستيلاء على منازل مواطنين بحجة أنها من أملاك آل حميد الدين، وفقًا لمزاعم صحف الحزب. الحوثيون قالوا بأن مسلحين يتبعون حزب التجمع اليمني للإصلاح بقيادة "صالح عامر" قاموا باطلاق النار على أعضاء في الجماعة ومحاولة إقتحام منازلهم، فرد هولاء عليهم بمحاصرتهم داخل مقر حزب التجمع اليمني للإصلاح ومنعوا الإمدادات من الوصول لفك الحصار. فجر مقر حزب التجمع اليمني للإصلاح في تلك المنطقة. وأحرقوا منزل "صالح عامر" وقُتل نجله بالإضافة لعدد غير مؤكد من القتلى والجرحى ونصب الحوثيون كمينًا لقوات من الفرقة الأولى مدرع (حُلت رسميا عام 2012) كانت في طريقها لتعزيز مسلحي التجمع اليمني للإصلاح في مديرية همدان.
امتدت الإشتباكات إلى منطقة شملان في المدخل الشمالي الغربي للعاصمة صنعاء واستمرت حتى فجر 18 سبتمبر وقتل في الإشتباكات العقيد الركن صادق مكرم قائد لواء الدفاع الجوي في المنطقة العسكرية السادسة (الفرقة الأولى مدرع). كما شهد المدخل الجنوبي لصنعاء اشتباكات خفيفة بين قوات الأمن ومسلحين قرب مخيم اعتصام للحوثيين في حزيز بسبب دخول سيارات قادمة من منطقة سنحان يشتبه بأنها كانت تنقل أسلحة للمعتصمين. توجه مبعوث الأمم المتحدة إلى اليمن جمال بن عمر، صباح 17 سبتمبر إلى محافظة صعدة للقاء عبد الملك الحوثي، والموافقة على عرض بصيغة جديدة تقدمت به الرئاسة اليمنية لإنهاء الأزمة، وضم الوفد الذي توجه إلى صعدة رئيس جهاز الأمن السياسي جلال الرويشان، ومدير مكتب الرئاسة أحمد عوض بن مبارك، والقيادي الحوثي حسين العزي.
في 18 سبتمبر اشتبك المسلحين الحوثيين مع قوات أمنية في حي شملان شمال صنعاء وشارع الثلاثين، كما حاصروا جامعة الإيمان التي يديرها عبد المجيد الزنداني، ونقلت أسوشييتد برس للأنباء عن سكان إفادتهم بمقتل نحو 60 شخصا في القتال. في 21 سبتمبر 2014، سيطر الحوثيون على جامعة الإيمان ومقر الفرقة الأولى مدرع والقيادة العامة للقوات العسكرية ومنازل علي محسن الأحمر وحميد الأحمر.
نشر موقع صحيفة 26 سبتمبر التابعة لوزارة الدفاع بيانا مقتضبا نسب لمنتسبي دائرة التوجيه المعنوي تأييدهم لـ"ثورة الشعب". أعلنت وسائل الإعلام الحكومية استقالة محمد باسندوة من رئاسة الوزراء والتوقيع على إتفاق مع الحوثيين برعاية الأمم المتحدة سمي بـ"إتفاق السلم والشراكة والوطنية 2014" في ذات الليلة. تواردت أنباء عن هروب علي محسن الأحمر لجهة غير معلومة وهو من أعلنه الحوثيون مطلوبًا للعدالة. نشرت وسائل إعلام حزب التجمع اليمني للإصلاح وصحف إخوانية يعمل لحسابها ناشطون إصلاحيون أنه توجه إلى السعودية، لم يصرح أي مسؤول سعودي أو صحيفة سعودية بهروبه إليهم حتى وقت متأخر في 12 أبريل 2015، حيث نشر موقع إلكتروني تابع لوزارة الداخلية السعودية ما مفاده أنه متواجد بالمملكة السعودية ويسعى جاهدًا لتشكيل ميليشيات لقتال الحوثيين والعودة إلى اليمن.

## متعلقات

جانب من الحشود في صنعاء للاستماع لخطاب عبد الملك الحوثي في 23 سبتمبر 2014 والذي ألقاه من صعدة.في

23 سبتمبر، احتشد عدد كبير في ساحة التغيير بصنعاء للاستماع لخطبة عبد الملك الحوثي والتي ألقاها من صعدة. ووجه عبد الملك معظم خطبته للداخل اليمني وتمحورت حول "الشراكة ونبذ الاقصاء" وجزء من كلمته كان موجها لحزب التجمع اليمني للإصلاح لـ"لاخاء والسلام والتفاهم" ومما جاء في كلمته:
| استيلاء أنصار الله الحوثيين على السلطة | هذه الجهود المتظافرة صنعت هذا الانجاز. اتفاقًا وطنياًَ وصيغة سياسية وعقدًا جديدًا يبنى عليه بناء حكيم وبنيان يمني أصيل، تدار به شؤون هذا البلد إن شاء الله. أيضا من الانجازات المهمة لهذه الثورة أنها أزالت عقبة كبيرة وعائقًا من أخطر العوائق التي كانت تحول دون بناء دولة عادلة، ذلك العائق كان متمثلًا في أكبر وأخطر قوى النفوذ المتغلغلة في المؤسسات والنافذة في البلد بقيادة علي محسن الأحمر الذي كان يسعى لفرض إرادته فوق إرادة الشعب ويتحالف مع بعض القوى الخارجية بغية اخضاع هذا الشعب والهيمنة على قراره. واليوم وبعد هذا الانجاز المهم، بات الطريق معبدًا والباب مفتوحا أمام شعبنا، كل شعبنا بكل مكوناته لرسم مستقبله وفق تلك الأسس الصحيحة القائمة على أساس الشراكة. هذا يتطلب إرادة وتصميمًا واستمرارية وصدقًا وإحساسًا مستمرًا بالمسؤولية وعزمًا وصبرًا وجدية من جميع المكونات. اليوم بات بالإمكان أن تتحول الفرقة الأولى مدرع إلى حديقة مع استرضاء الملاك للأرض وتعويضهم والاسم اللائق هو حديقة الحادي والعشرين من سبتمبر. | استيلاء أنصار الله الحوثيين على السلطة |
| — عبد الملك الحوثي في 23 سبتمبر 2014   | |                                        |

الرئيس عبد ربه منصور هادي ألقى كلمة في 25 سبتمبر دعا الحوثيين إلى الانسحاب من صنعاء، متهما إياهم ضمنا بعدم احترام اتفاق السلام. ومما جاء في الكلمة:
| استيلاء أنصار الله الحوثيين على السلطة | أكرر دعوتي الصادقة والمخلصة لاستغلال هذه الفرصة التاريخية لشراكة حقيقية بين كل أبناء الوطن من خلال تنفيذ اتفاق السلم والشراكة الوطنية، فما يجري الآن يفقد المواطنين الثقة في كثير من الشعارات التي كانوا يسمعونها، وآمن بها بصدق وإخلاص الكثير من البسطاء والأنقياء من أبناء شعبنا .أنا على ثقة بأن العقلاء في كل القوى السياسية على قناعة بأن تصفية حسابات القوة العمياء المسكونة بالثأر، لا يمكن أن تبني الدولة ولا مؤسساتها الدستورية، ولا يمكن أن تؤسس لسلم اجتماعي بين كل مكونات المجتمع.. وإنني لأتساءل إذا كانت مكافحة الفساد وبناء الدولة تتم بنهب البيوت والمعسكرات ومؤسسات الدولة فكيف يمكن أن يكون الفساد والتخريب؟ وهل من يريد بناء الدولة المدنية الحديثة أن ينتهك حرمات البيوت وأن يهاجم مؤسسات الدولة بغية نهبها وإضعاف علاقتها وصلتها بالشعب، فلا يمكن أن نقبل بإضعاف مؤسسات الدولة بل وتدميرها معنويا وماديا، ولا يمكن أن يقبل شعبنا بذلك بعد أن نبذ كافة خيارات العنف وفضل السلام والحلول السياسية. شعبنا الذي اختار الدولة المدنية الحديثة والمواطنة المتساوية والسلمية في التعبير عن كافة خياراته..المدخل الحقيقي والشرعي لتطبيق هذه الاتفاقية (اتفاق السلم والشراكة الوطنية) هو الاعتراف بالسيادة الكاملة للدولة على كافة أراضيها ومناطقها وفي مقدمة ذلك عاصمتها صنعاء وتسليم كافة المؤسسات والأسلحة المنهوبة | استيلاء أنصار الله الحوثيين على السلطة |
| — عبد ربه منصور هادي في 25 سبتمبر 2014 | |                                        |

### إشتباكات الأمن القومي
تواردت أنباء عن اقتحامهم لمبنى جهاز الأمن القومي ونشرت صحف إخوانية (إلى جانب صحف سعودية) أخبارًا عن إطلاقهم سراح سجناء إيرانيين. رئيس الأمن القومي علي حسن الأحمدي نفى إقتحامهم لمبنى الجهاز ولكنهم اقتحموا منزله، وفقًا للأحمدي. ونفى إطلاقهم لمساجين إيرانيين، وطيلة الحروب مع الحوثيين، لم تُحدد هوية سجين إيراني واحد في اليمن ولم يُعلنوا للرأي العام.
الناطق الرسمي للحوثيين تطرق لحادثة قُتل فيها 13 معتصمًا سلميًا أمام مبنى الجهاز في 14 يوليو 2013، ولم يتم تقديم المتسببين للمحاكمة وأضاف أنه تواصل مع الأجهزة المعنية لحل المشكلة دون تفاصيل أكثر ولم يتحدث عن منزل اللواء الأحمدي.
في 27 سبتمبر 2014، دارت إشتباكات لمدة ساعتين أمام منزل آخر لرئيس الأمن القومي وقُتل ثلاثة من الحوثيين وجنديان حراسة وأصيب ستة جنود وتسعة حوثيين. دوافع الاشتباكات غير معروفة ولكن يُعتقد أن سبب هجومهم على المنزل كان إشتباههم أنه يأوي علي محسن الأحمر.

### سجون ومعامل متفجرات إصلاحية
أعلن الحوثيون عن عثورهم على نفق بين جامعة الإيمان والفرقة الأولى مدرع. والعثور على معامل لصناعة المتفجرات بالاضافة إلى أقنعة ولوحات سيارات وصناديق ذخيرة وبزات عسكرية للفرقة الأولى مدرع داخل الجامعة التي يديرها عبد المجيد الزنداني. ونفق آخر طوله يتجاوز مئتي متر ومزود بالاضاءة ووسائل التكييف ولوازم الاتصالات الأرضية بين جامعة العلوم والتكنولوجيا (فرع الطالبات) ومقر الفرقة العسكرية التي قادها علي محسن الأحمر. وأُكتشفت سجون سرية كان يديرها علي محسن الأحمر تحت الأرض في مقر الفرقة الأولى مدرع، أقبية تحت الأرض وبداخلها سلاسل لتقييد الأرجل والأعناق.
لم يصدر تعليق من حزب التجمع اليمني للإصلاح بخصوص السجون السرية في مقر الفرقة الأولى مدرع، ولكن جامعة الإيمان التابعة للحزب نفت وجود معامل متفجرات واصفة إعلان الحوثيين بمحض الأكاذيب والافتراءات في بيان صادر عنها. مجادلين بأن الإعلان صدر عقب إقتحام المجمع بالقوة وبالتالي بامكان الحوثيين أن يضعوا ما يريدون بداخله وينسبونه لإدارة الجامعة.

## تشكيل الحكومة الجديدة

### ترشيح أحمد بن مبارك
في 7 أكتوبر تم تعيين أحمد عوض بن مبارك رئيسا للوزراء. وهو مارفضه الحوثيون وحزب المؤتمر الشعبي العام برئاسة علي عبد الله صالح. عبد الملك الحوثي تحدث عن دور قناتي الجزيرة والعربية الذي وصفه بالمقزز ويعبر عن قوى معينة لم يسمها لا هم لها في المصلحة الشعبية، ووصف تعيين ابن مبارك بالـ"قرار الخارجي" وقال:
| استيلاء أنصار الله الحوثيين على السلطة | أي رئيس وزراء ترشحه سفارات أجنبية وتفرضه ويتخذ بشأنه قرار وفق املائات من سفارات أجنبية سيرى في المستقبل ان المنة عليه لتلك السفارات التي قدمته ورشحته وفرضته وانها هي التي اوصلته إلى رئاسة الحكومة ثم بالتأكيد لا يستطيع ان يقف تجاه إملائاتها هي فيما يضر بأمن هذا البلد ولا يتوافق مع مصالح البلد، قد يكون ضعيفا امام إملائاتها لأن لها عليه المنة | استيلاء أنصار الله الحوثيين على السلطة |

حزب المؤتمر الشعبي العام بقيادة علي عبد الله صالح وصف أحمد عوض بن مبارك بالـ"متطرف" وأنه ليس محايدا ولا مستقلًا بل "متحزبا منذ نعومة أظافره" وشكك في ولائه لوحدة اليمن، واعتبر تعيينه خرقا لاتفاقية السلم والشراكة. ولم يشر البيان المؤتمري إلى الحزب الذي ينتمي إليه ابن مبارك ومتى أبدى موقفا معارضًا للوحدة اليمنية. عبد الكريم الإرياني وصف موقف حزب المؤتمر الشعبي العام بالمتناقض وقال أن اللجنة العامة للحزب اجتمعت بعبد ربه منصور هادي قبل مدة وأقرت بالاجماع تفويض رئيس الجمهورية بتعيين رئيس الوزراء الجديد.
في 8 أكتوبر أعتذر أحمد عوض بن مبارك عن تشكيل حكومة جديدة وهو ماوافق عليه عبد ربه منصور هادي، وقالت وكالة سبأ الحكومية أن مستشاري رئيس الجمهورية سيبحثون مجددا عن شخصية وطنية تكون محلا للاتفاق ووفق معايير اتفاقية السلم والشراكة. ونشر أحمد عوض بن مبارك نص الاعتذار وجاء فيه أنه اعتذر عن قبول التكليف حتى لا يكون مطية لأحد أو عذرًا لتنفيذ ماهو أسوأ بحق هذ الوطن، ورد على اتهامات التخوين والعمالة الموجهة إليه ووصفها بالترهات مطالبا الحوثيين باثبات ولائهم هم لليمن وأن يدفعوا عن أنفسهم هذه التهم التي التصقت بهم وكان ابن مبارك من المدافعين عنهم على ما جاء في البيان. وأضاف أن هناك أدعياء يبحثون عن دمى يقومون بتحريكها.

### حكومة خالد بحاح
في 13 أكتوبر، تم تعيين خالد بحاح، وزير النفط السابق وسفير اليمن إلى الأمم المتحدة رئيسا للوزراء وهو ماتوافقت عليه كافة القوى السياسية. الرئيس عبد ربه منصور هادي قال في 26 أكتوبر أن الدولة أخذت على عاتقها مهمة حرب تنظيم القاعدة ولا ينبغي لأنصار الله استخدام محاربة القاعدة كذريعة لـ"احتلال محافظات أخرى"، ودعاهم للانسحاب من صنعاء وكافة المحافظات ومما جاء في الكلمة:
| استيلاء أنصار الله الحوثيين على السلطة | إنما يحدث اليوم من تمدد مسلح ومواجهات دامية في بعض المحافظات والمديريات من قبل أنصار الله وتحت ذرائع واهية ويافطات مختلفة عملًا لا يمكن فهمه أو قبوله بعد التوقيع على إتفاقية السلم والشراكة الوطنية .. بل إن ما حدث في صنعاء وعمران وقبلها في دماج ومؤتمر الحوار الوطني الشامل ما زال قائمًا .. ها هو أمرًا لا يمكن فهمه أو قبوله تحت أي مبرر فشعبنا قد أثبت أنه أكثر وعيًا من أن تنطلي عليه أي مبررات أو مزاعم بعد أن شاهد ما شاهده من انتهاكات لهذا الاتفاق وقبلها العديد من الاتفاقيات قبل أن يجف حبرها فكيف تحمي مصالح الناس باحتلال المدن بالحرب باقتحام ومداهمة لوزارات وشركات نفطية كيف تسمح لنفسها أي جماعة بأن تدعي ممارسة دور الدولة في بسط الأمن والاستقرار وكيف تسمح لنفسها بأن تتحدث عن سؤ النوايا من بقية الأطراف وهي تتقدم عسكريًا في ظل عملية سياسية فيها العديد من الاستحقاقات المتبادلة التي لن تعالج إلا بالحوار السلمي والعمل السياسي الصادق | استيلاء أنصار الله الحوثيين على السلطة |

الناطق الرسمي باسم أنصار الله محمد عبد السلام رفض اتهامهم بالـ"احتلال" وقال أنه كان على عبد ربه منصور هادي شكرهم لقتالهم تنظيم القاعدة وأضاف أن اللجان الشعبية ستظل في كل مواقعها لحماية مكتسبات الثورة الشعبية ومواجهة تهديد تنظيم القاعدة وحتى يتم تنفيذ اتفاق السلم والشراكة الوطنية بما يكفل التعايش المشترك وتنفيذ مخرجات مؤتمر الحوار الوطني التي نصت على الشراكة في كل مؤسسات الدولة، على حد تعبيره. وتحدث عن دول لم يسمها لا تريد مصلحة اليمن وتريد من الرئيس أن يتبنى مواقف متشنجة اتجاههم. في 25 أكتوبر 2014، كان عبد الملك الحوثي قد ألقى خطبة جاء فيها:
| استيلاء أنصار الله الحوثيين على السلطة | بعض القوى الداخلية والإقليمية لديها توجه إما أن يبقى اليمن تحت حذائها، تحت هيمنتها، تحت سلطتها، وتتدخل هي في كل شؤونه الصغيرة والكبيرة بما تريد وحسب ما تريد. ليبقى الشعب اليمني باجمعه خاضعا باذلال وهوان للوصاية الخارجية وبائسا ومعانيا وفقيرا ولا ينعم لا بأمن ولا استقرار، ليبقى دائما يعيش حالة من الاضطراب والتناحر والغرق في المشاكل. تُفَعل أوراقًا للضغط، بعض القوى الداخلية للاسف الشديد، البعض منها بدون أخلاق، بدون قيم. قد يتواطئ مع الخارج في كل هذا، إما يمن خاضع وراكع ومستجدي دائما بالخارج يا إما يمن أيضا يغرق في مشاكل لا تنتهي ويبقى معلقا بين السماء والارض لا يشهد استقرارا سياسيا، قد يرى البعض ان مصالحه تلتقي مع مصالح الخارج في هذا | استيلاء أنصار الله الحوثيين على السلطة |

أُعلن عن تشكيل الحكومة الجديدة بقيادة خالد بحاح في 7 نوفمبر 2014، والتي ضمت 36 حقيبة. وأعلن جمال بنعمر اختتام زيارته الرابعة والثلاثين إلى اليمن والتي استغرقت خمسة عشر يومًا وهدفت إلى تسريع تنفيذ اتفاق تنفيذ السلم والشراكة الوطنية الذي عده الوسيلة الأمثل لإخراج اليمن من أزمتها الراهنة،وذَكَّر في بيانه بالاتفاق الذي وقعته كافة الاطراف السياسية بمن فيهم أنصار الله والمؤتمر الشعبي بتفويض الرئيس عبد ربه منصور هادي باختيار وزراء الحكومة.
في 8 نوفمبر 2014، أعلن مجلس أمن الأمم المتحدة عن ترحيبه بتشكيل الحكومة الجديدة مجددًا دعوته بدعم الرئيس عبد ربه منصور هادي وخالد بحاح. في صباح 9 نوفمبر 2014، أدى ثلاثين وزيرا من أصل ستة وثلاثين اليمين الدستورية. في 18 ديسمبر 2014 وافق مجلس النواب اليمني على برنامج حكومة خالد بحاح ومنحها الثقة بعد يومين من رفض حزب المؤتمر الشعبي العام.
وأعلنت عن عدة توصيات منها إزالة المظاهر المسلحة والنقاط الغير حكومية وتنفيذ جانبها من اتفاق السلم والشراكة الوطنية.

## استقالة هادي
منذ التوقيع على اتفاقية السلم والشراكة الوطنية، لم يلتزم الحوثيون بأي من البنود المتعلقة بجانبهم من تنفيذ الاتفاق وبالذات الملحق الأمني، وهو الاتفاق الذي ملأ به الحوثيون اليمن ضجيجًا بأنه اتفاق يمني نقي لم تؤثر عليه تدخلات خارجية، كما ورد في أول خطاب لعبد الملك الحوثي في 23 سبتمبر 2014. فجأة وبدون أي مقدمات، صعَّد الحوثيون لهجتهم اتجاه عبد ربه منصور هادي والذي رغم كل شيء، كان أحد أهم عوامل وصول الحوثيين إلى صنعاء ولكن حتى هذا لم يلقى تقديرًا من جانب الحوثيين واتهموه بدعم تنظيم القاعدة في جزيرة العرب. لجوئهم لهذا التصعيد هو للتهرب من الالتزام بالاتفاقية التي التي جروا القوى السياسية إلى توقيعها، الجزئية الوحيدة التي فشلت حكومة خالد بحاح في الالتزام بها كان البند الثامن من اتفاق السلم والشراكة الوطنية والذي نص على التالي :
| استيلاء أنصار الله الحوثيين على السلطة | يعمل الأخ رئيس الجمهورية عن كثب مع جميع المكونات من أجل تحقيق توافق على دستور جديد عبر آليات لجنة صياغة الدستور والهيئة الوطنية | استيلاء أنصار الله الحوثيين على السلطة |

عبد ربه منصور هادي وأحمد عوض بن مبارك تجاهلوا هذه الجزئية من الاتفاق وأُعلن عن الانتهاء من صياغة مسودة الدستور الجديد في 4 يناير 2015. الإعلان الحكومي حينها، قال أن مسودة الدستور ستُسلم للهيئة الوطنية للرقابة على تنفيذ مخرجات الحوار الوطني، يعقب ذلك مرحلة من المشاورات العامة حولها. ما إذا كان هناك خطة حقيقية لهذه "المشاورات العامة" أو أن أحمد عوض بن مبارك وعبد ربه منصور هادي أرادوا المضي قدمًا بالدستور على أية حال، ليس واضحًا تمامًا ولكن تسريبات مكالمات هاتفية بين الرجلين تقترح أنهم لم يقيموا وزنًا لأي مكون داخلي عند إتخاذهم للقرارات.

هذه الجزئية الوحيدة التي يمكن الجدال بشأنها وهو أن حكومة خالد بحاح والرئاسة لم تلتزم باتفاق السلم والشراكة الوطنية، وهي جزئية بسيطة والاختلاف حول خطة التقسيم الفيدرالية أمور يمكن معالجتها بطرق ووسائل تختلف عما ألفه الحوثيون. عدا ذلك، التزمت الحكومة والرئاسة بكافة البنود المتعلقة بها سواء على الصعيد السياسي والاقتصادي والاعلامي. في المقابل، لم يلتزم الحوثيون بأي من الاتفاقات مثل مخرجات مؤتمر الحوار الوطني، وكافة بنود اتفاق السلم والشراكة الوطنية الذي تنص بعض بنوده على التالي :
| استيلاء أنصار الله الحوثيين على السلطة | - تتعهد الأطراف إزالة جميع عناصر التوتر السياسي والأمني من أجل حل أي نزاع عبر الحوار وتمكين الدولة من ممارسة سلطاتها. ويجب وقف جميع أعمال العنف فورًا في العاصمة صنعاء ومحيطها من جميع الأطراف. - تؤكد الأطراف ضرورة بسط سلطة الدولة واستعادة سيطرتها على أراضيها كافة وفق مخرجات مؤتمر الحوار الوطني. - تقوم القوات الأمنية والعسكرية التابعة للدولة بمهامها في ضمان أمن المحافظة واستقرارها. وتتحمل اللجنة المسؤولية الرئيسة عن الإشراف على الاتفاق وتنفيذه، بما في ذلك سحب جميع المجموعات المسلحة القادمة من خارج عمران - وقف جميع أعمال القتال ووقف إطلاق النار في الجوف ومأرب فورًا، وانسحاب جميع المجموعات المسلحة القادمة من خارج المحافظتين مع ترتيب الوضع الاداري والأمني والعسكري. - توفر اللجنة المشتركة كل الدعم والمساعدة اللازمين إلى المسؤولين المحليين لتمكينهم من ممارسة مسؤولياتهم بشكل كامل، وضمان مبدأ الشراكة الوطنية. وتكون اللجنة المنبر المناسب لمناقشة أي عقبات وحلها من أجل القيام بتلك المسؤوليات. - يتم الاتفاق على آلية، بمساعدة فنية من الأمم المتحدة، لتنفيذ توصيات مؤتمر الحوار الوطني الشامل المتعلقة بـ"نزع السلاح واستعادة الأسلحة الثقيلة والمتوسطة من كافة الأطراف والجماعات والأحزاب والأفراد التي نهبت أو تم الاستيلاء عليها وهي ملك للدولة على المستوى الوطني وفي وقت زمني محدد وموحد". | استيلاء أنصار الله الحوثيين على السلطة |

لا يستطيع الحوثيون القول أنهم التزموا بأي من البنود الواردة أعلاه، وهي بنود أهم من مباركتهم لمسودة الدستور. الحوثيون هم المسؤول الأول والوحيد في تقويض حكومة خالد بحاح وعرقلتها عن القيام بمهامها.

### الخلاف حول الفيدرالية
برروا اختطافهم لابن مبارك بعدم التوافق على مسودة الدستور وبالذات ما تعلق بتقسيم البلاد إلى ستة أقاليم فيدرالية. ولكنهم في الحقيقة معارضون للفيدرالية كمشروع وفكرة بالكلية، وهو مشروع تم التوافق عليه في مؤتمر الحوار الوطني ويوافقهم في ذلك أكبر مراكز القوى والنفوذ، الرئيس السابق علي عبد الله صالح. دعائيًا، يزعم الحوثيون أن خطة التقسيم الفيدرالية "مؤامرة أميركية صهيونية" على اليمن وفق تعابير ثقافتهم السياسية (طالع خلفية عن مركزية الحكم).

خلال جلسات مؤتمر الحوار الوطني وحصارهم صنعاء، كان الحوثيون يتبنون موفقًا مختلفًا وهو أنهم يريدون ضم محافظات حجة والجوف إلى الإقليم الفيدرالي المسمى "آزال"، مسميات الأقاليم المصطنعة قصة أخرى بحالها، ولكن هذا ما كان عليه موقف الحوثيين في مؤتمر الحوار الوطني مجادلين بأن حجة والجوف مناطق ذات أغلبية زيدية، وهو يكشف عن سوء فهم لما تعنيه الفيدرالية ولكن الحوثيين حينها لم يدلوا بتصريحات أن الفيدرالية "مؤامرة صهيو أميركية" وهو موقف أكده أحد أعضاء "المكتب السياسي" للجماعة ويدعى علي القحوم، إذ قال في 26 ديسمبر 2014:
| استيلاء أنصار الله الحوثيين على السلطة | البند العاشر من اتفاق السلم والشراكة الوطنية ينص على أن الهيئة الوطنية تعمل على معالجة شكل الدولة، كما أن مخرجات مؤتمر الحوار الوطني نصت على دولة اتحادية وعندما تم إقرار الستة الأقاليم اعتبرنا حينها أن التقسيم كان سياسيا ومعدا مسبقًا وطلبنا تشكيل لجنة مختصة لإعادة التقسيم. وهذا كان مطلبنا ولا زلنا مصرين عليه. أما الخيار الفيدرالي فهو موجود وقائم على ما نصت عليه مخرجات مؤتمر الحوار الوطني | استيلاء أنصار الله الحوثيين على السلطة |

محمد عبد السلام، الناطق الرسمي باسم جماعة الحوثيين، أدلى بتصريحٍ مغاير لما قاله القحوم واعتبر الفيدرالية "خطرًا على وحدة اليمن ونسيجها الاجتماعي" وقال في 18 يناير 2015:
| استيلاء أنصار الله الحوثيين على السلطة | تم ترحيل موضوع الأقاليم من مؤتمر الحوار الوطني وطالبنا في أكثر من بيان وموقف ومظاهرة ولقاء عام أو خاص مع كافة الشركاء السياسيين رفضنا القاطع لهذه الخطوة مطالبين بتشكيل لجنة ذات صلاحيات تناقش حاجة اليمن إلى الأقاليم ... ورغم تحفظنا وتجاوز اتفاق السلم والشراكة يسعى الرئيس هادي إلى المغالطة والخداع مع كل المكونات السياسية وسعى إلى فرض مشروع الاقاليم وتسليم مسودة الدستور النهائية وكأن شيئا لم يحدث او لا يوجد أي تحفظ او مشكلة وكانه لم تصله الكثير من النصائح والتنبيهات أن الشعب اليمني لن يقبل بمثل هذه الخطوة مهما كلف الأمر | استيلاء أنصار الله الحوثيين على السلطة |

وهناك إشكال آخر إلى جانب الاعتراض على الفيدرالية، وهو تفسيرات الحوثيين للبنود المتعلقة بالـ"شراكة" في اتفاق السلم والشراكة الوطنية الموقع في 21 سبتمبر 2014.

### الشراكة
هناك عدة بنود في اتفاق السلم والشراكة تشير إلى "الشراكة على المستوى المركزي (صنعاء) وفي المحافظات"، وهو ما يمكن تفسيره بالتمثيل المتساوي لكافة المكونات السياسية في المجالس المحلية والمناصب الوزارية بمن فيهم الحوثيين الذين لم يتحولوا لحزب سياسي أصلًا ولا ينوون الاقدام على ذلك. برغم أن إنهاء "المحاصصة" في المناصب والقطاعات العسكرية كان أحد أكبر شعارات الحوثيين قبل اقتحامهم صنعاء. وبالفعل، كانت المحاصصة وتنافس الأحزاب السياسية على المناصب أحد أهم أسباب رداءة أداء حكومة باسندوة. استهلكوا الأطروحات التي تنتقد مراكز القوى والنفوذ، وأسرفوا في إظهار مساوئ الفترة الانتقالية وما رافقها من أخطاء دون أن يثبتوا أنهم بديل أفضل أو بقدر المسؤولية.
الحكومات الائتلافية والتي تلجأ للمحاصصة الحزبية غالبًا ما تكون ضعيفة وتحاول الالتفاف على تآكل شرعيتها الواضح بهذا السلوك، فالمحاصصة أو تحديد نسب التمثيل في الوظيفة العامة أو أي قطاع، غالبًا ما يكون متعلقًا بتمثيل النساء أو الأقليات الدينية والإثنية المستضعفة (في حالة اليمن اليهود والإسماعيلية)، بغض النظر عن المواقف المؤيدة أو الرافضة لهذه السياسات، ولكنها في الأصل متعلقة بالحقوق المدنية والسياسية للمجموعات الأضعف في المجتمع وليس الأحزاب السياسية وبالتأكيد ليس الميليشيات المسلحة.
بعد إكتشاف الحوثيين أنهم الفصيل الأقوى في صنعاء، لم يعد الالتزام بأي من الاتفاقيات مبررًا طالما أن باستطاعتهم فرض ما يريدون بقوة السلاح والابتزاز، ولم تعد المحاصصة مع بقية القوى السياسية مهمة بل ذهبوا لتشكيل سلطات موازية للدولة تحت مسمى "اللجان الشعبية" تفرض قرارتها على الجميع. هم ليسوا مهتمين بالمشاركة السياسية كما يردد عبد الملك الحوثي في خطبه، بل بالسيطرة على المؤسسات للسيطرة على الميزانية[ ؟ ] وبالتالي إعتماد برنامج من المحسوبية لضمان الولاء لعبد الملك الحوثي، وتحول المحسوبية إلى أداة سياسية فاعلة ليست بعقلية الإدارة الجديدة على اليمن. كان عبد الملك الحوثي يعلن القرارات الجمهورية، التي ينبغي لمنصور هادي إعلانها، في خطاباته. فهموا "الشراكة" بأنها إقتحام الوزارات والمؤسسات الحكومية بكافة أشكالها، وتعيين "لجان رقابية" بقيادة أعضائهم لـ"مكافحة الفساد". بالاضافة إلى مخالفتهم للأعراف الدبلوماسية بتفتيشهم للبريد الدبلوماسي وإعتبارهم ذلك عملًا بطولياً.
قاموا بتعيين محافظين جدد عن طريق حزب المؤتمر الشعبي العام في المجالس المحلية، اقتحموا مقرات وسائل الإعلام الحكومية وسخروها لنشر البروباغندا الخاصة بهم، اقتحموا مقرات شركات نفطية وغيروا طاقم الإدارة والغالب أن المعينين الجدد من الموالين للجماعة، وتواردت أنباء غير مؤكدة ولكنها واردة، أنهم كانوا يضغطون على عبد ربه منصور هادي لتعيين أحد أعضائهم ويدعى صالح الصماد نائبًا للرئيس. طالبوا بمنصب نائب الرئيس ونائب رئيس الوزراء، نائب الأمين العام لمجلس الوزراء، نائب مدير مكتب الرئيس ورئيس أو نائب رئيس جهاز الأمن السياسي، وكيل أو نائب وكيل جهاز الأمن القومي، رئيس أو نائب رئيس مجلس الشورى، رئيس لجنة الحدود واللجان الرقابية، رئاسة الجهاز المركزي للرقابة والمحاسبة، نائب محافظ البنك المركزي، رئاسة هيئة التأمينات والمعاشات، رئاسة الخطوط الجوية اليمنية، رئاسة الهيئة العامة للصناعات الدوائية، بالإضافة إلى مناصب الأمين العام لمجلس النواب ودائرة الشؤون المالية والإدارية. وسعوا لتعيين شخص منهم في منصب نائب وزير في أغلب الوزارات، إضافة إلى دائرتي المالية والرقابة عن كل وزارة، وجميع إدارات الرقابة والتفتيش في جميع الوزارات والهيئات والمؤسسات والبنوك الحكومية.

هذا وفقا لقناة الجزيرة فالقراءة مع الابقاء في الذهن أنها قناة متعاطفة مع حركات الإسلام السياسي بمختلف أشكالها المسلحة وغيرها أمر ضروري، ولكن إحتمالية صحة الوارد قوية نظرًا لتحركات وتصريحات الحوثيين منذ 21 سبتمبر 2014، فكل هذه السلوكيات تمت تحت هدف "فرض الشراكة" الذي أعلن عنه عبد الملك الحوثي في 15 ديسمبر 2014. بل كانوا يريدون دمج ميليشياتهم في الأجهزة الأمنية إذ قال الناطق الرسمي للجماعة متحدثًا عن عبد ربه منصور هادي:
| استيلاء أنصار الله الحوثيين على السلطة | ورغم كل هذه التجاوزات وتجميد الإتفاقيات ومحاولة ربط الكثير من القضايا بتواجد اللجان الشعبية في العاصمة صنعاء ورفضه إيجاد حلول منطقية وعادلة تقضي بالشراكة لهذه اللجان في المؤسسات الأمنية سعى إلى الدفع ببعض الجهات لتبني مواقف رافضة للشراكة وعرقلة أي تسوية في هذا الجانب | استيلاء أنصار الله الحوثيين على السلطة |

دمج ميليشياتهم في الأجهزة الأمنية والعسكرية رُفض رفضًا قاطعًا، فلا معنى لتطهير المؤسسة العسكرية ووزارة الداخلية من العناصر الموالية لحزب التجمع اليمني للإصلاح وإستبدالهم بعناصر من الحوثيين، لأن من شأن ذلك أن يخلق نفس الاشكالات التي ظهرت بـ"أخونة" هذه القطاعات مثل تسخيرها لخدمة مصالح فئوية ضيقة، أو التستر على المجرمين والجناة طالما أنهم ينتمون لنفس الفصيل المسيطر. وقد بدأت هذه الاشكالات بالظهور خلال بضعة أشهر من تسلم الحوثيين للسلطة فعليًا في صنعاء، فهم يتحفظون على المتهم منهم في قضايا جنائية، ويستعملون ميليشياتهم لفرض أئمة مساجد. عدا أن ولائات وحدات من الجيش اليمني (الفرقة الأولى مدرع) لعلي محسن الأحمر وتجمع الإصلاح كانت أهم تبريرات الحوثيين لمهاجمتها. تغلغل تجمع الإصلاح والمتعاطفين مع المنظمات الارهابية في المؤسسة العسكرية والأمنية مشكلة قديمة تعود لما قبل العام 2012، ولكن استبدال عناصر تجمع الإصلاح والموالين لعلي محسن الأحمر بحوثيين، تغيير سطحي ولا يعالج المشاكل الهيكلية التي يعاني منها الجيش اليمني.
ما قام به الحوثيون باسم "الشراكة"، يتشابه مع ما قام به حزب التجمع اليمني للإصلاح عبر مراحل مختلفة من تاريخه، وإن كانت جرأة وطريقة الأخير أقل إنكشافًا ذلك لأن تجمع الاصلاح كان جزءاً من نظام علي عبد الله صالح ومتآلف مع شبكات المحسوبية الراسخة لذلك "النظام"، وكلهم يدعون شرعيات ثورية ووطنية لتمرير أهدافهم.

### الهجوم على دار الرئاسة
دارت إشتباكات مسلحة بين الحوثيين وقوات الحرس الرئاسي في العاصمة اليمنية صنعاء بعد يومين من اختطاف أحمد عوض بن مبارك وتهديد الجماعة بـ"سلسلة إجراءات خاصة". بدأت الاشتباكات صباح 19 يناير 2015، واستمرت إلى مساء اليوم التالي باقتحام الحوثيين لدار الرئاسة. ووصف قائد الحرس الرئاسي اللواء صالح الجعيملاني مايقوم به الحوثيون بالانقلاب.
في مساء 20 يناير 2015، ألقى عبد الملك الحوثي خطابًا طالب فيه بأربعة نقاط تتعلق بمسودة الدستور و"تنفيذ الشراكة" ومعالجة الاوضاع في محافظة مأرب وهذه النقاط كانت:
- تصحيح وضع الهيئة الوطنية لمراقبة مخرجات الحوار قبل أن تمارس أي مهمة.
- تهذيب مسودة الدستور وحذف كل المخالفات.
- "تنفيذ الشراكة الوطنية".
- الدخول الفوري في معالجة الخطر الأمني الذي تعانيه البلاد ومعالجة الاوضاع في محافظة مأرب.

ومما يؤكد الوارد أعلاه أنهم طالبوا بمناصب عليا في كافة الوزارات والهيئات الحكومة ما قاله عبد الملك الحوثي في تلك الخطبة:
| استيلاء أنصار الله الحوثيين على السلطة | رفضوا إشراكنا في الأجهزة الحكومية المعنية بمكافحة الفساد بل أبدوا حساسية كبيرة من أي نشاط لنا في هذا الجانب وواجهت اللجان الثورية عقبات كبيرة | استيلاء أنصار الله الحوثيين على السلطة |

استجاب عبد ربه منصور هادي لمطالب عبد الملك الحوثي في 21 يناير 2015 وتم الإتفاق مع الحوثيين مقابل إطلاق سراح أحمد عوض بن مبارك، وأن ينسحب الحوثيين من المناطق التي سيطروا عليها خلال الإشتباكات الأخيرة أهمها دار الرئاسة والقصر الجمهوري الذي يسكن فيه رئيس الوزراء، ومن معسكر الصواريخ. لم يلتزم الحوثيين بالإتفاق ولم ينسحبوا من دار الرئاسة أو يطلقوا سراح بن مبارك حينها. هم أرادوا رئاسة وحكومة صورية تنفذ أهدافهم وتوفر لها غطاءً شرعيًا وقد سبق وأن هدد خالد بحاح بتقديم الاستقالة في 17 ديسمبر 2014. قدم خالد بحاح استقالة حكومته في 22 يناير 2015 وجاء في بيان الاستقالة:
| استيلاء أنصار الله الحوثيين على السلطة | إننا ننأى بأنفسنا، أن ننجر إلى متاهة السياسة غير البناءة والتي لا تستند إلى قانون أو نظام. قررنا اليوم أن نقدم استقالتنا لفخامة رئيس الجمهورية وإلى الشعب اليمني، حتى لا نكون طرفا فيما يحدث، وفيما سيحدث، ولا نتخمل مسؤولية ما يقوم به غيرنا أمام الله | استيلاء أنصار الله الحوثيين على السلطة |

### الإعلان الدستوري

كرتون سياسي بريشة الرسام اليمني سامر الشميري، يعبر فيه عن رؤيته لما سمي بالإعلان "الدستوري" للحوثيين.

بعد استقالة خالد بحاح وتبعها استقالة عبد ربه منصور هادي، اعتبر عبد الملك الحوثي الاستقالات "مؤامرة"، ولم يصدق أن عبد ربه منصور هادي استقال فعلًا وقال أنها مناورة للابتزاز. فهم لم يريدوا استقالة عبد ربه منصور هادي أو إسقاط حكومة خالد بحاح بقدر ما كانوا يبحثون عمن يشرعن ويسهل لهم سيطرتهم على السلطة، لإنهم جماعة مقاتلة تشكلت ونمت بفضل الحرب أصلًا، ولم تألف العمل السياسي. عبد الملك الحوثي اعتبر استقالة خالد بحاح وعبد ربه منصور هادي "مؤامرة" لخلق الفوضى والتهرب من "تحقيق مطالب الشعب"، ويقصد بـ"مطالب الشعب" تعيين حوثي بمنصب نائب وزير في كل وزارة.
دعا عبد الملك الحوثي القوى السياسية للتوصل إلى حل لجماعته، وعقدوا مؤتمرًا في 1 فبراير 2015 أمهلوا فيه القوى السياسية من غير جماعتهم بالتوصل إلى حل خلال ثلاثة أيام وإلا فإنهم سيفوضون "اللجان الثورية" بترتيب أوضاع السلطة والمرحلة الانتقالية. لم يكن إلى 6 فبراير 2015 حتى أعلن الحوثيون عما أسموه بـ"الإعلان الدستوري" والذي نص على تكوين مجلس وطني من 551 عضوًا ومجلس رئاسي من خمسة أعضاء بقيادة محمد علي الحوثي، ابن عم عبد الملك الحوثي، وعن فترة إنتقالية من سنتين لحين إجراء إنتخابات برلمانية ورئاسية. حل "الإعلان الدستوري" مجلس النواب برغم إعترافه بالدستور النافذ الذي ينص على إيكال منصب رئيس الجمهورية لرئيس مجلس النواب وهو يحيى الراعي، والذي بدوره سيدعو لعقد انتخابات رئاسية خلال 60 يوماً. العودة إلى مجلس النواب في ظل هيمنة حزب المؤتمر الشعبي العام تعني عودة علي عبد الله صالح، إبنه أحمد أو أي مقرب من تلك الدائرة إلى السلطة من جديد، وهو ما لا يريده عبد الملك الحوثي.
مجلس أمن الأمم المتحدة اعتبر الإعلان أحادي الجانب ورفض الاعتراف به، وقام بان كي مون بزيارة السعودية وأعلن من هناك أن عبد ربه منصور هادي هو الرئيس الشرعي للبلاد مطالبًا باعادة السلطة إليه في 8 فبراير 2015. رُفض الإعلان من مجلس الأمن لفشل الحوثيين في بناء تكتل أو إئتلاف يضم المجموعات السياسية المختلفة. في 9 فبراير 2015 أعلن جمال بنعمر عن العودة إلى طاولة المفاوضات من جديد، في 16 فبراير، طالب مجلس الأمن الحوثيين بتحمل مسؤولية تصرفاتهم والتوقف عن استعمال العنف لتحقيق أهدافهم، عدم محاولة إملاء أو فرض رؤيتهم لمستقبل اليمن، والافراج عن عبد ربه منصور هادي - يُزعم أنه كان تحت الإقامة الجبرية حينها - والعودة إلى عملية سياسية مقيدة بخط زمني محدد وواضح. وأصدر الحوثيون بيانًا يرفضون فيه بيان مجلس أمن الأمم المتحدة ويتهمونه بالـ"تدخل في الشأن اليمني"، مثال آخر على الاستهلاك الحوثي للمشاعر والعواطف القومية اليمنية في المكان والإتجاه الخاطئ والاساءة إليها بتوظيفها لتمرير أجنداتهم فالأمم المتحدة منظمة دولية وليست بلدًا معادياً.

### حول شرعية هادي
في 21 فبراير 2015، غادر عبد ربه منصور هادي مقر إقامته في صنعاء إلى عدن، وتواردت أنباء ثبت عدم صحتها عن حاجته إلى رعاية طبية بصورة عاجلة. ورد في بيان منسوب إليه أنه تراجع عن إستقالته وكانت دول مجلس التعاون الخليجي أول المرحبين بهذه الخطوة، عبد ربه منصور هادي لم يصدر بيانًا ولم يلق خطابًا ويُعتقد بشكل واسع أن البيان المنسوب إليه والذي لا يعترف بحكومة خالد بحاح، صيغ في الرياض. فالسعودية لم تكن سعيدة باتفاق السلم والشراكة الوطنية والذي ألغى المبادرة الخليجية فعليًا، وإن لم يكن رسميًا إذ لا زال اسم تلك المبادرة يتردد في بيانات مجلس الأمن.
قبل إسبوع تمامًا من مغادرة هادي، أصدر ذلك المجلس بيانًا يعبر فيه عن متابعته للمستجدات في اليمن الـ"شقيق"، وطالبوا مجلس الأمن بتفعيل القرار رقم بخصوص معرقلي التسوية السياسية والذي صدر تحت الفصل السابع من ميثاق الأمم المتحدة ينص على إمكانية التدخل العسكري، وقبل ذلك كانت صحف سعودية تنشر موادًا عن "عقوبات خليجية على اليمن" عُدل في البيان الصادر إلى أن دول المجلس ستتخذ ما يلزم لحماية "مصالحها الحيوية"، التي لم تحدد، ولـ"مساعدة الشعب اليمني الشقيق". مجلس الأمن لم يصدر قرارًا تحت الفصل السابع وطالب المجلس في قراره الحوثيين المشاركة بـ"حسن نية" في مفاوضات الامم المتحدة، سحب قواتهم من المؤسسات الحكومية والأمنية.

أعلن السعوديون سواء عبر مجلس التعاون الخليجي أو وسائط أخرى، في أكثر من بيان ومناسبة رفضهم للـ"تدخلات الخارجية في شؤون اليمن"، ودعمهم لـ"شرعية فخامة الرئيس هادي الدستورية" و"رفض الإنقلاب الحوثي على الشرعية الدستورية". بغض النظر عن كونه حاكمًا دمية بقرار وطني شبه معدوم، وهو سبب كافٍ لنزع شرعيته في القانون الدولي، ولكن "شرعية" عبد ربه منصور هادي ليست دستورية. البند الرابع من المادة 65 من قانون الانتخابات العامة والاستفتاء تنص على:
| استيلاء أنصار الله الحوثيين على السلطة | لا يجوز إجراء الانتخابات الرئاسية بأقل من 2 من المرشحين | استيلاء أنصار الله الحوثيين على السلطة |

فـ"شرعية" عبد ربه منصور هادي "توافقية" ومستمدة من المبادرة الخليجية وليست من الدستور اليمني، كما تقترح البيانات السعودية. ووفق المبادرة التي أعتبرتها الأحزاب السياسية مرجعية قانونية و"فوق دستورية"، تنتهي فترة رئاسة عبد ربه منصور هادي في 21 فبراير 2014. الحوثيون لم يكونوا طرفًا في المبادرة الخليجية ولكنهم شاركوا في مؤتمر الحوار الوطني ووقعوا على مخرجاته، ودعايتهم تطالب بتطبيقها. في يناير 2014، اتفق المجتمعون في مؤتمر الحوار الوطني على التمديد لعبد ربه منصور هادي لسنة أخرى بحجة أن متطلبات المرحلة الانتقالية لم تكتمل، بمعنى أن شرعيته حسب التمديد الذي بدوره لم يشر إلى الدستور، تنتهي في 21 فبراير 2015. حتى المرجعية "القانونية" وهي المبادرة الخليجية، لم تشر إلى إحتمالية التمديد، وما هي صلاحيات أعضاء مؤتمر الحوار الوطني لتمديد فترة رئاسته لأجل غير محدود. بعد توقيع اتفاقية السلم والشراكة الوطنية من قبل نفس الأطراف التي وقعت على المبادرة الخليجية، أنهى ذلك الاتفاق المبادرة الخليجية فعليًا على أرض الواقع، ولم يشر الاتفاق الذي نقضه الحوثيون بأنفسهم، إلى تمديد فترة عبد ربه منصور هادي الرئاسية. ما قام به الحوثيون انقلاب بمعنى الاستيلاء الغير القانوني على السلطة، ولكن هذا لا يجعل عبد ربه منصور هادي بشرعية مستمدة من الدستور اليمني بالضرورة. باختصار، عبد ربه منصور هادي نُصب رئيسًا من قوى أجنبية ولم يُنتخب.
أحيانًا، الدستور والقوانين النافذة قد لا تكون مصدرًا أخلاقيًا للشرعية طالما غابت الأخلاقيات التي تُرسم من خلالها في أحاديث المواطنين اليومية. فلو كانت على الدستور، لكان علي عبد الله صالح رئيسًا إلى العام 2013، فالثورات والإحتجاجات الشعبية ليست قانونية. إن تم حسابها ديمقراطيًا، فالغرض من الديمقراطية هو خلق أشكال حكم مسؤولة أمام المواطنين وإقامة حكومة تكون ممثلا حقيقيا لرغبات عموم الشعب، ومن هنا تأتي غالب الشرعيات السياسية وهو مالم يتحقق في اليمن كون عبد ربه منصور هادي كان المرشح الوحيد. في الدول الهشة أو "المجتمعات المتغيرة"، غالبًا ما تكون الديمقراطية مهددة والحل قد يتطلب هيمنة نخبة سياسية قوية على القرار السياسي، تعمل على بناء المؤسسات وتراكم السلطات بما يشكل دولة فعّآلة، تنهي العجز السياسي وملامح الإضطراب وهولاء يستمدون شرعيتهم بتحقيق هذه الأهداف، المشكلة في اليمن، هي أن عبد ربه منصور هادي ليس قائدًا كاريزماتيًا ولا هو أو عبد الملك الحوثي وعلي عبد الله صالح قادرين على فرض سيطرتهم. مفهوم الشرعية السياسية حوله خلاف بين علماء السياسة ولكن نقطة الالتقاء هي القبول الشعبي العام وهذا يتأتى بالوسائل الديمقراطية، أو قوة الدولة وقدرتها على تطبيق عملية تحديث سياسية ومؤسسية بمعنى القدرة على الحكم بما يسهل عملية الانتقال الديمقراطي إن كانت ضمن الأجندة.

## علاقة الحوثيين بصالح
أصدرت لجنة العقوبات الأممية بيانا في 7 نوفمبر 2014 بشأن التنسيق بين علي عبد الله صالح والحوثيين. والشائعات عن هذا التحالف بدأت مبكرًا منذ عام 2013 حتى أن وسائل اعلام حزب التجمع اليمني للإصلاح وصفت الحوثيين بالـ"جناح المسلح لحزب المؤتمر الشعبي العام". "الجناح المسلح" لحزب المؤتمر الشعبي العام هم رجالات علي عبد الله صالح في الجيش والأمن والميليشيات القبلية الموالية له، والحوثيون لم يكونوا جزءاً من شبكة محسوبية صالح في يوم من الأيام. ونفى علي عبد الله صالح أي تواصل مباشر بينه وبين عبد الملك الحوثي، ولا يوجد ما يثبت تواصلًا مباشرًا بين الرجلين حتى الآن. لكن المؤشرات قوية على صحة هذه الفرضيات، جزئيًا على الأقل، ولكنه تحالف تكتيكي أنخرط فيه الطرفان، تنسيق ضد خصوم مشتركين وليس تحالفًا استراتيجيًا بعيد المدى. بمعنى أن الحوثيين لن يقبلوا بأن يجني علي عبد الله صالح أي مكاسب إضافية، باستثناء مكسب الثأر من الخصوم المشتركين. وقد تجلت هذه الحقيقة بعد استقالة عبد ربه منصور هادي وظهور الخلافات بين الطرفين حول كيفية حل أزمة فراغ السلطة.

### خلفية
بالعودة إلى التاريخ، كان منتدى الشباب المؤمن في الثمانينات وهو أساس حركة الحوثيين، يتلقى تمويلًا برعاية شخصيات من حزب المؤتمر الشعبي العام كانت مهتمة باحداث توازن أمام التمدد الوهابي الممول سعودياً. وذلك باعتراف قيادات في حزب الإصلاح وإن بالغوا في حجم ومستوى الدعم، لأن علي عبد الله صالح كان لا يزال بحاجة إلى التمويل السعودي لتجمع الإصلاح (الجبهة الإسلامية) لمقاومة الإشتراكيين ونجاة نظامه. توترت العلاقات بعد تجييش حسين بدر الدين الحوثي طلابه للخروج في مظاهرات علنية معارضة لسياسات الولايات المتحدة وهي بالتأكيد كانت معارضة لعلاقة علي عبد الله صالح بالأميركيين بالدرجة الأولى.
فتوقفت الرعاية المؤتمرية المحدودة أصلًا ومع استمرار المعارك في صعدة، وجدها علي عبد الله صالح فرصة لاضعاف علي محسن الأحمر وغيره من القيادات السنحانية المعارضة لتوريث أحمد علي عبد الله صالح. معارضتهم للتوريث ليست من منطلقات وطنية أو إيمان بالعملية الديمقراطية بل لما اعتبروه خيانة صالح لسنحان واهتمامه بعائلته على حساب عصبته القبلية التي ساندته طيلة 33 عاماً. خلال الحروب الست في صعدة من 2004 إلى 2010، كان علي عبد الله صالح يعلن الحرب على الحوثيين ويمدهم بالسلاح سرًا لاطالة أمد الحرب واستنزاف طاقة علي محسن الأحمر. حينها، لم يكن هناك مايمكن تسميته بالتحالف. فتسليم الأسلحة وإطالة أمد الحرب في صعدة لم يتم بتنسيق بين علي عبد الله صالح والحوثيين، وكانت حملات وسائل الاعلام الحكومية على الحوثيين في أوجها.
في 2011، احتفى الإعلام الإصلاحي بهروب المحافظ المؤتمري لصعدة طه هاجر وتنصيب فارس مناع محافظًا بدلًا عنه، وهو تاجر السلاح الذي تربطه علاقات مشبوهة مع كل من علي عبد الله صالح وعلي محسن الأحمر وحسين الأحمر. واعتبر الإصلاح ذلك التطور جزءاً من "الثورة". لم يستمر ذلك طويلًا على أي حال وبدأ الحوثيون والموالون لصالح، بما في ذلك ضباط الجيش، بالتدريب في معاقلهم بشمال البلاد في نفس الوقت الذي أصبح عبد ربه منصور هادي رئيسا في عام 2012. واستمر التنسيق وأقنع علي عبد الله صالح قبائل عديدة بالوقوف إلى جانب الحوثيين مستغلًا توجسهم - حقيقيًا كان أم متخيلًا - من عبد ربه منصور هادي. حزب المؤتمر الشعبي العام كان نشطًا في الاحتجاجات على رفع الدعم عن المشتقات النفطية وماتلاها من اشتباكات وحصار قبلي للعاصمة، والهجوم على قصر الرئاسة. واستقالة الرئيس هادي وحكومة خالد بحاح أعادت للمؤتمر الشعبي العام آماله بإعادة السلطة إلى مجلس النواب الذي يهيمن عليه، ولكن عودة علي عبد الله صالح للحكم بأي صورة كانت، أمر لا يريده الحوثيون.

### مكامن الاختلاف والالتقاء
حزب المؤتمر الشعبي العام يريد العودة إلى مجلس النواب المنتهية صلاحيته منذ 2009، وموقفه هذا يستند على الدستور الذي وقع على تقويضه بموافقته على المبادرة الخليجية. بينما يبحث الحوثيون عن زبائن ليكونوا في الواجهة مع تمثيل صوري للأحزاب السياسية باسم "الشراكة"، يسيطر الحوثيون خلالها فعليًا وعمليًا على كامل أجهزة الدولة، وأي موالٍ لعلي عبد الله صالح لن يقبل بهذا الدور. ولكن جزئية استقالة الرئيس هادي والإختلاف حول الوسيلة المثلى لسد فراغ السلطة، لا تعني وصول الطرفان إلى مرحلة العداء والحرب كما يؤمل حزب التجمع اليمني للإصلاح والإعلام السعودي، فنقاط التقارب بين حزب المؤتمر الشعبي العام والحوثيين لا زالت كثيرة أهمها أن كلاهما يرفض خطة التقسيم الفيدرالية من ستة أقاليم. أسباب رفض تلك الخطة متعددة ولكنها تختلف من مكون سياسي وشعبي لآخر.
خطة التقسيم الفيدرالية المقترحة في مؤتمر الحوار الوطني لا تحظى بشعبية كبيرة في البلاد ونشر الحوثيون تسريبات لمكالمات هاتفية بين عبد ربه منصور هادي وأحمد عوض بن مبارك أرادوا منها تشويه صورة الرجلين وتصويرهما بمظهر العملاء وهو ما فشلوا فيه، ولكن الجزء المهم في تلك التسريبات هو كشف حقيقة أن تقسيم اليمن إلى ستة أقاليم لم يتم وفق معايير علمية وإقتصادية ولم يشترك في تقييمها أي خبراء دوليين كما زعمت الحكومة في فترة سابقة، بل تمت في جزء كبير منها بناءً على تصوراتٍ شخصية لعبد ربه منصور هادي وأحمد عوض بن مبارك.
ولكن الأسباب الحقيقية لرفض حزب المؤتمر الشعبي العام للخطة الفيدرالية هو أنها ستنهي عقودًا من المركزية[ ؟ ] الشديدة للحكم وتركز السلطة والثروة في المرتفعات الشمالية للبلاد، وهذا واقع يمني يريد عبد الملك الحوثي وعلي عبد الله صالح الإبقاء عليه. يؤكد هذه الفرضيات سيطرة الحوثيين على المؤسسة الاقتصادية اليمنية، التي لطالما كانت غطاء لممارسات شركاء علي عبد الله صالح وعلي محسن الأحمر، وتماهي مجموعات قبلية في المرتفعات الشمالية مع سلوكيات الحوثيين. وتجدر الإشارة أن حزب التجمع اليمني للإصلاح كان بدوره معارضًا للفيدرالية حين تواجد علي محسن الأحمر وحميد الأحمر في البلاد، ولم يلجأ لشحن باقي فصائله مناطقيًا إلا بعد هروب أولئك. إذ كانوا ينشرون "تحليلات" أن الانتقال للنظام الفيدرالي يتطلب عشر سنين على الأقل، وهو ما يُفهم بأنه كان مماطلة لقتل المشروع.

### خلفية عن مركزية الحكم
برغم أن تمركز السلطة والثروة بيد نخبة قبلية من المرتفعات الشمالية يعود إلى الثمانينات، ولكن العقلية تعود إلى ماهو أبعد من ذلك ومن الآمن القول بأن جزءاً من اضطرابات اليمن وفشلها كدولة قومية مرده المرتفعات الشمالية. ومبدأ "الخروج" في المذهب الزيدي لطالما كان من أهم عوامل الاضطراب المستمر، ليس لإن فكرة التمرد والخروج على الحاكم الظالم خطأ بحد ذاتها، بل لإن الأئمة الزيدية استغلوا المبدأ للتقاتل فيما بينهم على الإمامة، فتعريف "الظلم" لديهم قد لا يوافق المعايير المتعارف عليها عند بقية العالم.
السلالات القبلية التي يُتحدث عنها اليوم، ظهرت في شمال اليمن بعد طرد العثمانيين في القرن السابع عشر. تعامل معهم الأئمة الزيدية بعدة طرق، إما تأديبهم بالحرب أو إشغالهم بثاراتهم، أو التخلص منهم بإرسالهم إلى تعز وإب لجبي الضرائب أو الاستيلاء على الأراضي. هذه العقلية لم تنتهي بسقوط المملكة المتوكلية اليمنية، واستمرت في الجمهورية. مع استبدال الأراضي الزراعية بحقول النفط إذ أنه وفور إكتشاف النفط في مأرب[ ؟ ] عام 1984، بدأوا باحكام سيطرتهم على القطاعات.
بعد إغتيال إبراهيم الحمدي في عملية يُعتقد بشكل واسع أنها مدفوعة سعوديًا، وإسترجاع مصلحة شؤون القبائل وحل "هيئات التطوير التعاوني" التي أنشأها، شهدت صنعاء عملية تركيز شديدة للسلطة وتعاظم نفوذ مشايخ القبائل في الجيش والمؤسسات الأمنية واحتكروا عقود الاستيراد والتصدير التي مُنحت لهم من الدولة مكافأة لهم على ولائهم. عام 1989، أُكتشف أن مناطق الحديدة وتعز وإب يدفعون ضرائب بمقدار خمسة أضعاف مناطق صنعاء والمحويت وحجة[ ؟ ] وصعدة وذمار[ ؟ ]، معظم الإنفاق الحكومي كان يتجه لشبكات قبلية من تلك المناطق عبر قنوات عسكرية وأمنية. فمثلما أن علي محسن الأحمر وحميد الأحمر أرادوا تجيير المرحلة الانتقالية للحفاظ على هذا النفوذ، علي عبد الله صالح، والآن عبد الملك الحوثي، لا يريدون بدورهم إنهيار منظومة المحسوبية هذه، وهو هدفهم من الاعتراض على الفيدرالية كفكرة من الأساس.

### المدى المنظور
أزمة اليوم تعكس نفس المشاكل التي لم تحل في الماضي وليس من المرجح أن يتم حلها من خلال السياسات التي تتحدى تلك الدينامكيات المنشئة منذ فترة طويلة. آلاف السنين من التاريخ اليمني تشير إلى سلطات محلية متعددة تحكم مناطق مختلفة من البلاد، فالفيدرالية ليست ترفًا بل ضرورة وطنية وليس أمام الحوثيين وصالح سوى القبول بصيغة فيدرالية ما. في نفس الوقت، هذه المجموعتين، علي عبد الله صالح والحوثيين، لم يريدوا أن يظهروا للعلن أن أي منهما يقف خلف الآخر، كل منهم كان يحرض الآخر لأخذ الأمور لمستوى أبعد ومع استقالة عبد ربه منصور هادي في 22 يناير، عادوا لمربعاتهم وبدأوا التنافس على السلطة والنفوذ.
الأحداث الجارية شبيهة بأحداث التسعينات في بعض الجوانب، عندما كانت السعودية تستثير عملائها القبليين، وتستخرج بيانات وتصريحات معارضة للوحدة من الآخرين بحجة أن الاشتراكيين "كفار"، لإن الوحدة اليمنية شكلت نكسة للسياسة السعودية التي كانت تهدف لتوريط اليمن الشمالي في حرب مع اليمن الجنوبي وليس الشروع في الوحدة، وهو ماحدث عام 1994 في كل الأحوال ولكن بطريقة ونتيجة على غير رغبة المملكة. الحالة مشابهة اليوم بتطابق بيانات ومواقف تجمع الاصلاح مع المواقف السعودية تمامًا، مثل رفضه لاتفاقية السلم والشراكة الوطنية التي شُكلت حكومة خالد بحاح بموجبها، التي لم يشر إليها البيان الخليجي الصادر باسم عبد ربه منصور هادي في 21 فبراير 2015، رغم أنها معترف بها من الأمم المتحدة. مع مغادرة عبد ربه منصور هادي إلى عدن وما تلى ذلك من تطورات، تستمر أسباب بقاء التنسيق بين الحوثيين وحزب المؤتمر الشعبي العام. ولكن حتى مع تدخل السعودية عسكريًا، لم يعلن الطرفان اتحاد الجبهة رسميًا ولهذا علاقة باختلاف طبيعة أهداف الطرفين، فاتحاد الجبهة يعني ذوبان حزب المؤتمر الشعبي العام أو الحوثيين ضمن الآخر، فعلى أحدهما أو كليهما أن يموت لتتشكل قيادة موحدة الأهداف. علي عبد الله صالح ليس بطلًا قوميًا فالسعودية اشترت ولاءاتها أمام عينيه، وعبد الملك الحوثي وجماعته لا يعرفون مالذي يريدونه أصلاً.

## إغلاق السفارات
أغلقت سفارات الولايات المتحدة والمملكة المتحدة وألمانيا وفرنسا وإيطاليا وتركيا وهولندا واليابان ودول أخرى سفاراتها في اليمن ومعظم بياناتهم شددت على تدهور الوضع الأمني. السفيرة البريطانية قالت أن بلادها لا تستطيع التعامل إلا مع سلطة شرعية. الصين وروسيا نفوا أنهم بصدد إغلاق السفارات وقالت الخارجية الروسية أن الضغط الخارجي غير مجدٍ. وعرقل الروس صدور قرار من مجلس أمن الأمم المتحدة بناءً على طلب سعودي عبر مجلس التعاون. ولكن مجلس أمن الأمم المتحدة وبالاجماع، وافق على ماتقدم به مجلس التعاون لاحقًا بعد تعديلات على البيان وطالب الحوثيون بالانسحاب ورفع "الاقامة الجبرية" التي كانت مفروضة على عبد ربه منصور هادي والوزراء. بعد هروب عبد ربه منصور هادي إلى عدن في 21 فبراير 2015، أعادت دول مجلس التعاون الخليجي فتح سفاراتها في المدينة، لم تفتحتها الولايات المتحدة قائلة أنها تخشى تفسير موقفها بأنه دعم لإنفصال جنوب اليمن. إغلاق السفارات كان بدوافع سياسية أكثر من كونها أمنية، وتم وفق "جهود مشتركة" وفق التصريح السفارة الإيطالية في خطوة للضغط على الحوثيين وإظهار إستنكار المجتمع الدولي لإستيلائهم على السلطة بالقوة وبغض النظر عن فشل اليمن التاريخي على الصعيد الدبلوماسي، فراغ السلطة الذي تسبب به الحوثيون مبرر إضافي لتعامل المجتمع الدولي مع السعودية على أي سلطة أمر واقع قائمة في اليمن، ونتائج ذلك ليست إيجابية نظرًا لطبيعة الأهداف السعودية في هذا البلد.

### خلفية عن علاقات اليمن الخارجية
السياسة الخارجية هي إستراتيجية الحكومات في التعامل مع الحكومات والبلدان الأخرى بما يحفظ ويحقق مصالح الأمة. هي حالة مختلفة في اليمن، فالطبقة السياسية اليمنية الإسلامية وتلك الغير آيديولوجية المتمحورة حول شخص علي عبد الله صالح، وجدت على الأرض برعاية سعودية ولذلك فشل اليمن تاريخيًا في التعامل مع المجتمع الدولي، الذي يتعامل مع البلاد من خلال السعودية، بدرجة كبيرة. السبب في ذلك هم اليمنيون أنفسهم، 50 سنة من التمويل السعودي لفصائل قبلية ودينية بغرض إضعاف الحكومة المركزية، كان ولا يزال يُتعامل معه محليًا كأمر عادي وضمن سيرورة طبيعية للتاريخ ولما ينبغي أن تكون عليه الأمور. هناك ثلاث حقائق بشأن السياسة الخارجية لليمن:
- القرار السياسي محصور بيد نخبة سلطوية محدودة وفي حالة اليمن كانت شخصا واحدا وهو علي عبد الله صالح، ولم تطرأ تغييرات في أساليب الإدارة خلال فترة عبد ربه منصور هادي.
- تعكس السياسة الخارجية التجاذبات والضغوطات للسياسة في المنطقة ككل وفي حالة اليمن ومنذ الستينات، كانت السياسة الخارجية متماهية مع القومية العربية.
- ضعف الحكومة المركزية انعكس على أدائها الإقتصادي الذي اتسم بالضعف كنتيجة طبيعية لضعف الدولة، فالاقتصاد السياسي لليمن مبني على الاعتماد على الآخرين والمناورة.

مؤيدي النفوذ السعودي في اليمن، وهم ليسوا حكرًا على حزب التجمع اليمني للإصلاح، لديهم أسباب مختلفة يفسرون من خلالها هذا النفوذ. حزب التجمع اليمني للإصلاح وقواعده مدفوعون دينيًا وعقيدتهم وجدت مكانها بسبب النفوذ السعودي والحزب هو القناة الأهم وإن لم تكن الوحيدة لتدفق هذا التأثير. بالنسبة لهولاء، فالسعودية "دولة إسلامية تدعم السنة" وبالتالي ما من داع لوجود الحساسيات بين البلدين. هذا الطرح يمتزج مع فرضيات تروجها فصائل أخرى عن دعم سعودي للإقتصاد اليمني، وعن وجود علاقات إثنية مفترضة، وكذلك وجوب إدراك أن اليمن يشكل جزءاً من المنظومة الأمنية للمملكة السعودية، ولمجلس التعاون الخليجي بصورة أوسع. يشيرون إلى بلادهم كـ"حديقة خلفية" وقد يختلفون في تقييمهم للتمويل السعودي لمجموعات قبلية، فهناك من يراها بأنها حالة طبيعية وربما إيجابية تعكس التقارب الإثني المفترض، وآخرون يرونها ضريبة يمكن التغاضي عنها طالما أن المملكة السعودية تدعم الاقتصاد ولها مشاريع خدمية. فنفوذها في اليمن جزء من تكامل إسلامي وعربي وله جوانب مشرقة وإن شابته بعض السلبيات، فـ"لا توجد سيادة وطنية وأصبحت مفهومًا نسبيًا في العالم". هذا هو السرد الغالب على طرحهم وفي المقابل، هناك قراءة أخرى لهذه النقاط الغالبة على أطروحاتهم :

#### القانون والتداعيات الإجتماعية
الدستور اليمني والقوانين تجرم إستلام أي فصيل سياسي شخصيًا أو باسم الأحزاب وأجزائها المختلفة، للأموال من دولة أخرى، ويشمل ذلك الإعلاميين. صحيح أنه لم يكن للقانون اليد العليا في اليمن، ولكن مؤيدي النفوذ السعودي لم يقترحوا تجاهله أو تعديله بما يشرعن السلوكيات التي يدافعون عنها في أطروحاتهم.
اليمن بلد متنوع ثقافيًا ودينيًا، هذا التنوع قد يكون مصدرًا للثراء أو للاضطرابات والمشاكل ما حاول أحدهم فرض نفسه على الآخر. الوهابية عقيدة دينية سعودية، وقد يكون أحد الأمور القليلة التي التقى فيها اليمن مع المجتمع الدولي، فتمويل السعودية لمجموعات قبلية لم يحدث إشكالًا سوى لليمنيين أنفسهم ولكن دعم الوهابية كان له تداعيات أوسع، فهي المسؤول الأول عن ظهور الإسلام الراديكالي المسلح في البلاد. من نتائج التبشير السعودي محليًا، إستفزاز الزيدية وتشكل ظواهر سلبية مضادة مثل جماعة الحوثيين، القضاء على أي إرث شافعي في الذاكرة الجمعية، ومقاومة كافة محاولات تحديث بلد شديد التخلف أصلًا ثقافيًا وسياسيًا وإقتصاديًا، فالانتقال من ثيوقراطية الإمامة الزيدية إلى الوهابية قد لا يلتقي مع المعايير المتعارف عليها للتقدم الثقافي والسياسي.
السيادة ليست مفهومًا نسبيًا ولكنه متغير، يبقى ثابتًا أنه ممارسة السلطة العليا داخل منطقة جغرافية ضمن كيان اعتباري غير مادي تمثله حكومة مركزية، لها سكان دائمين، أرض محددة، والقدرة على الدخول في علاقات مع الدول الأخرى، ليست معتمدة ولا خاضعة لدولة أخرى ولديها سيطرة محكمة على شؤونها الداخلية. النقاشات التي تجادل بتغير المفهوم تتمحور حول تشكل مرجعيات ومعايير دولية مثل الأمم المتحدة ومجلس الأمن، البنك الدولي، عولمة الاقتصاد وإنتشار الشركات متعددة الجنسيات وإلى حد ما، إنتشار قيم الديمقراطية الليبرالية على حساب تقاليد مجتمعية معينة. تمويل ميليشيات قبلية وإستلام أحزاب وشخصيات سياسية للمال من دولة أجنبية بغرض التأثير على القرار السياسي لا يندرج ضمن هذه المناقشات والجدالات ولا توفر مسوغات منطقية لها، وتُعرف عند باحثي السياسة اليمنية بأنها إنتهاك وعرقلة للسيادة. بمعنى عدم قدرة الدولة على ممارسة سلطاتها داخل أراضيها. فشبكة المحسوبية التي أنشأتها السعودية داخل اليمن أضعفت الدولة، وجعلتها تتتمتع بنفوذ يسمح لها بالتأثير على الأحداث بدرجة مساوية أو أكبر من الحكومة اليمنية نفسها.
في أكثر من مناسبة، الأمم المتحدة وحتى سفراء العديد من الدول كانوا يحثون الأطراف السياسية على معالجة مشاكلهم والتوقف عن التعويل على الخارج، والتسجيلات لإتصالات حميد الأحمر وجمال بنعمر أظهرت أن الأخير حدد حزب التجمع اليمني للإصلاح. الثقافة السياسية السائدة والقائمة على الزبائنية قد تكون عائقًا أمام إستيعاب مفاهيم مثل سيادة القانون والدولة القومية والسيادة والسلامة الإقليمية، الثابت هو أنه وإذا لم يستطع اليمنيون إيجاد حل لمشكلاتهم، فليس بإمكان أحد أن يفعل شيءًا من أجلهم.
في 14 ديسمبر 2015 أصدر المرصد الأورمتوسطي تقرير بالتعاون مع التحالف اليمني لحقوق الإنسان (تحالف رياح السام)، عن حالات الاختطاف في اليمن على يد ميليشيات الحوثي والمجموعات المسلحة الموالية للرئيس"صالح "، وما يتبعها من انتهاكات كاستخدام المختطفين دروعًا بشرية أو إخفاؤهم قسريًا، في المدة منذ تموز (حزيران) 2014 م، ويعتبر أول تقرير يتناول قضية الاختطاف والإخفاء القسري في اليمن.

#### الإنتماء المشترك
التقارب الإثني المفترض يتطلب مراجعة عدة مفاهيم ومقارنتها بحالات مشابهة حول العالم. اليمنيون كمجموعة ثقافية وإثنية، موجودة ومعرفة منذ فترة طويلة قبل تأسيس الجمهورية وقبل المملكة السعودية، لذلك محاولات السعودية إيجاد علاقة أبوية مع اليمن، أو تصوير سياستها كذلك، كانت دائمًا وأبدًا تتعرض لمقاومة ورفض مجتمعي. الدول المستقلة التي تجمعها إنتماءات إثنية مشتركة، غالبًا ما تتجاوز التباينات الدينية والآيديولوجية وعلاقاتهم قائمة على إحساس طبيعي غير مصطنع ولا يخضع للتوظيف السياسي أنهم شعب واحد، مثل علاقات تركيا بأذربيجان مثلاً. كون الأتراك بأغلبية سنية لم يؤثر على علاقتهم بالآذريين الشيعة لإنهم جميعًا ترك، لم تتأثر العلاقات بحقيقة أن أذربيجان كانت دولة ضمن الكتلة السوفييتية وتركيا مع حلف الناتو. السعودية تعرف عن نفسها كدولة وهابية وتعمل جاهدة على إيجاد قطبين سني وشيعي في هذا العالم، تمثل هي أهل السنة والجماعة وتمثل إيران الشيعة، مع تجاهل كافة التباينات والتنوع الموجود تحت هذان التصنيفان.
في بلد متنوع ثقافيًا ودينيًا، من شأن أي ضغوط ثقافية من هذا النوع أن تخلق إضطرابات وشروخ مجتمعية عميقة، الوهابية ليست آيديولوجية سياسية أو إقتصادية يمكن إستعارتها أو تبنيها والتكامل معها هو تقويض لأي مستقبل يمني ببناء دولة ديمقراطية. هناك جوانب أخرى تفند هذه الفرضية كذلك، مثل حقيقة أن القومية العربية حوربت سعوديًا بـ"عالميتها الإسلامية"، مذكرات الرئيس آيزنهاور تشير كيف فكرت الولايات المتحدة في بناء صورة ملوك السعودية كـ"مراجع روحية" لمواجهة سياسات جمال عبد الناصر العدوانية. وتعاونت مع إسرائيل خلال الحرب الأهلية في الستينات لتوفير الإمدادت الجوية للمرتزقة والمقاتلين الملكيين، وهو ما أكده كل من شبتاي شافيت وأرييل شارون بعد ثلاثة عقود من توقف الحرب. المسألة ليست تقييم لخطأ أو صواب أو مبرر لسياسات عدوانية إتجاه إسرائيل، فهي كانت في حرب مع مصر ورأتها فرصة لإستنزاف المصريين ولم يهتموا لطبيعة النظام في اليمن. الفكرة هي أن القومية العربية لم تكن يومًا ما عاملًا مهمًا في سياسة السعودية بقدر "مصالحها"، قيادتها السياسية براغماتية وبامكانها التنقل من معسكر لآخر متى أرادت، أمرٌ قد لا يكون واضحًا لزبائن السعودية في اليمن والإصلاحيين منهم تحديداً.
القومية العربية آيديولوجية سياسية وليست إنتماءً إثنيًا، لإنها لو كانت لعرّف المسيحيون فيما يسمى بالعالم العربي أنفسهم كعرب تلقائيًا، ولكن معظمهم لا يفعلون. عدا حقيقة أنه ومنذ إنحسار القومية العربية في السبعينيات، تحولت إلى مجرد توظيف دعائي عند الحاجة وفي حالة اليمن، يمكن إستعمالها لتبرير الإرتزاق السياسي. هذا ليس نفيًا بأن اليمن ينتمي تاريخيًا لمنظومة ثقافية متقاربة بين شعوب المنطقة أو يقترح عدم وجود مصالح مشتركة، ولكن لديه قوميته الخاصة، لديها أفكارها وظروفها فوفقا لفريد هاليداي، ما يميز القومية اليمنية أنها لا تعتبر تاريخها قبل الإسلام جاهلية، والصراعات ومشاكل الحدود وعوامل أخرى كلها امتزجت، بقدر قليل من التبسيط، لتشكل عدوًا قوميًا رئيسيًا لليمن هو السعودية، نقلا عن هاليداي. ذلك لإن القومية العربية تشكلت خارج الجزيرة العربية خلال الحرب العالمية الأولى وكانت تهدف إلى مقاومة عدو إستعماري ينتمي لمنظومة ثقافية ولغوية مختلفة، بينما كانت شبه الجزيرة العربية تحوي دولًا مستقلة اشتبكت في سياسات وصراعات بينية مدفوعة وطنياً.
التماهي مع التوظيف الدعائي للقومية العربية كلف البلاد الكثير وأثر على مصالحها الحقيقية مع الدول المطلة على البحر الأحمر والقرن الأفريقي. أخيرًا، لو كان للتقارب الإثني المفترض دور في السياسات، لكان اليمن عضوًا في مجلس التعاون الخليجي، ولما أُعتبروا مرتبة وضيعة إجتماعيًا في نظر السعوديين، حتى على مستوى المنضمين للتنظيمات الارهابية. صحيفة الجيروسلم بوست الإسرائيلية كتبت إذا كان هناك أي شيء يرمز إلى العلاقات بين اليمن والسعودية هي مسألة الـ"زواج السياحي" التي انتشرت في محافظة إب بوسط البلاد.

#### الأمن
ومن الفرضيات بشأن النفوذ السعودي في اليمن هو أن البلاد تشكل جزءاً من المنظومة الأمنية للسعودية. هذا الطرح صحيح جزئيًا فهناك حدود مشتركة، ولكنه لا يفسر الاقدام السعودي على تمويل مجموعات قبلية لإضعاف الحكومة المركزية، فلا منطق في الحرص على أمن السعودية والأمن اليمني مجرد ورقة مقايضة في يد المملكة. الرئيس إبراهيم الحمدي أبرز الأمثلة وأوضحها. عقب إنقلابه الأبيض على الرئيس الضعيف والغير فعَّال عبد الرحمن الإرياني، حرص الحمدي على علاقات طيبة مع السعودية وأول زياراته الخارجية كانت للرياض. السبب الذي جعل السعودية لا تعارض إنقلاب الحمدي على الإرياني، هو أن الأخير ورغم ضعفه، حاول عام 1973 أن ينظم الفوضى المتمثلة بتعيين مسؤولين غير أكفاء بسبب إنتماءاتهم القبلية أو الأسرية، فأقال عبد الله الحجري من رئاسة الوزراء وعين حسن محمد مكي مكانه الذي أعاد بحث مشروع الوحدة اليمنية، أعاد تشكيل الحكومة بحيث فاق التكنوقراط أعداد القبليين، وبدأ عملية إعادة هيكلة النظام القضائي والمالي والعسكري.
كلها سياسات لا علاقة لها بـ"أمن السعودية" ومع ذلك، رأت أن إنقلاب إبراهيم الحمدي أمرٌ إيجابي لمجرد أنه تظاهر بعدائه لحسن مكي، فأقال الأخير وعين قبليًا يدعى محسن العيني. توسطت السعودية بين إبراهيم الحمدي وزعامات قبلية، بغض النظر عن الإشكال الواضح في توسط دولة أجنبية بين رئيس ومواطنيه، هي لم تكن طرفًا محايدًا فبرغم توسطها أبقت على إستمرار تدفق الأموال إليهم لإنها تراهم ورقة مساومة. فور ظهور بوادر استقلال إبراهيم الحمدي، هرعت السعودية لدعم عبد الله الأحمر وأضرابه. لم يهدد إبراهيم الحمدي السعودية، تخلص من أعدائه وحاول إنهاء تعدد اللاعبين وتقوية الحكومة المركزية، فأنشأ مؤسسات عديدة مثل هيئات التطوير التعاوني والهيئة العليا لمكافحة الفساد والهيئة العليا للانتخابات، وكلها محاولات من جانبه لإضعاف نفوذ مشايخ القبائل. فأعلنوا عام 1977 "الجهاد ضد إبراهيم الحمدي الشيوعي والكافر".
الحمدي لم يكن "يسارياً" أي كان يعني ذلك، ولم يرد مواجهة عبد الله الأحمر بقدر ما عمل على كسب الدوائر الانتخابية في شمال صنعاء بمشاريع التنمية والخطابات الوطنية عن ضرورة الوقوف بجانب الحكومة المركزية. أُغتيل عام 1977 لإنهم لم يريدوا مواجهة مباشرة معه نظرًا لشعبيته قبل يوم واحد من زيارته لعدن لبحث الوحدة مع الرئيس سالمين. فهذه أمثلة تظهر أن المسألة الأمنية وإن كانت منطقية بسبب وجود الحدود المشتركة، فهي ليست بأهمية إبقاء اليمن تابعًا بمؤسسات ضعيفة وسيادة محدودة عرضة للمقايضة والمساومة والابتزاز. إذ تبقى مسائل الديمقراطية، الاستقلال السياسي والإقتصادي، صعود القومية في اليمن عوامل توتر وإضطراب للسعودية.

#### الدعم الاقتصادي
الإقتصاد اليمني ضعيف، متخلف، ويعاني من مشاكل هيكلية. اقتصاد مرهون لشبكة معقدة ومتداخلة من النخب التي تتحكم
في صناعة النفط والواردات والتجهيز، والتعبئة والتغليف وتوزيع السلع، وهذه النخب عناصر أساسية من أزمة البلاد. الطبقة المتوسطة تنفق أكثر من نصف دخلها على أساسيات مثل الماء والكهرباء والغذاء. مؤيدي النفوذ السعودي يشيرون إلى هذه النقطة وهي أن اليمن بلد فقير والسعودية تدعمه إقتصاديًا، وبالفعل، المساعدات الإقتصادية السعودية ساعدت على الاستقرار الاقتصادي عدة مرات. ولكن هذه النظرة قاصرة ولا تسلط الضوء على جوانب أخرى من المسألة، أهمها أن اليمن وبرغم "المساعدات"، لا يزال من الدول الأقل نماءً في العالم. مقارنة بدول أخرى لا تملك نفس الموارد الطبيعية ومرت بحروب أهلية وتمكنت خلال فترات قياسية لا تتجاوز الـ20 عامًا من الاصلاحات الهيكلية والدعم الخارجي من تحسين أوضاعها المعيشية وتوقعاتها الاقتصادية بشكل مطرد، يسمع اليمنيون عن دعم إقتصادي منذ 50 عامًا، وهو ما يعني أن هناك أمرًا ليس صحيحًا تمامًا.
هناك أولويات للاقتصاد، على المدى القصير، يجب تعزيز الاستدامة المالية، وتشجيع النمو المرتفع والشامل. وإعادة توجيه الميزانية بتحسين الامتثال الضريبي وتخفيض أو رفع الدعم عن المشتقات النفطية، وتحسين الوساطة المالية والرقابة المصرفية. على المدى المتوسط، هناك تحديات تحقيق النمو المرتفع وخلق فرص العمل، وتنويع هياكل الإنتاج والتصدير، خفض الدين العام، معالجة أوجه القصور في تكرير وتسويق النفط، توليد الكهرباء، وشركات الدولة بشكل عام، تحسين بيئة الأعمال، وتبني سياسة نقدية حكيمة لتمويل استثمارات القطاع الخاص، وإجراء تحسينات جذرية في الحوكمة والشفافية. لا يمكن مواجهة هذه التحديات واليمن في أحسن حالاته دولة هشة على حافة الفشل، ولكنها ليست فاشلة تمامًا، متهادٍ ربما الكلمة الأدق للوضع الذي تفضله المملكة السعودية ووجهت سياستها لتحقيقه.
المساعدات الاقتصادية غالبًا ما تكون إجراءات مؤقتة، لإنها لا تساعد على تحقيق نمو متواصل على المدى البعيد. فالدعم الاقتصادي السعودي لم يكن يهدف لتحقيق النمو بل لمنع استقلال اليمن سياسياً. إكتشاف النفط في مأرب[ ؟ ] عام 1984 ساعد في عملية توحيد اليمن كثيرًا ومكنته من تجاوز الضغوط السعودية المفروضة عليه لمنع تحقيق الوحدة، ودفعت السعودية لإلقاء منشورات تحذيرية للشركات النفطية من التنقيب عن النفط في محافظة الجوف، وتوزيع جوازات سفر سعودية لسكان المناطق الصحرواية النائية بحضرموت لتدعي أنها جزء من أراضي المملكة، وادعت أن المناطق النفطية في شبوة ومأرب[ ؟ ] جزء من أراضيها عام 1986 لعرقلة قيام الوحدة، واحتلت جزيرة الدويمة عام 1998 وتفاوضت على حق اليمن في التنقيب تحت الماء، وتحرض قبليين على ضرب أنابيب النفط في مأرب[ ؟ ] والجوف منذ عام 1998. بالتأكيد، لأولئك القبليين مصالحهم الخاصة ولكن، هذا لا يأتي بمعزل عن التمويل السعودي لهم لعرقلة الحكومة المركزية عن فرض سيطرتها على تلك المناطق.
مخزون اليمن من النفط والغاز ليس كذلك المتوفر في الدول المجاورة له، ولا يشترط أن يكون لتحقيق الأهداف الاقتصادية، ولكنه أعلى بمراحل من دول أخرى ويكفي للاستهلاك المحلي والتصدير، فالمشكلة الحقيقية سياسية وإجتماعية والتي تلقي بظلالها على منسوب الأمن في البلاد. لذلك، الحديث عن دعم إقتصادي سعودي مع تمويل لميليشيات قبلية بغرض منع الحكومة من ممارسة سيادتها الكاملة على أراضيها، قد لا يكون منطقيًا لإن ضعف الدولة سياسيًا سينعكس طبيعيًا على أدائها الاقتصادي.

#### العمالة المهاجرة
يشيرون كذلك للعمالة اليمنية في السعودية وبما أن السعودية تستضيف ما يقارب مليون عامل، فهذا أكبر الأمثلة الدالة على "عمق العلاقات" و"أواصر القربى" إلى آخر ذلك من التعابير المستخدمة. في الحقيقة، معاملة العمال اليمنيين كانت أحد أهم الأسباب خلف كراهية السعودية في اليمن، لأن معظم اليمنيين لديه خلفية بسيطة وصورة غير مكتملة عن الجانب المتعلق بتمويل زبائن سياسيين وقبليين، وغالبًا ما يكون ردهم باستدعاء "الأخوة الإسلامية" و"مراعاة الجوار". منذ التسعينات واليمنيون يطالبون دول مجلس التعاون الخليجي ضم بلادهم مستعملين ادعاءات "التقارب الثقافي والديني والجوار"، فمُنح اليمن عضوية مراقب عام 2001 وفي عام 2011 طلبت السعودية من الأردن والمغرب الانضمام للمجلس. على الصعيد المجتمعي، 18% من سكان دول المجلس موافقون على انضمام اليمن. السبب الرئيسي لعدم فعالية مناشدات "الأخوة الإسلامية والعربية"، أن دول المجلس تبحث عن عمالة غير مسيسة لذلك يفضلون العمالة الآسيوية، فكل مظاهر التسيس في تلك المجتمعات مردها عمال أجانب يتحدثون العربية وقد يكونون مؤدلجين سياسيًا، كما أن مناشدات تفضيل العمالة اليمنية ليست منطقية لإن اقتصاد السوق قائم على العرض والطلب ولا يمكن للحكومات أن تفرض على الشركات توظيف جنسية معينة أو تحديد نسب توظيف خاصة وهم يعانون مع هذه الشركات لتوظيف مواطنيهم.
هناك تداعيات سلبية لهذه العمالة، فمع إستثناء التواصل التجاري لحضرموت بجنوب شرق آسيا والهند، اليمنيون لم يهاجروا بهذه الأعداد إلا بعد إنهاكهم في الحرب الأهلية في الستينات. مع إرتفاع عائدات النفط في السبعينيات، تزايد الطلب السعودي للعمال وبلغ عدد اليمنيين قرابة 1.4 مليون عامل عام 1981 من أصل 6 ملايين يمني حينها. هذا النزوح يترك الحقول الزراعية فارغة لهجرة المعيل، فيتزايد الضغط على الأطفال والنساء والمسنين للعمل وهو ما سيؤدي لرداءة وضعف الإنتاج إن توفر أصلًا، مما يضطر الدولة أو المؤسسة لإستقدام عمالة أجنبية لتسد الفراغ الذي أحدثته هجرة عامل قروي غير مدرب.
هجرة العمالة أدت إلى إرتفاع معدل الأجور اليومي لعمالة رديئة، وتركت عائلات بأكملها في الأرياف تعتمد على ما يرسله لها معيلها المهاجر. يقضي العامل ثلاث أو خمس سنين وربما أكثر، ثم يعود إلى اليمن ويصرف مدخراته التي جمعها خلال الاغتراب على السلع الاستهلاكية أو الاستثمار في أرض، سيارة أجرة أو افتتاح متجر. ولكن كمية الأراضي محدودة وكلفتها مرتفعة على نحو متزايد وبامكان الدولة أن تدعم عدد قليلًا من المتاجر. بسبب محدودية الاستثمار وإرتفاع معدل الواردات، تتزايد معدلات التضخم[ ؟ ] بنسب 70-80% سنوياً. ومن أكبر سلبيات هذه الظاهرة على النمو الداخلي هو الاعتماد المتزايد على السلع المستوردة حيث وصلت إلى ما نسبته 90% من مجمل الأغذية في اليمن. إستيراد المواد الغذائية، فضلا عن كونه أكبر قطاعات الأعمال في البلاد، قلل من الحاجة إلى توظيف العمالة الزراعية، إنشاء قطاع إنتاجي محلي قوي، وبناء نظام توزيع فعَّال. وطالما أن باب الهجرة مفتوح، مامن حاجة للعامل لتطوير تقنياته الزراعية فلا زال معظم المزارعين في اليمن يعتمدون على وسائل بدائية للحراثة.
الاعتماد على التحويلات يخلق بيئة إقتصادية هشة ومتقلبة، فالتحسن في ميزان المدفوعات بسبب التحويلات يكون هشًا للغاية عندما يتم استخدام التحويلات لملئ فجوة في الميزان التجاري، فلا يمكن تغيير أنماط الإستهلاك بسهولة ويكمن الخطر في حقيقة أن الدخل الناتج عن التحويلات متقلب وغير مستدام، غالبًا لظروف سياسية في حالة اليمن. النمو الهائل لمعدلات الاستهلاك الشخصي يؤدي لتدهور الميزان التجاري ما لم يقابل الطلب المتزايد باستجابة من المنتجين المحليين، وإلَا فإن الطلب المتزايد سيعبر عن نفسه عبر الضغوط التضخم[ ؟ ]ية. بشكل عام، الهجرة أدت إلى شح العمالة، إرتفاع معدلات التضخم[ ؟ ]، إرتفاع تكاليف الإنتاج بما يحد من جدوى الإنتاج المحلي، الاعتماد على الواردات وتزايد العجز في الحساب الجاري، وكلها من أكبر مهددات التنمية.
هناك جوانب إجتماعية كذلك مثل تعميم مظاهر ثقافية سعودية في اليمن، لم يقدم حزب التجمع اليمني للإصلاح على فرض الفصل بين الجنسين في المدارس العامة عام 1994 إلا بعد طرد هولاء العمال من السعودية، انتشرت العباءة السوداء والنقاب حتى بين الزيدية، وأصبح من السهل إلقاء اللوم لكل مشاكل اليمن على "الابتعاد عن الإسلام الصحيح". فهناك شروط إجتماعية للتنمية الاقتصادية، والطريقة التي يعمل ويفكر بها مجتمع ما مهمة في تحديد إزدهاره إقتصاديًا من عدمه.

## أهداف الحوثيين
منذ عام 2004، تنوعت الإفتراضات عن أهداف جماعة الحوثيين، والحوثيون أنفسهم أحد أسباب تعدد وتناقض الإفتراضات بشأن أهدافهم بسبب عمومية وضبابية تصريحاتهم وتطورها وتغيرها من فترة لأخرى. المؤكد هو أن جماعة الحوثيين حركة متغيرة ولم تعد تلك الحركة الطلابية المعنية بالدفاع عن التقاليد الزيدية أمام التمدد الوهابي الممول سعوديًا، بل ربما الحوثيون أنفسهم لا يعرفون أهدافهم، وماهية حركتهم بالضبط في هذه المرحلة. شارك مقربون من عائلة الحوثي في مؤتمر الحوار، ولا تتوفر معلومات عن مدى شعبية الجماعة وحجم الآيديولوجيين في أوساط المؤيدين لما أصبح يُعرف بـ"أنصار الله"، عبد الملك الحوثي لم يحدث تغييرًا في خطاب أخيه الراحل ووالده وبرغم أنه لم يدلي بأي تصريح أو خطاب معادٍ للديمقراطية، لم يظهر أي إشارات أنها هدف من أهداف جماعته وظل يردد نثريات أخيه عن مؤامرات مزعومة لليهود والولايات المتحدة.
عندما يٌسئل الحوثيون عن أهدافهم، يدلون باجابات مثل "رفع الظلم وعودة الحقوق المغتصبة وتوفير الأمن للبلد". أو "مشروع عبد الملك الحوثي مشروع عالمي بحدود القرآن"، وهي تصريحات لا يُمكن إستخلاص أي شيء منها. وأدلوا أكثر من مرة أن اليمن لا يحتويهم بقدر "الأمة الإسلامية"، فهي ليست جماعة وطنية ومثل كافة الحركات الإسلامية، لا يؤمنون بالدولة القومية أصلًا فحدودهم بـ"حدود القرآن". الأمر الوحيد الذي يُمكن فهمه من هذا أن الجماعة ليست حركة سياسية وتقاتل لأجل هدف قد لا يكون له علاقة بهذا العالم، على مستوى القواعد على الأقل. وبحلول العام 2015، لا تزال أهدافهم غير واضحة.
شاركوا في مؤتمر الحوار ولكنهم خالفوا ونقضوا كل ما قالوا أنها أسباب قتالهم أو مطالبهم الرئيسية في السابق مثل المواطنة المتساوية وحرية الدين والتوقف عن عسكرة الحياة في صعدة، هي مطالب مشروعة ولكنهم تجاوزوها بحلفهم مع علي عبد الله صالح وإستيلائهم على الدولة، عدا أن خطابات حسين بدر الدين الحوثي لم تشر إلى المواطنة المتساوية وحرية الدين بل هاجمتها وانتقصت من هذه المفاهيم كثيراً. في 21 سبتمبر 2014، كان أمام الحوثيين فرصة لإحداث تغيير إيجابي في اليمن عقب هزيمة حزب التجمع اليمني للإصلاح وطرد حلفائه العسكريين والقبليين، اختار عبد الملك الحوثي أن يُضيِّع بصيص الأمل الذي لاح حينها.
يمكن إستخلاص بضعة مظاهر دالة على طبيعة الحوثيين، هم معادون للولايات المتحدة، معادون لليهود، يكرهون الأجانب ويعتبرون السياح الغربيين جواسيس وعامل إفساد للقيم، لديهم توجهات إجتماعية شديدة المحافظة تعارض خروج النساء من المنازل والعمل "سافرات" و"متبرجات"، وينظرون لإيران كنموذج يُحتذى به سياسيًا،
عدا ذلك لا يبدو أنهم يحملون مشروعًا سياسيًا واضحًا ومتماسكًا فصعودهم وتمددهم كان مرتبطًا بالفراغ والعجز السياسي الناتج عن المبادرة الخليجية، والمساعدة التي حصلوا عليها من علي عبد الله صالح.

### الديمقراطية
منذ العام 2004، وعلي عبد الله صالح يتهمهم بالسعي لإسقاط الجمهورية وإستبدالها بثيوقراطية تستند على المذهب الزيدي. تم تجاهل هذا الاتهام حينها بسبب أن "النظام" في اليمن لم يكن ديمقراطيًا أصلًا، فالمنطق كان يقول أن لا معنى لمعارضة هدف الحوثيين المُفترض باسقاط الجمهورية وعلي عبد الله صالح يخطط لتوريث الرئاسة لإبنه أحمد. وشعرت دوائر عديدة أن العمليات المعلوماتية لعلي عبد الله صالح أرادت إحياء صور نمطية عن الهاشميين بأنهم متخلفون ورجعيون سياسيًا، بهدف عزلهم مجتمعيًا ومنع التطرق لجذور مشاكل صعدة، فالصراع أكثر تعقيدًا من هذه المعارضات الثنائية التي تندرج ضمن "الضرورات الملحة" لتعبئة القواعد. بدلالة تناقض الخطاب الإعلامي لحزب التجمع اليمني للإصلاح وتنوعه حسب الفئة المستهدفة.

ولكن تفنيد فرضية ما أو تفسير دوافع الاتهامات لا يجيب عن تساؤلات أهداف الحوثيين. الثابت عن جماعة الحوثيين أن ترسيخ الديمقراطية ليس من أهدافهم، فالكلمة لم ترد في أي من خطب عبد الملك الحوثي وتصريحات أخيه حسين ووالده بدر الدين الحوثي، كانت واضحة في رفضها. بدر الدين الحوثي قال في مقابلة مع صحيفة الوسط اليمنية عام 2005 عندما سُئل عن رأيه حول الديمقراطية:
بدر الدين الحوثي أجرى المقابلة وعمره 81 سنة، إختلاف الجيل وتقدير الخلفية التي قدم منها قد يكون عذرًا، ولكن إبنه حسين قُتل وهو الـ 44، ومواقفه لم تختلف عن مواقف والده إن لم تكن أكثر تشدداً. لإن بدر الدين الحوثي عاش الحرب الأهلية في الستينات وما قبلها بينما لا يحمل أبنائه ذكريات تتوافق مع النثريات الجمهورية عن "تخلف" المملكة المتوكلية اليمنية، نظرًا للحالة التي عليها صعدة. في محاضرة له بعنوان "حديث الولاية" في العام 2002، قال حسين بدر الدين الحوثي أن اليهود يريدون أن يفرضوا "ولاية أمرهم على المسلمين"، والمفهوم الزيدي لـ"ولاية الأمر" هو الكفيل بالتصدي لهذه المؤامرة. الديمقراطية بدورها لن تكون مجدية لإنها صنيعة يهودية أصلًا وفقا لحسين، ليس لها معايير ومقاييس مستمدة من الإسلام، وتقوم على مبدأ المواطنة الذي قد يسمح ليمني يهودي بتولي منصب رئيس الجمهورية. فقط ثقافة حديث الغدير كفيلة بالتصدي لهذه "المؤامرات"، ويبدوا أنه كان معارضًا لفكرة وجود دستور كذلك.
محمد عبد السلام، الناطق الرسمي باسم الجماعة، أرسل رسالة إلى علي عبد الله صالح في 22 نوفمبر 2009 يطالبه فيها بتجاهل الإتهامات مؤكدًا أنهم لا يحملون أي شيء ضد النظام الجمهوري، وكل ما يطالبون به هو "مواطنة متساوية". وفي مقابلة مع صحيفة جزائرية عام 2014، سُئل عبد السلام عن أهدافهم وما إذا كانوا سيشكلون دولة على غرار الجمهورية الإسلامية في إيران، أدلى باجابة غير واضحة قائلًا أنهم لا يسعون لاقصاء أي أحد ويريدون تنمية اليمن. وعندما سئل عن سلاحهم وكيفية توافق ذلك مع دعايات تطبيق مخرجات مؤتمر الحوار، أجاب بأن سلاحهم لا يشكل عائقًا أمام الديمقراطية التي قال أنهم يؤمنون بها كوسيلة للوصول إلى الحكم، نافيًا الأخبار التي أشارت في وقت سابق عن إستعدادهم لتسليم السلاح لإنه موجه ضد "من تدعمهم الجهات الخارجية".

ممثلي الحوثيين في مؤتمر الحوار الوطني وبالذات الراحل أحمد شرف الدين، كانوا يرفضون إعتبار الإسلام دينًا للدولة وقال:
هذا الخطاب ساهم بجانب عوامل أخرى في تنامي شعبية الحوثيين، ولكن أحمد شرف الدين وإن كان متعاطفًا معهم أو تربطه علاقات شخصية بالجماعة، فإن أطروحاته لا تمثل قيادتها أو قواعدها. حلفهم مع علي عبد الله صالح كان عاملًا مساعدًا ومشجعًا على الإستمرار في التقدم عسكريًا باختلاق أعداء جدد، والإنقلاب على أطروحات وأهداف ممثليهم في مؤتمر الحوار بالاستيلاء على الدولة وبروز ملامح شمولية في خطابهم وسلوكياتهم، لأن في إنكشافهم مصلحة للرئيس صالح بتبرير الحروب الست مجتمعيًا، وليتمكن من الظهور لاحقًا بمظهر المخلص والمنقذ لليمن. فعلها سابقًا مع الجماعات الوهابية المسلحة لضمان تدفق الدعم الأميركي للوحدات العسكرية التي تسيطر عليها عائلته.
بعد سيطرة الحوثيين على صنعاء في 21 سبتمبر 2014، لم يعلنوا عبد الملك الحوثي إمامًا زيديًا، وإعلانهم الدستوري تضمن فقرات تشير إلى مرحلة إنتقالية وإنتخابات رئاسية دون أن يحددوا ملامح مستقبل جماعتهم سياسياً. إجراء إنتخابات رئاسية مظهر سطحي من مظاهر الديمقراطية وتمسكهم بالسلاح وعدم إظهار أي بوادر لإمكانية تحولهم إلى حزب سياسي يقترح إحتمالين :
- أنهم يريدون إستنساخ حزب الله في لبنان عندما يقولون أن سلاحهم موجه "ضد الذين يتلقون دعمًا من جهات خارجية"، وهي حجة تتشابه مع ذريعة "سلاح المقاومة" الذي يستخدمه الحزب اللبناني للتمسك بسلاحه. الفرق أن حزب التجمع اليمني للإصلاح أو أي كان ذلك الذي يشيرون إليه، ليس دولة أخرى ومعالجة إشكاليات الزبائنية والارتزاق عند القوى السياسية كيانات كانت أو أفراد، يتحقق باجراءات قانونية وسياسية ومؤسسية جماعة الحوثيين ليست الطرف المخول أو القادر على تطبيقها، ولم يقدموا أي أسباب تجعل منهم إستثناءً.
- الإحتمال الثاني هو عزمهم اقتباس الكثير من نظام الحكم في إيران، حيث توجد إنتخابات رئاسية وبرلمانية مع وجود مرشد أو قائد أعلى ينتخبه أو يختاره أعضاء مجلس أو هيئة عليا من نوع ما، وكان الحوثيون قد أعلنوا عن "مجلس حكماء" في 31 أكتوبر 2014 وهو ما يظهر أنه إستنساخ لمجلس خبراء القيادة في طهران، وما يسمونه باللجان الثورية هي اللبنة الأولى لما يريدونه حرسًا ثوريًا، كما تقترح سلوكياتهم ولكن مامن شيء مؤكد فعكس منظمات أخرى تستعرض خصائص معينة تسمح لها بالاستمرار بوجود غرض يتجاوز الأسباب الأولية التي أدت لظهورها، جماعة الحوثيين تجيد الحديث عما تعارضه ولا تفصح عما تسعى لتحقيقه.[468]

صعود الحوثيين لن يشكل دفعة نحو التحول الديمقراطي ولكن هذا لا يعني أنهم العقبة الوحيدة. مفهوم "ولاية الأمر" الذي تحدث عنه حسين بدر الدين الحوثي مفهوم عام ويتداول في الأوساط الإسلامية كافة باختلاف مراجعها الفقهية والمذهبية، واعتراضه على الديمقراطية لإنها قد تؤدي لصعود مواطن غير مسلم لسدة الحكم، موقف يشاركه فيه الطرف الآخر، فهذه ليست مبادئ وأفكار خاصة بجماعة الحوثيين. خطابات حسين بدر الدين الحوثي تندرج ضمن المعلمات الخطابية العادية لخطب الجمعة في اليمن والمنطقة بشكل عام.
حزب التجمع اليمني للإصلاح يعلن الديمقراطية هدفًا من أهدافه بمعنى إختيار الشعب لحكامه فقط وربط المفهوم بطريقة ما باصطلاحات "البيعة" و"الشورى"، يبقى الإسلام ومفهوم "الحاكمية لله" مرجعية ثابتة بدلالة إصرارهم على إعتبار الإسلام دينًا للدولة، والشريعة الإسلامية المصدر الرئيسي للتشريع أو مصدر جميع التشريعات، وتشديدهم على إدراج شرط التدين الإسلامي ضمن شروط الترشح لرئاسة الجمهورية، ويعتبرون أي دعوة لعلمانية الدولة ومؤسساتها "مؤامرة خارجية تستهدف الهوية الإسلامية لليمن". ويؤمنون بوجود "دار إسلام ودار كفر". في مرحلة ما من تقدم الحوثيين، إنتقل حزب التجمع اليمني للإصلاح من ثنائية "أهل السنة" مقابل "الشيعة" إلى وسيلة تعبئة أخرى يتجاوز بها قاعدته الحزبية وهي إختلاق ثنائية "القحطانية" مقابل "الهاشمية"، وذلك لأن المذهب الزيدي يشترط الهاشمية لتولي الإمامة. لم تؤخذ على محمل الجد لأن حزب التجمع اليمني للإصلاح يعلن في برنامجه السياسي أنه لا يؤمن بالدولة القومية ويعتبرها تحديًا ينبغي العمل على تجاوزه، والبديل للدولة القومية هو الخلافة، وهذه كالإمامة الزيدية التي يصفها الإصلاح بالـ"عنصرية"، تشترط أن يكون الإمام قرشياً.
مدارس الحزب الدينية تعلم طلابها أن الديمقراطية نوعان: الأول هو حكم الشعب لنفسه وهذا حرام لإن الحاكمية لله، والثانية إختيار الشعب لحكامه وهذه جائزة لأن مقابلها مصطلح "الشورى"، مع أنه لا دلائل متوفرة في التراث الإسلامي أن شخصًا غير قرشي شارك في التشاور حول إختيار أحد من الخلفاء. فعلى الصعيد المجتمعي والثقافي، جماعة الحوثيين ليسوا العقبة الوحيدة أمام الديمقراطية، لأن الديمقراطية والعلمانية غير منفصلتان، رفض أي شيء خارج تفسيرات النصوص الدينية يجعل لله سيادة أكثر من الناس وهو مخالفة للتعريف الاصطلاحي للديمقراطية بمعنى "حكم الشعب". بين هذه الجماعات خلافات ثيولوجية ولكن من الصعب تحديد الفروقات على صعيد الممارسة السياسية، فلا تشترط السلالة الملكية ليُعتبر الحكم في بلد ما ثيوقراطيًا.
لذلك، رفض استيلاء الحوثيين على الدولة ليس متعلقًا بدرجة إيمانهم بالعملية الديمقراطية، بقدر إرتباطه بقدرتهم على الحكم. تميز "النظام" في اليمن بالسياسة المشخصنة وإنتشار السلطة عبر شبكات غير رسمية، فقوة مؤسسات الدولة اليمنية أقل بكثير مما تبدو على الورق. بسبب بساطة وتخلف النظام السياسي، لم يكن باستطاعته إحتواء أو الحد من تأثير صعود جماعات إجتماعية جديدة، لإن هذه الجماعات تحاول المشاركة السياسية دون أن تُعرف عن نفسها ضمن المنظومة السياسية القائمة. فكلما أصبحت القوى الاجتماعية أكثر تنوعًا، كان على المؤسسات السياسية أن تواكب التغيرات، فالقوى الاجتماعية في اليمن أقوى من المؤسسات السياسية. نظريًا، الإنتخابات والديمقراطية قد لا تكون حلًا في هذه الحالة بقدر العمل على بناء السلطة وإيجاد النظام أولاً.
الديمقراطية لا توجد في بلد بلا حكومة أو حكومة ضعيفة، لإنه بامكان المجتمعات أن تتمتع بالنظام والحكومة بدون حرية ولكنها لن تحصل على الحرية دون النظام، فلا بد من هندسة السلطة والمؤسسات أولًا قبل الحد منها بالديمقراطية أو أي وسيلة أخرى. المشكلة الوحيدة في فرضية الإستقرار أو "نظرية النخبة الصحيحة"، أنها قائمة على الأمل من دون ضمانات حقيقية، أن القائد السياسي سيكون لاعبًا عقلانيًا، يعمل لما فيه مصلحة البلد ويتجاوز الأصل الاجتماعي سواء كان قبليًا، مناطقيا أو دينيًا لبناء سلطة تستطيع أن تحكم، وذلك بعملية تحديث مؤسسية وسياسية للنظام. هذا ما أمله الأميركيون من شخصيات مثل علي عبد الله صالح وعلي محسن الأحمر وحميد الأحمر وأحمد صالح، أن يغلبوا مصالح اليمن القومية على مصالحهم الفئوية لبناء ديمقراطية ناجحة.
وهو ما لم يتحقق لأن علي عبد الله صالح وحميد الأحمر وعلي محسن الأحمر، وعبد ربه منصور هادي، شخصنوا السياسة ومارسوها عبر سماسرة يخلقون لهم قنوات نفوذ غير رسمية، بنوا سلطتهم الشخصية وليس سلطة الدولة. فشلوا لأنه لا يمكن لجماعة واحدة في ظل ظهور وتشكل وتنوع القوى الإجتماعية في البلاد، أن تحكم دون تطوير المؤسسات السياسية وضمان إستقلالها عن الأصل الاجتماعي الذي قام بتوليدها. تباعًا لما تقدم، لا توجد أسباب منطقية للاعتقاد أن عبد الملك الحوثي وجماعته سيستطيعون الخروج عن أصلهم الاجتماعي وتحديث مؤسسات السياسة بما يساعد على إستقرار حكمهم، حتى لو حققوا إنتصارًا عسكرياً.
الجغرافيا الوعرة والمتنوعة فرضت أنماطًا ثقافية وإجتماعية مختلفة بين اليمنيين، فسكان المرتفعات الشمالية معزولون تاريخيًا، وهو أمر مختلف في مناطق أخرى كان لها تواصل وإنفتاح نسبي على العالم. فاستئثار مجموعة أقلوية بالحكم، ومحاولة فرض تصوراتها وأخلاقيتها على البقية أمر مستحيل خصوصًا أن لا موارد كافية لبناء دولة ريعية تمكنهم من الهيمنة دون إستفزاز ردود فعل مؤثرة. الديمقراطية الليبرالية والفيدرالية والتحرير الاقتصادي أمور مهمة في اليمن ولكنها لن تتحقق بدون وجود النظام الذي تبنيه أقلية نخبوية سياسيًا، وليس ثقافيًا أو دينياً.

### العلاقة بإيران
منذ 2004، وعلي عبد الله صالح يتهم إيران بدعم وتمويل الحوثيين وبذلت العمليات المعلوماتية جهودًا كبيرة لترسيخ فكرة أن جماعة الحوثيين "مخلب إيراني في جنوب الجزيرة العربية". وزير الداخلية رشاد العليمي ردد على الأميركين عام 2006 أن الحوثيين يتلقون تدريبًا من الحرس الثوري الإيراني لـ"استعادة الإمبراطورية الفارسية" وعندما سُئل عن تنظيم القاعدة أجاب بأن خطر الحرس الثوري أكبر نظرًا لقرب صعدة من "المناطق الشيعية في السعودية وحقول النفط". غالب القمش، رئيس الأمن السياسي السابق، قال في 2007 بأن الحوثيون يعتمدون على معونات من أشخاص من البحرين وقطر وليبيا واتهم قطر بأنها تمول الحوثيين استنادًاً على "فكر شيعي إثنا عشري مشترك"، وكرر رشاد العليمي إتهاماته بأن للحوثيين علاقات مع الشيعة في السعودية وأنهم يتعاونون معهم لضرب المنشآت النفطية. مثل هذه الاتهامات تُشاهد في بيانات ومقالات حزب التجمع اليمني للإصلاح، فهناك "مد وتغلغل فارسي في جنوب جزيرة العرب" وأحدهم نسب إلى سلطان بن عبد العزيز - المسؤول الأول عن اللجنة الخاصة - قوله:
الحوثيين هم رأس حربة "المشروع الإيراني الذي يريد أن يقايض اليمن بمراكز نفوذ إيران في العراق وسورية"، والسبب في ذلك هو العقيدة الشيعية والمهدي المنتظر، وهو أمر مرفوض ليس لتداعياته على الأمن القومي اليمني، بل لأن اليمن "حديقة خلفية" للسعودية، وهي من يتحكم بالمشهد السياسي اليمني طيلة 50 عاماً. رئيس الدائرة الإعلامية لحزب التجمع اليمني للإصلاح يقول بأن "سيطرة إيران" على "حديقتها الخلفية وممراتها البحرية وخزاناتها النفطية المجاورة واقليتها الشيعية القاطنة بجوار آبار النفط وعلى التماس من حدود اليمن يمثل تهديدًا للأمن القومي السعودي والخليجي". ومن الاتهامات كذلك أن إيران إستأجرت جزيرة دهلك وتقوم بتدريب الحوثيين فيها. وإلى جانب الإتهام بالسعي لإعادة الإمامة الزيدية، يبدو أن إيران تمول الحوثيين لنشر المذهب الإثنا عشري في اليمن وفقا لعبد ربه منصور هادي. وهو إتهام وجهه علي عبد الله صالح وحزب التجمع اليمني للإصلاح، فالفكرة هي أن الحوثيين يحملون "أجندات إثنا عشرية سرية".
التدخل العسكري السعودي في اليمن هو لـ"مواجهة الفرس". وإستلام الأموال والأسلحة من السعودية، بالإضافة إلى كونه إنعكاسًا لـ"روابط الأخوة والجوار"، هو لمواجهة "المخطط الفارسي ومؤامرات إيران وأذنابها". وإيران تدعم الطائفية بل معارك الحوثيين هي "حرب إيرانية على العرب" أصلاً. ووفقا لتقارير صحفية سعودية، فإن الحوثيون شاركوا في القتال بسورية لأن بشار الأسد دعمهم في جولات الحرب التي خاضوها قبل 2010.
وهناك ممن هم خارج هذه الدوائر، جادلوا بأن الحوثيين ليسوا كحزب الله لأن الحزب اللبناني حليف لإيران بينما الحوثيون مجرد أداة. وآخرين اقترحوا بأن الحوثيين أدخلوا تقاليدًا دينية جديدة مثل عيد الغدير وعاشوراء لم تكن معروفة بين الزيدية "الذين يوافقون على الصحابة". باختصار، الحوثيون جسم مزروع في اليمن، تابع لإيران، بخلفية دينية إثنا عشرية، وحرب الحوثيون مع خصومهم هي حرب "سنية - شيعية" تسببت بها إيران، و"عربية - فارسية" لأن الـ"حقد الفارسي" هو المحرك الأساس لسياسات الجمهورية الإسلامية. قراءة أخرى :

#### التقارب العقدي
إتهامهم بالسعي لإسقاط الجمهورية وإستبدالها بإمامة زيدية يتناقض مع الإتهام بأنهم يتبنون عقيدة إثنا عشرية. فهذا اتهام وهابي في طبيعته بربط كل الشيعة بـ " مؤامرة إيرانية لإفساد المسلمين". الزيديَة لَا يَعتَرِفونَ بوجودِ إثني عَشَرَ إمَام آخرهم غَائب وبالْتَّالِي مامن سَبب لِلإيمانِ بوَلَاَيَةِ الفَقِيه، وَلَم يصدر عَن حسَّينِ بدر الدِينِ الحوثي وعبد الملَك مَا يَقتَرِح أَنهم مؤْمنِينَ بِهَذِه العَقَائد والْأَفكَار الْغَالِبة على الشِّيعَةِ الإثنا عَشرِيَة. الخلافات بين فرق الشيعة ليست كالخلافات الفقه[ ؟ ]ية بين المدارس السنية الأربع، الزيدية والإثنا عشرية والإسماعيلية كلهم شيعة ولكن الخلافات بينهم في صميم العقائد وليس في الفقه[ ؟ ]، فالمسميات ليست متعاوضة وكل منهم يشكل عقيدة دينية منفصلة وإن إلتقوا في الأصل. ربط الزيدية بالإثنا عشرية مثل ربط الكاثوليك بالأرثوذكس لأنهما من " أصل واحد ". حسين بدر الدين الحوثي تحدث عن صحابة النبي محمد عمر بن الخطاب وأبي بكر الصديق وقال فيما معناه أنهما مسؤولان عن كل الكوارث التي أصابت المسلمين حول العالم:
| استيلاء أنصار الله الحوثيين على السلطة | معاوية سيئة من سيئات عمر في اعتقادي، ما معاوية بكله إلا سيئة من سيئات عمر بن الخطاب، أبو بكر هو واحدة من سيئاته، عثمان واحدة من سيئاته، معاوية واحدة من سيئاته. كل سيئة في الأمة هذه، كل ظلم وقع على الأمة، وكل معاناة الأمة وقعت فيها المسؤول عنها أبو بكر وعمر وعثمان | استيلاء أنصار الله الحوثيين على السلطة |

هذا ما يُستند عليه غالبًا لـ"إتهام" الحوثيين بأنهم إثنا عشرية وإنسلخوا عن الزيدية. في هذه الجزئية، خالف حسين بدر الدين الحوثي مفهوم "التوقف" الغالب على الزيدية ماتعلق الأمر بهذه المسألة، ولكن لا يوجد فيه دلالة على تأثر بإيران أو إثنا عشرية لأنه إختلاف قديم في آراء فقهاء المذهب. على سبيل المثال، الإمام المنصور بالله القاسم الذي تُنسب إليه ما سمي بالدولة القاسمية التي قامت في القرن السابع عشر، لم يكن يقول أنهم "متسببون في كوارث الأمة" فحسب، بل كان يصفهم بالـ"فسق" مجادلًا بأن "حصول الالتباس في معاصيهم ينسخ إيمانهم الظاهر"، على حد تعبير الإمام المنصور. لا يوجد أحد في اليمن يشكك في زيدية الإمام المنصور القاسم أو يقترح أنه تأثر بإيران في تلك الحقبة.

يقول الحوثي في نفس المحاضرة:
| استيلاء أنصار الله الحوثيين على السلطة | فإذا كان الشيعة الإمامية كما نراهم الآن، أليسوا متميزين بموقفهم العالي من بين العرب؟ أليسوا من رفع رؤوسهم من بين العرب في إيران وجنوب لبنان؟ لأنهم مؤمنون بولاية الإمام علي، ونحن الزيدية جديرون بأن نكون أعظم قوة منهم - من الإثنا عشرية - لأن ولائنا للإمام علي ولأهل البيت أكثر إيجابية من ولائهم. | استيلاء أنصار الله الحوثيين على السلطة |

في محاضرة أخرى يشير فيها إلى الوهابية:
| استيلاء أنصار الله الحوثيين على السلطة | نحن نكره الوهابية بالفعل، ونحملهم مسؤولية ما أحدثوه من فرقة داخل البسطاء المساكين من الزيدية الذين أصبحوا ضحية لدجلهم وتضليلهم ونقول لهم أنتم إرهابيون فعلًا بهذا الاعتبار، ولكننا نعارض إعتقالكم من أمريكا تحت مسمى الإرهاب | استيلاء أنصار الله الحوثيين على السلطة |

تحدث حسين بدر الدين الحوثي في محاضراته عن الضعف الذي أصاب الزيدية ووفقا لمنطقه، فإن ما يسميه بـ"إنتصارات" حزب الله وإيران على الولايات المتحدة وإسرائيل مردها الولاء للإمام علي بن أبي طالب، وطالما أن ولاء الزيدية أفضل من ولاء الشيعة الإثنا عشرية وفقا لحسين، فيجب ألا يقلوا عنهم قوة. هناك إنبهار حوثي بحزب الله وإيران، متعلق بما يعتبرونه "إنتصارات" سياسية أو عسكرية حققها أولئك على الولايات المتحدة وإسرائيل. خطب ومحاضرات حسين بدر الدين الحوثي وإن كانت سطحية، لا يوجد فيها أي شيء يقترح أنه دعا نفسه بـ"الإمام المنتظر" أو يدعو إلى عودة الإمامة الزيدية أو التحول إلى المذهب الشيعي الإثنا عشري. مديحه لإيران وحزب الله ورموزهما تأكيد لمواقفه المعادية للولايات المتحدة، ولا يوجد فيها تأييد لأيديولوجية دينية خارج الزيدية.
الإنتماء للشيعة الإثنا عشرية ليس تهمة ولكن لم يتوفر دليل أن إيران دعمت الحوثيين لـ"نشر التشيع والطائفية في اليمن"، فتمويل منتديات "الشباب المؤمن" تم بجهود شخصية من داخل المجتمع الزيدي وحزب المؤتمر الشعبي العام. بينما التبشير الوهابي ممول من السعودية، وتبنت الحكومة اليمنية الوهابية رسميًا في المناهج الدراسية للمدارس العامة. الشخصيات الممولة سعوديًا وصفت من تسميهم بالـ"روافض" بأنهم "أشد كفرًا من اليهود والنصارى"، بمعنى أن عدم إيمانهم بالإسلام أكثر رسوخًا من اليهود والمسيحيين. وخلال المعارك مع الحوثيين، كانت المنشآت الوهابية الممولة سعوديًا عبارة عن مراكز تجنيد للقتال. وتقدم المعونات والاستشارات للراغبين بالـ"جهاد" حول العالم، باسثتناء السعودية.
من هذه المنشآت ما يسمى بالـ"معاهد العلمية" وهي تشبه المدارس الدينية في باكستان والممولة سعوديًا بدورها هي الأخرى. طبيعتها كمراكز تجنيد ميليشاوية يؤكدها القائمون عليها برغم إنكار حزب التجمع اليمني للإصلاح. وفقا لصحيفة الشرق الأوسط السعودية، أحد القائمين على تلك المؤسسات الوهابية الممولة سعوديًا قال أن قيادات تجمع الإصلاح منعتهم من توجيه ميليشيا من 40,000 مقاتل لقتال الحوثيين بصنعاء في سبتمبر 2014.
"إتهام" الحوثيين بالتشيع الإثنا عشري يهدف إلى ربطهم بالمجتمعات الشيعية في إيران والعراق ولبنان والبحرين والسعودية كما يظهر من محادثات غالب القمش ورشاد العليمي مع مسؤولين أميركيين، و"تحليلات" حزب التجمع اليمني للإصلاح، وهو المقصود بالنبوءات ذاتية التحقق. لأنه تفسير مريح يخدم مصالح ذاتية ولا يمكن عزله باعتباره صراعًا متجذرًا بقدر ما هو مشروع سعودي ممول تمويلًا جيدًا، لتقديم تفسير واحد للأحداث في المنطقة يغطون به خطوط التصدع الحقيقية. رئيس تحرير موقع العربية نت السعودي، قدم التدخل العسكري السعودي في اليمن بأنه "حماية للسنة الأبرياء".
الشيعة في العراق مثلًا، لا يعرفون شيئاً عن الزيدية والحوثيين ولكنهم يسمعون أنهم "شيعة تحاربهم السعودية". الرأي العام الإيراني ومعظم الإيرانيين لا يعرف الكثير عن اليمن، أظهر تأييده للحوثيين فقط بعد تقديم الحكومة اليمنية الصراع أنه حرب سنية شيعية. ولا يوجد دليل على علاقات بين الحوثيين والشيعة في السعودية. مامن تواصل تاريخي من أي نوع أصلًا بين الزيدية في شمال اليمن والشيعة في الإحساء والقطيف، لا تجارة ولا ثقافة ولا أي شيء يربط القبائل الزيدية بسكان القطيف والإحساء والبحرين ولكن نجاح الحوثيين قد يدفع تلك المجموعات لتبني أساليب مشابهة. ولكن عندما تقوم السعودية بتجنيس مجموعات قبلية من يافع وشبوة في نجران لتغيير ديموغرافية المنطقة، فهذه مشكلة الحكومة السعودية.
عندما يتم تقسيم الشعوب إلى سنة وشيعة وتحاول الحكومة اليمنية وحزب التجمع اليمني للإصلاح أن يُعرفون عن أنفسهم كجزء من "تحالف سني" ضد إيران لاستجلاب المساعدات والأموال، تذوب كل المميزات القومية والعقدية وبالتالي رسم صورة طهران كمدافع عن الشيعة حول العالم، وهو موقع تُرحب به الجمهورية الإسلامية. أو دوائر متشددة بداخلها لأن اليمن ليس مهمًا في حسابات طهران. إن صعد الحوثيون فهم سعداء بنسب الشرف إليهم والمبالغة فيه، وإن فشلوا فلن يخسروا في شيء لم يستثمروا فيه أصلاً.

#### طبيعة العلاقة
هناك علاقة بين الحوثيين وإيران ولكنها ليست كعلاقة حزب الله. فخلافًا لنظرية أن حزب الله "حليف" بينما الحوثيون "أداة"، إيران لا تتحكم بالحوثيين ولا توجههم. حزب الله وُجد كمنظمة على الأرض برعاية رسمية من الحكومة الإيرانية منذ بدايته عام 1982، وهي ليست الحالة مع الحوثيين. صبحي الطفيلي وهو أول أمين عام لحزب الله، قال عام 1992:
| استيلاء أنصار الله الحوثيين على السلطة | حزب الله أداة، وهو جزء من منظومة إستخباراتية إيرانية متكاملة. إيران هي عصب نشاطات حزب الله في لبنان، تمويله من إيران وبرغم أن سورية تلعب دورًا هامًا، ولكن إيران هي الداعم الأساسي والرئيسي للحزب | استيلاء أنصار الله الحوثيين على السلطة |

بالإضافة لحقيقة أن العلاقات بين جنوب لبنان وإيران تاريخية وتعود إلى القرن السادس عشر، عندما قام إسماعيل شاه الأول باستقدام رجال دين من جبل عامل لتشكيل هيئة دينية للدولة. اليمن وزيديتها لا يحملون تاريخًا مشابهًا مع إيران، فوصف كل أزمة في الشرق الأوسط باعتبارها أحدث جولة من الشد والجذب الإقليمي ليس تبسيطًا وخدمة لمصالح ذاتية فحسب، بل نبوءة ذاتية التحقق. بمعنى أن الملاحظ بشأن الاتهامات لإيران بدعم الحوثيين منذ عام 2004، أن الأمن القومي اليمني غائب عن المحادثات، وأغلب التركيز يتجه إلى أمن السعودية والحديث هنا عن المسؤولين و"المحللين" اليمنيين. ولهذا علاقة بطبيعة الطبقة السياسية التي تشكلت بعد الانقلاب على عبد الله السلال في 5 نوفمبر 1967.
السبب الرئيسي الذي دفع السعودية للإعتراف بالجمهورية العربية اليمنية كان صعود الإشتراكيين في اليمن الجنوبي، فكان اليمن الشمالي دويلة حاجزة أمام الجنوب. لم يتم الاعتراف بالجمهورية إلا بعد تأكد السعودية أن الجمهوريين سيتصالحون مع القبائل ويتخلون عن أفكارهم بتوسيع سلطتهم على البلاد وتحديثها. لأن قوة الجمهورية يعني إستقلالها وتبنيها لسياسة خارجية مستقلة. عقب إنهيار الإتحاد السوفييتي، اختفت أو تراجعت منطقية أسباب تمويل "الدولة الحاجزة"، فأعادوا تعريف أنفسهم ودورهم من "مقاومين للشيوعية" إلى "مقاومة التمدد الشيعي".
مابين 2004 و2010، تم تجاهل إتهامات الحكومة اليمنية لأنها كانت تهدف إلى عولمة أو أقلمة نزاع محلي أصلًا، الحديث عن دعم إيراني للحوثيين حينها كان يهدف إلى جلب المساعدات والأموال من السعودية، وثيقة ويكيليكس تعلق عام 2007 بأن اتهامات فريق علي عبد الله صالح بتدخل إيراني في صراع الحوثيين كانت قائمة على مجرد المقارنة بحالات أخرى في المنطقة، ولم يصدر أي تعليق من إيران سواء رسمي أو غير رسمي إلا خلال الحرب السادسة عام 2009، لم يبد الإيرانيين أي اهتمام بالصراع الدائر في صعدة إلا بعد تدخل السعودية رسميًا عام 2009.
الإيرانيون منذ منتصف التسعينات وهم يراقبون التوتر والاضطراب في العلاقات اليمنية السعودية، سلوكهم لم يتجاوز الاستفزاز والسخرية وهو ما رد عليه السعوديون عام 1995 بالقول أن دعمهم للانفصاليين عام 1994 كان "سوء تفاهم بسيط بين المملكة وشقيقتها الجمهورية اليمنية" واتهموا إيران بالـ"اصطياد في الماء العكر". السعودية لديها أسبابها للمبالغة في الدور الإيراني، ففي عام 2009 مثلًا، غطى الإعلام السعودي المعارك بطريقة تتجاوز حجم الإنجازات الفعلية. ويمكن قراءة ادعاء السعودية "الإنتصار" على حليف إيران في اليمن عام 2009 بأنه محاولة لإقناع الجماهير الإقليمية أن الرياض قادرة على تحقيق "النصر" على طهران في الصراع الاقليمي على النفوذ.

## المعارك مع تنظيم القاعدة
تنظيم القاعدة قاتل إلى جانب ميليشيات حزب التجمع اليمني للإصلاح منذ ماقبل 2012 بمساهمة فاعلة من علي محسن الأحمر، قيادات في تنظيم القاعدة مثل محمد أحمد المنصور اعترفت أن الحكومة اليمنية خلال حقبة علي عبد الله صالح تواصلت مع التنظيم لقتال الحوثيين مقابل "تخفيف حدة الملاحقة". وكان مجلس أمن الأمم المتحدة قد ناقش هذه المسألة في 13 أكتوبر 2014.
النائب الإصلاحي "محمد الحزمي" وهو من الفصيل الوهابي داخل الحزب، دعا من سماهم بـ"أهل السنة" لحماية أنفسهم قبل أن يتحولوا لـ"سنة العراق الذين فعل بهم الروافض الأفاعيل". وقد نشر تنظيم القاعدة في جزيرة العرب بيانا مماثلا مستعملا نفس الصيغ والعبارات عام 2010 قبل تقدم الحوثيين خارج صعدة. وسبق لنفس النائب الإصلاحي أن كتب مقالة في صحيفة "أخبار اليوم" التي يملكها علي محسن الأحمر تحدث فيه عما وصفه بالـ"خيار الصعب" وهو "دعوشة اليمن" ويقصد بـ"دعوشة" تنظيم داعش وذلك لمواجهة الحوثيين. وحذر رئيس دائرة التخطيط السابق في حزب التجمع اليمني للإصلاح "حارث الشوكاني" من سماهم بالـ"إماميين" ويقصد الحوثيين محددًا جزءا منهم تحديدًا من المساس بقيادات حزبه، قائلًا أن هناك فرق إغتيالات تابعة لحزبه مستعدة للإنقضاض على رؤوسهم.
وخرج تنظيم القاعدة - أو أشخاص يحملون الأعلام السوداء - في مسيرات علنية برداع في محافظة البيضاء حاملا صور قتلاه الذين سقطوا في مواجهات الحوثيين مع حزب التجمع اليمني للإصلاح في محافظة الجوف. كان علي محسن الأحمر بعد هروبه إلى السعودية في 21 سبتمبر 2014 قد أصدر بيانًا يتوعد فيه الحوثيين بأن "الأيام حبلى بالمفاجآت". واخترق إصلاحيون الموقع الرسمي لأنصار الله انتقامًا لاقتحام قناة سهيل واضعين عبارة "كلنا سهيل" في البداية، سرعان ما أزالوها ونشروا كشفًا بأسماء لمن قالوا أنهم مؤيدي أنصار الله في صنعاء ونسبوا "الصيد الثمين" لتنظيم القاعدة.
رئيس الحزب محمد بن عبد الله اليدومي أشار على اليمنيين بالـ"ترحيب بداعش". وهو مافسره معارضوا الحزب بأوجه مختلفة أبرزها أن اليدومي يدعم الإرهاب، وهو ليس دقيقًا، العقيد اليدومي لم يهدد بداعش بقدر ما وجه رسائل للداخل والخارج أن البديل للإسلام السياسي هو تنظيم القاعدة، وإن هناك قابلية كبيرة لقواعد حزبه للانضمام لتنظيم القاعدة لو استمر استهدافهم. فهو لم يهدد ولم يشيد بهذه التنظيمات وإن كان قد قدم تفسيرًا مريحًا لارتباط جهات داخل الحزب الذي يقوده بتنظيم القاعدة.
ما قاله اليدومي فيه جانب من الصواب، فحزب التجمع اليمني للإصلاح ظهر في بدايته كميليشيا وهابية عام 1979، واشتركت قياداته ومدارسه الممولة سعوديًا في تجنيد اليمنيين لأغراض ميليشياوية داخل وخارج اليمن، حزب التجمع اليمني للإصلاح مدرج تحت تصنيف (2A) في هيئة أولويات الإستخبارات الوطنية كمنظمة داعمة للإرهاب، المنظمات المدرجة تحت هذا التصنيف لديها النوايا والقدرة لتقديم الدعم المالي لمنظمات إرهابية ولكن يُنظر إليهم بأنهم مصدر تهديد أقل من أولئك المدرجين تحت تصنيف (1B). الجذر الآيدولوجي لحزب الاصلاح يلتقي مع التنظيمات الجهادية ولم يمر الحزب بما يمكن تسميته بفترة مراجعة وتجديد في أدبياته.

### الاشتباكات في رداع
تقدم الحوثيون ناحية محافظة البيضاء في 30 سبتمبر 2014. إلى منتصف أكتوبر، كان الحوثيون يعملون على تأمين الجبهات المطلة على المناسح عن طريق عقد التحالفات. في 16 أكتوبر، أعلنوا سيطرتهم على جبل اسبيل المطل على المناسح وجبل حرية في 22 أكتوبر وقُتل نصر الحطام في ذلك اليوم إلى جانب عدد غير مؤكد من القتلى فلم تتوقر مصادر طبية يمكن الاعتماد عليها. ونصر الحطام كان إرهابيا مطلوبًا للأجهزة الأمنية. تقدم الحوثيون من عدة جبهات لتطويق المناسح برداع وكانت تدعمهم أعداد كبيرة من عنس من محافظة ذمار. سيطر الحوثيون على رداع في 24 أكتوبر وبدأوا بقصف المناسح بالأسلحة المتوسطة في ذات الليلة. وفقا لمواقع حزب التجمع اليمني للإصلاح، فإن "رجال القبائل" قتلوا ثمانين من الحوثيين بمن فيهم ماجد الذهب وأسروا العشرات منهم وتمكنوا من اسقاط طائرة عسكرية في 25 أكتوبر.
في 26 أكتوبر، تقدم الحوثيون في المناسح وأخذوا بتمشيط المنطقة تحسبا لعبوات ناسفة. وقاموا بتفجير منزل عبد الرؤوف الذهب وفر عناصر القاعدة إلى منطقة اسمها "يكلا" بقرب مأرب[ ؟ ]. وفقا لتنظيم القاعدة وحزب التجمع اليمني للإصلاح، فان الانسحاب بعد يوم واحد من "مقتل ثمانين حوثيا وأسر العشرات منهم" كان بسبب سقوط قتلى من النساء والأطفال. جمع بعدها تجمع الإصلاح والقاعدة بعدد كبير من عناصره في محافظة مأرب استعدادًا لمعركة مع الحوثيين.

### الاشتباكات في إب
دارت اشتباكات قصيرة في 25 سبتمبر 2014 بين أنصار الله وتنظيم القاعدة بمديرية السدة في محافظة إب خلال حضور شخصيات من الطرفين لجنازة شخصية تدعى محمد جار الله السفياني دون وقوع ضحايا. وتقدموا إلى محافظة إب وكانت مديرية الرضمة قد شهدت إشتباكات متقطعة بينهم وبين عنصر من حزب المؤتمر الشعبي العام يدعى "عبد الواحد الدعام" منذ فترة، وبرغم أن الدعام ينتمي لحزب المؤتمر الشعبي العام ولكنه اعتمد على عناصر حزب التجمع اليمني للإصلاح الذين "بايعوه" لقتال "الحوثيين الروافض حتى النصر أو الشهادة".
تواردت أنباء عن سقوط عدد غير مؤكد من القتلى والجرحى في مواجهات بين حوثيين وإصلاحيين في مدينة إب في 17 أكتوبر 2014، ثمانية قتلى و15 جريحًا وفقا لمصدر طبي غير مُعَرَّف في مصدر الخبر. انتقلت المعارك إلى مديرية يريم في 18 أكتوبر. وفقا لقناة العربية السعودية، سقط في 18 أكتوبر أربعين قتيلًا، 33 منهم كانوا من الحوثيين والبقية من "رجال القبائل" أي مسلحي حزب التجمع اليمني للإصلاح، وتحدثت عن وقوع أسرى خلال المواجهات. أنصار الله سيطروا على مقر حزب التجمع اليمني للإصلاح في مديرية يريم في 18 أكتوبر وفجروا منزلين لرئيس الحزب في المديرية وهو علي مسعد بدير ووفقا لمدير أمن المديرية العقيد فهد مجلي، سقط 16 قتيلًا من الطرفين خلال المواجهات. أرسل أنصار الله بتعزيزات إلى مديرية الرضمة وقُتل نجل عبد الواحد الدعام في المعارك في 28 أكتوبر 2014. في 30 أكتوبر، هُزمت ميليشيات الدعام وفجر أنصار الله منزله في المديرية. وهرب الدعام إلى السعودية. ولم يكن الوحيد، قيادات ميليشاوية مرتبطة بتجمع الاصلاح من محافظات أخرى هربت إلى السعودية كذلك مثل "الحسن أبكر" قائد الميليشيات الاصلاحية في محافظة الجوف.
في 2 نوفمبر، سيطروا على مقر حزب التجمع اليمني للإصلاح في مدينة إب بعد تلغيم بوابته الحديدية وتفجيرها، ولم يفجروا المبنى لإنه مُستأْجر من حزب التجمع اليمني للإصلاح وليس ملكًا للحزب. وتعرض قيادي يدعى عبد الواحد المروعي لعملية إغتيال عقب خروجه من الاستاد الرياضي حيث احتجز الحوثيون أعضاء من حزب التجمع اليمني للإصلاح لفترة، ولكنه نجا منها. كان تنظيم القاعدة قد هاجم بنك التسليف الزراعي وفرع البريد في 15 أكتوبر ونهب 30 مليون ريال يمني (14,000 دولار تقريبا) من مكتب البريد. في 9 نوفمبر، سلم عبد الله البعني نفسه والمعسكر الذي كان تحت إمرته، وهو مطلوب أمنيًا على خلفية هذه السرقات وغيرها وقائد ماسمي بـ"لجان أهل السنة" وكان حليفًا لتنظيم القاعدة.
في 11 نوفمبر 2014، أفرج الحوثيون عن ثمانية عشر مسلحًا إصلاحيًا كانوا محتجزين لديهم في إب دون توضيح أسباب الإفراج. في 13 نوفمبر، تعرض عبد الواحد المروعي لعملية إغتيال ثانية من قبل "مسلحين مجهولين" هاجموا مكتب الجماعة في إب ولكنه لم يصب بأذى وفر المسلحون. في 17 نوفمبر، شكل أنصارا الله "لجانا رقابية" في إب وفق ماصدر عن وكيل المحافظة علي الزنم الذي أشاد بهذه اللجان وأرادها أن تعمل وفق الأنظمة لضمان فعاليتها. وتعرض منزله لاطلاق نار من "مسلحين مجهولين". في 27 نوفمبر 2014، سقط 3 جرحى في هجوم لـ"مسلحين مجهولين" على نقطة تفتيش بين مديرتي السياني وذي السفال بمحافظة إب. في 29 نوفمبر، ألقى "مسلح مجهول" قنبلة على مقر حزب التجمع اليمني للإصلاح الذي سيطر عليه الحوثيون، ولم ترد أخبار عن إصابات. في 1 ديسمبر 2014، أُصيب القيادي في أنصار الله عبد الواحد الراعي بإصابات خطيرة بعد أن أطلق "مسلحون مجهولون" النار من على متن دراجة نارية ولاذوا بالفرار. اقتحم الحوثيون بعدها مايسمى بـ"جامعة" القلم، وهي مؤسسة وهابية واعتقلوا عددًا من طاقمها إلى جانب مؤسسات وهابية أخرى.

### الاشتباكات في الحديدة
في منتصف أكتوبر 2014، تقدم الحوثيون إلى مدينة الحديدة الساحلية وسيطروا على مقرات الفرقة الأولى مدرع وقصور ومتاجر علي محسن الأحمر وغالب القمش، الرئيس السابق لجهاز الأمن السياسي والمقرب من عائلة الأحمر، دون وقوع إشتباكات تُذكر. في 1 نوفمبر، شن تنظيم القاعدة هجومًا هو الثاني على مديرية أمن جبل راس قُتل على إثرها 11 جنديا من الأمن الخاص وثمانية من الأمن العام. في 3 نوفمبر، شن الحوثيون الله وقوات الأمن الخاصة هجوما استعادوا فيه السيطرة على المديرية.
في 18 ديسمبر 2014، هوجم مدخل قصر علي محسن الأحمر في الحديدة الذي اتخذه مسلحوا الحوثيون مقرا بسيارة مفخخة، قُتل أربعة إرهابيين ومسلح من الحوثيين وفقا لوكالة الأنباء الحكومية، مصادر أخرى تحدثت عن مقتل ثلاثة من أنصار الله وجرح 15 آخرين. منهم العقيد عبد الحميد المؤيد نائب مدير أمن المحافظة الذي تعرض لاصابات طفيفة.

### الاشتباكات في أرحب
في 12 ديسمبر 2014، تجددت الاشتباكات في منطقة أرحب[ ؟ ] شمالي صنعاء، لا تُعرف أسباب تجدد الاشتباكات بعد هدنة وقعها الطرفان في شهر فبراير 2014 تخللها اشتباكات قصيرة في يوليو. في 10 ديسمبر، تبادل شيخ قبلي يدعى "محمد نوفل" ومرافقيه الاشتباكات مع نقطة تفتيش تابعة للحوثيين سألته إبراز هويته، نُقل خمسة مسلحين من الطرفين لمستشفى جامعة العلوم والتكنولوجيا بصنعاء على إثرها. يقول حزب التجمع اليمني للإصلاح أن الحوثيين استحدثوا نقطة قرب معسكر الصمع الذي كان تابعًا للحرس الجمهوري. في 12 ديسمبر، قالت وسائل إعلام إصلاحية أن "رجال القبائل" أحرقوا طقمين (نصف نقل) لمسلحي الحوثيين، ولم يسقط أي قتيل في صفوفهم بينما سقط "العشرات من الحوثيين"، وفقًا للإصلاح.
بعد ذلك بيوم في 13 ديسمبر وفقا لقناة العربية السعودية، اتخذ "رجال القبائل" ماوصفته بالقرار المفاجئ وهو عدم "القيام بمهام الدولة بمقاتلة الحوثيين المسنودين بقوات الحرس الجمهوري الموالي للرئيس السابق علي عبد الله صالح". فجر الحوثيون منازل منصور الحنق، قائد ميليشيات حزب التجمع اليمني للإصلاح، وعبد المجيد الزنداني بالإضافة إلى مدارس وهابية مُولت سعوديًا وتتبع تجمع الإصلاح، وأعلنوا القبض على خلية إرهابية والكشف عن معامل متفجرات ونشروا مقاطع مرئية على قناة المسيرة لاعترافات هذه الخلية، قد تكون الاعترافات صحيحة وقد لا تكون فلا تُعرف ظروف إنتزاع هذه الاعترافات منهم ومنهجية التصوير والاعترافات تحت ظروف وملابسات غير معروفة، مارسها علي عبد الله صالح والإعلام الحكومي خلال الحروب الست على صعدة.
قال فارس الحباري، قائد الحوثيين في أرحب[ ؟ ]، أن معظم الإصلاحيين هربوا "واللي حدث لهم هي ذنوبهم". مسلحي حزب التجمع اليمني للإصلاح نشروا بيانًا "صادر عن قبيلة أرحب" ينفي وجود تنظيم القاعدة بينهم وأن اشتباكهم مع الحوثيين هو "نتيجة موقفهم المساند لثورة الشعب السلمية"، العبارة الأخيرة تُظهر أنهم إصلاحيون ويشيرون لمعاركهم مع قوات الحرس الجمهوري عام 2011، ولكن تنظيم القاعدة خالف بيان "رجال القبائل" ونشر بيانًا يقول فيه أن خمسة من عناصره قُتلوا في الاشتباكات منهم علي الحنق، ابن شقيق القيادي الإصلاحي منصور الحنق، وابن إرهابي يدعى محمد الحنق قُتل عام 2012 في أبين.

## مواقف من الحرب على تنظيم القاعدة
أنصار الله ليسوا خيارًا مثاليًا على الإطلاق لقتال القاعدة لأسباب عديدة منها طبيعة الجسم الحوثي وغموض أهدافه، ولكن الحكومة اليمنية منذ عام 2012 بل منذ 2001، لم تقم بشيئ يُذكر بخصوص التنظيم. سكان رداع يتهمون صنعاء بعقد صفقات مع التنظيم عوضا عن محاولة هزيمته. وهو بالفعل ماقامت به حكومة باسندوة، تماشيا مع موقف حزب التجمع اليمني للإصلاح الداعي للحوار مع تنظيم القاعدة في جزيرة العرب.

### المؤتمر الشعبي العام
حزب المؤتمر الشعبي العام أيد الحرب رسميا ولكن سكرتير علي عبد الله صالح أحمد الصوفي وصفها بالعبثية وجزء من إستراتيجية أميركية لـ"افراغ الجيش من تطلعاته في حماية السيادة والحدود". بالنسبة لموقف حزب المؤتمر الشعبي العام من "افراغ الجيش من تطلعاته في حماية السيادة والحدود"، لم يوجد في اليمن حرس للحدود أصلًا خلال فترة حكم علي عبد الله صالح. ولم يخض الجيش اليمني منذ تأسيسه أي معركة مع عدو خارجي فكل معاركه كانت ضد خصوم محليين للسلطة السياسية، محمد بن ناجي الشايف وهو شيخ قبلي من حزب المؤتمر الشعبي العام قال في لقاء تلفزيوني أن السعودية تدفع له ولأمثاله المرتبات مقابل "المساعدة في حماية الحدود". ومن كان يسمى مجازًا بقائد حرس الحدود هو شيخ قبلي من حزب التجمع اليمني للإصلاح يدعى أمين العكيمي، كان لاجئاً في السعودية إلى العام 2009 بسبب حرب قبلية في محافظة الجوف. حزب المؤتمر الشعبي العام ليس حزبا آيديولوجيًا ولا يمكن إتهامه بالتعاطف مع تنظيم القاعدة وغيره من الميليشيات الوهابية المسلحة، فجزء من موقفه مرده الرغبة بافشال عبد ربه منصور هادي، وعلي عبد الله صالح لديه تاريخ طويل في استثمار المخاوف الأميركية لتقوية مركزه سياسيًا، فوجود التنظيم كان مفيدًا لصالح في هذه الناحية.

### حزب الاصلاح
في عام 2014 عندما شن الجيش اليمني - القيادات الموالية لعبد ربه منصور هادي - حملة جديدة على التنظيم، كان موقف علي محسن الأحمر وصحف وشخصيات مرتبطة بحزب التجمع اليمني للإصلاح واضحا في رفض العمليات. وهي دعوات لقيت ترحيبا من تنظيم القاعدة الذي وصف قيادات حزب التجمع اليمني للإصلاح بالـ"علماء الأفاضل".
أما حزب التجمع اليمني للإصلاح فهو يريد استنساخ برنامج الـ"مناصحة" السعودي مع الارهابيين وقد تبنته الحكومة اليمنية في عهد علي عبد الله صالح عام 2002 وفشل فشلًا ذريعا. في اليمن، وبما أنها دولة ذات أغلبية مسلمة وتضمن شريعة المسلمين في دستورها وقوانينها الجمهورية، تريد الدولة أن تحتكر تمثيل الإسلام بناء على الافتراض أن هولاء الارهابيين لا يفهمون الإسلام "فهما صحيحا" ومن ثم تقديم نسختها الخاصة لذلك المعتقد باعتباره "الفهم الصحيح"، ولكنه لم ينجح في بلد مثل اليمن لأسباب عديدة منها:
- وجود الإرهابيين في اليمن هو نتيجة تاريخ طويل ومعقد بدأ عام 1979 بايجاد السعودية وعلي عبد الله صالح وعلي محسن الأحمر ميليشيا "الجبهة الإسلامية" الوهابية[ ؟ ] التي خرج حزب التجمع اليمني للإصلاح من عبائتها، لمواجهة الجبهة الوطنية الديمقراطية وتغيير الهوية الدينية للمناطق الحدودية، التي لم تُعَّرف مع السعودية حتى العام 2000، عن طريق "الدعوة السلفية" بهدف خلق مجتمع موال للسعوديين عقديًا وسياسيًا ونجحت في ذلك جزئياً.
- اندلاع الحرب السوفيتية في أفغانستان، وتطوع الحكومة اليمنية لإرسال المواطنين اليمنيين للقتال هناك.

بعد تنحي علي عبد الله صالح عام 2012 وإقالة عبد ربه منصور هادي لأبنائه وأقاربه من مناصبهم العسكرية، تعزز نفوذ علي محسن الأحمر ومالت كفته بصورة خطيرة. أعقب ذلك عمليات تجنيد واسعة لكوادر إصلاحية ومتعاطفين مع التنظيمات الارهابية في الأجهزة الأمنية والعسكرية، وكان تعيين وزير الداخلية الإصلاحي عبد القادر قحطان لجمال النهدي نائبا لمدير أمن حضرموت، أحد المتهمين الرئيسيين بحادثة تفجير فندقي عدن والشيراتون عام 1992 أملًا في استهداف عناصر من المارينز، أكثر الأمثلة رمزية ودلالة على نوعية المجندين فور تغليب كفة علي محسن الأحمر في لعبة مراكز القوى. اعتراض علي محسن الأحمر على الحرب ضد القاعدة ومن ثم حزب التجمع اليمني للإصلاح كتحصيل حاصل نابع من عاملين :
- هذه الحركات المتطرفة خرجت من حزب التجمع اليمني للإصلاح وارتبط اعضائها بالحزب بشكل مباشر أو غير مباشر والتقوا على أعداء مشتركين في أكثر من مناسبة، وعلاقة علي محسن الأحمر بجماعات متطرفة قديمة وتعود إلى الثمانينات بل هو شخصيًا كان المسؤول عن إستقبال الأفغان العرب في اليمن وكل من لم يعد مرحبًا به في بلده الأصلي بعد انتهاء الحرب السوفيتية في أفغانستان.[633][634][635] في عام 1993، لاحظت وزارة الخارجية الأميركية أن اليمن أصبح مقصدًا للارهابيين الذين غادروا أفغانستان، فالحكومة اليمنية لم تشجع مواطنيها فقط للعودة.[636] في جلسة استماع أمام اللجنة الفرعية لمكافحة الإرهاب في مجلس النواب الأمريكي بتاريخ 11 أبريل 2014، نوقش في الجلسة علاقة علي محسن الأحمر بالتنظيمات الارهابية وعقدة المشهد اليمني المتمثلة في حقيقة أن الخصوم عام 2011 كانوا أسوأ من بعضهم ماتعلق الأمر بالحرب على تنظيم القاعدة، فالأحمر تربطه علاقات مشبوهة بتلك الجماعات الارهابية وعلي عبد الله صالح اعتمد على تحالفه مع أشخاص كعلي محسن الأحمر للبقاء في السلطة، فهو لم يكن حليفًا حقيقيًا ضد شخصيات كهذه.[637]
- التنافس بين علي محسن الأحمر وعبد ربه منصور هادي بهدف السيطرة على الجيش بعد إضعاف قبضة علي عبد الله صالح في عام 2012. كما عين علي محسن الأحمر مقربين منه، أحاط عبد ربه منصور هادي نفسه بعسكريين موالين له شخصيًا كذلك هم من قاد الحملات ضد التنظيم. لم تحقق عملية هيكلة الجيش اليمني أهدافها المرجوة بازالة مركزي القوى المتمثل بالحرس الجمهوري والفرقة الأولى مدرع وتوحيد الجيش بقدر ماخلقت مراكز نفوذ جديدة، هو ما أضاف عاملًا إنقساميًا جديدًا في الجيش اليمني.

هذه المفارقات في التاريخ اليمني المعاصر شكلت بداية تغلغل هولاء المتطرفين في أجهزة الدولة المختلفة بما فيها الأمنية. هذا النفوذ انحسر عام 2014 ولكن ليس نتيجة جهد مؤسسي وطني، بل بسبب أنصار الله الذين ضربوا علي محسن الأحمر الراعي الرئيس لهذه القوى. بعد أحداث 11 سبتمبر 2001، ترأس حمود الهتار "لجنة المناصحة" بغية "إعادة تأهيل" هولاء من خلال إقناعهم أن الخروج على الحاكم (علي عبد الله صالح) مخالف للإسلام، وأن اليمن في الحقيقة دولة إسلامية بدلالة مواد الدستور، وأن قتل الأجانب الغير مسلمين ليس من الإسلام في شي. أُطلق سراح 364 معتقلًا وزعمت الحكومة اليمنية أن معظمهم أصبح متطرفًا خارج اليمن، في السعودية وباكستان وأفغانستان. (طالع مصادر تمويل حزب التجمع اليمني للإصلاح وعلاقة الاصلاح بالجماعات الارهابية)

### فاعلية مشروع الاصلاح
فشل البرنامج ولم يحقق أهدافه. فان كان مقياس نجاحه هو تغيير نظرة الارهابي إلى العالم، فلم يحقق البرنامج هذا الهدف. وذلك لإن كل جلسات الحوار التي قادها حمود الهتار كانت تركز على إثبات شرعية علي عبد الله صالح وأخذ التعهدات من الارهابيين بعدم القيام بأي أعمال عنف داخل اليمن، وبالإضافة إلى فشل الحكومة في مراقبة وتقديم الدعم اللازم لهولاء بعد الافراج عنهم ليصبحوا أعضاءً منتجين في مجتمعاتهم. ادعت الحكومة أن هولاء المفرج عنهم لم يعودوا لأعمال العنف وأعلنت نجاح البرنامج، ذلك لإن كثير من هولاء الـ364 المفرج عنهم قُتل في العراق لإن حمود الهتار أخبرهم أن الـ"جهاد" في ذلك البلد مشروع بخلاف اليمن.
تم اختيار حمود الهتار لإنه الوحيد الذي قبل بهذه المهمة، فالآخرين رفضوا خوفًا من أن يُنظر إليهم باعتبارهم "أدوات للنظام"، وهذا عائق آخر للوصول للنتائج المرجوة من هذه البرامج فالحكومة اليمنية لا تشرف ولا تراقب المساجد والمؤسسات الدينية ولا تتمتع بأي نفوذ عليها. لم يُوضح بالتفاصيل ماهي الخطوات المتبعة لإعادة تأهيل الارهابيين ولم توفر الحكومة اليمنية المعطيات اللازمة لتحليل وتقييم البرنامج ولم تكن مستعدة لتسهيل الأبحاث بخصوصه أو في كيفية عمل السجون اليمنية. وتقدمت الحكومة عام 2009 بعدة طلبات للولايات المتحدة لاعادة معتقلي غوانتاموا وقالت أنها ستعيد العمل ببرنامج "إعادة التأهيل"، وهو ما رُفض بطبيعة الحال لعدة أسباب: ضعف الدولة اليمنية، سجونها "المخرومة" سيئة السمعة، لم تُحدد المناهج الدراسية في مركز "إعادة التأهيل"، ولا هوية وخلفيات العاملين والمعلمين فيه، لوضع منهجية لقياس مدى نجاح الخطة المقترحة.
فكرة الدبلوماسية مع تنظيم القاعدة ليست جديدة وتريد إيصال الرسالة أن القوة العسكرية وحدها لا تجدي في القضاء على التنظيم، والحرب في نهاية اليوم هي حرب آيدولوجيات. تنجح الدبلوماسية عندما يكون هدف مروجيها إعادة تأهيل هولاء المتطرفين فعلًا وليس التصالح معهم بغية استخدامهم في مواجهة عدو آخر تراه السلطة أكثر خطرًا، فهذا ماقامت به الحكومة في برنامجها الذي استمر من 2002 وحتى 2005. أسباب وجود تنظيم القاعدة آيدولوجية أولًا وأخيرًا، يتواجد التنظيم في مأرب[ ؟ ] والبيضاء[ ؟ ] وشبوة وحضرموت وبنسبة أقل في الجوف[ ؟ ] وتواجد في صعدة كذلك، ليست مصادفة أن أماكن تواجدهم في المنطقتين المذكورتين آنفًا كان محصورًا على تجمعات قروية نائية اعتنقت الوهابية[ ؟ ] السعودية، ولكن حزب التجمع اليمني للإصلاح يقول أن هولاء الوهابية[ ؟ ] مجرد طلبة علم مسالمين.
ثانيًا، التوزيع السكاني في اليمن مشكلة بحد ذاتها، وهذه المناطق في مأرب[ ؟ ] وشبوة وحضرموت لم تعرف وجودًا للدولة ويتجنب الارهابيون الصدام المباشر مع السكان فلا يوجد مبرر للمواطنين في تلك المناطق في أبين ومأرب[ ؟ ] وحضرموت وشبوة لمقاومة التنظيم والخدمات العامة ليست موجودة، وعواقب مقاومة التنظيم أعظم من تجاهل وجوده بالنسبة لهم. قدمت الولايات المتحدة مساعدات عسكرية واقتصادية بقيمة 1,4 مليار دولار منذ 2009.

## التدخل السعودي

### التمويل
كان وزير الدفاع محمود الصبيحي قد طرد طاقم قناة العربية السعودية من تغطية فعالية تأبين ضحايا اقتحام مستشفى العرضي في 6 ديسمبر 2014. وهي واحدة من عمليات إرهابية عدة نفذها سعوديون داخل اليمن. ومدير مكتب القناة "حمود منصر" ومعظم طاقمها اليمني هرب إلى دبي، لم يصدر الوزير محمود الصبيحي تصريحًا يوضح أسباب طرد طاقم القناة السعودية ولكن من المُرجح أن السبب عائد لأسلوب تغطيتها لما يجري في اليمن، ولم يكن الوحيد فقد نشرت وكالات الأنباء الحكومية والخاصة أن تلك القناة السعودية تحديدًا مسؤولة عن إثارة الاضطراب بنشرها المتعمد للشائعات.
فور سيطرة الحوثيين على صنعاء في 21 سبتمبر 2014، ظهرت مقالات وافتتاحيات عديدة عن اليمن في الصحف والقنوات المملوكة سعوديًا والتي يسميها اليمنيين "صحفا لندنية" وهي في حقيقتها صحف وقنوات يملكها أفراد من الأسرة الحاكمة. صحيفة القدس العربي، التي تركها عبد الباري عطوان بسبب أن "المشاكل المالية التي مررنا بها تطلب منا تقديم تنازلات سياسية"، نشرت مقالًا لكاتب أردني يدعى "سليمان نمر" يقول فيه أن السعودية أخطأت بتسليم "الملف اليمني" لجمال بنعمر وهي المرة الأولى التي تسمح فيها السعوديةّٰ أن يشاركها أحد في التعامل مع "الملف اليمني". وقال أن علي عبد الله صالح أراد يقطع "الصلات القبلية والأمنية والمالية" مع السعودية ولـكنه هادنها ليبقى في الحكم، وختم مقاله بترجيح أن تقوم المملكة السعودية بتغذية حرب أهلية في اليمن.

## مزاعم إنتهاكات لحقوق الإنسان
مجال الدفاع عن حقوق الإنسان مُسيَّس مثل كل شيء في اليمن، لذلك كان العديد يتحاشون توثيق أو التركيز على مزاعم الإنتهاكات المرتكبة من قبل الحوثيين وهناك عدة أسباب لذلك :
- أن الأطراف التي كانت تروج لهذه الانتهاكات هي نفسها متورطة بارتكابها.
- أن جماعة الحوثيين كانت محاربة من الدولة والبلد لا يتمتع بإعلام حر وشفاف ولم يُسمح للصحافة والمنظمات الدولية بتوثيق الأحداث بشكل جيد.
- الخلفية السياسية لليمنيين ممن وثقوا هذه الانتهاكات - حقيقية كانت أم مختلقة - كانت دافعًا للتريث وإعادة النظر.
- أن هذه الانتهاكات تُستخدم للتوظيف السياسي والدعائي من قبل جماعات مسلحة أخرى ليست مهتمة بتحسين حالة حقوق الإنسان في اليمن بالضرورة.

في كل الأحوال، جماعة الحوثيين أصبحت سلطة أمر واقع سواء أُعترف بها أو لا وبلغت الانتهاكات مستويات لا يمكن تجاوزها، وسُيحملون المسؤولية عن أي إنتهاكات أُرتكبت وسترتكب من جانبهم وأي قصور في وصول المنظمات الدولية للحقيقة الكاملة هي مسؤوليتهم.

### إستهداف المدنيين
وفقًا لهيومن رايتس ووتش، فقد ارتكبت جماعة الحوثيين والمنطقة العسكرية السادسة (قوات علي محسن الأحمر المسماة بالفرقة الأولى مدرع سابقاً) انتهاكات لقوانين الحرب خلال المعارك شهدتها العاصمة صنعاء وقال جو ستورك، نائب المدير التنفيذي لقسم الشرق الأوسط وشمال أفريقيا في هيومن رايتس ووتش :
أفادت وزارة الصحة اليمنية بأن اليوم الرابع من القتال خلف 274 قتيلًا و470 جريحًا، لكنها لم تميز بين خسائر المدنيين والمقاتلين. اشتمل القتال على هجومين على مستشفى قريب من مقر قيادة المنطقة العسكرية السادسة (الفرقة الأولى مدرع)، وهجوم من جانب قوة مجهولة على مستشفى آخر. تتمتع المستشفيات بحماية خاصة من الاعتداء بموجب قوانين الحرب، وعلى القوات أن تتجنب الانتشار بالقرب منها. وقد قامت قوات الحوثيين بقصف أحد مباني البث التلفزيوني الحكومي، مما يعد اعتداء غير مشروع إلا إذا كانت المحطة مستخدمة لنقل اتصالات عسكرية أو لأغراض عسكرية. قامت قيادة المنطقة السادسة (الفرقة الأولى مدرع) أيضًا بتعريض المدنيين لمخاطر عن طريق إقامة مقرها ونشر قواتها في مناطق كثيفة السكان، وقد ترك القتال العديد من السكان محاصرين في منازلهم، ولم يبد أي من الجانبين الاستعداد لمساعدة المدنيين في الإخلاء إلى مكان آمن وفقًا لهيومن رايتس ووتش.
احتل الحوثيون العديد من المدارس خلال القتال، استخدمتها لأغراض عسكرية مما جعلها عرضةً للهجوم كأهداف مشروعة. ورغم أن الاحتلال العسكري للمدارس بغير تعريض الطلبة والمعلمين للخطر لا يخالف قوانين الحرب، إلا أن الاحتلال المطول يحرم الأطفال من حقهم في التعليم بموجب القانون الدولي لحقوق الإنسان. في 21 سبتمبر 2014 قام مسلحون، هم على الأرجح من مقاتلي الحوثيين، بإطلاق النار غير المشروع على مدنيين في حي مذبح بصنعاء وإصابتهم بجروح، أحدهم وهابي بلحية اشتبه الحوثيون بانتمائه لحزب التجمع اليمني للإصلاح فأطلق عليه أنصار الله رصاصة أصابت ظهر الوهابي وخرجت من خصيته ولكنه استمر بالحياة بعدها. طالبت المنظمة الحكومة اليمنية بالتحقيق في مزاعم الانتهاكات من الطرفين.

### القانون الدولي والصحفيين
قام الحوثيون باعتقال صحفيين يعملون لصالح حزب التجمع اليمني للإصلاح ومداهمة مقرات وسائل إعلامية تابعة للحزب مثل قناة سهيل المملوكة من حميد الأحمر - أعادوها بعد قرابة شهر - وصحفيين يعملون لصالح علي محسن الأحمر. ونشر صحفيون إصلاحيون أنهم يتعرضون لـ"مضايقات" من ميليشيات الحوثيين وترفق إعلاناتهم تلك بتعبير عن قلقهم على أسرهم وأطفالهم.
واعتقل الحوثيون الصحفي الإصلاحي "مجاهد السلالي" في 24 نوفمبر 2014، لم ينشر الحوثيون تعليقا يوضح الاعتقال ولكنه كان أحد محصلي "التبرعات" باسم النازحين المدنيين في محافظة البيضاء، وكان صحفي إصلاحي آخر يدعى "مأرب الورد" قد أشار إلى السلالي ووضع رقم هاتفه الشخصي لمن يريد إرسال "التبرعات" من السعودية ودول خليجية أخرى في موقع التواصل الاجتماعي تويتر. أُطلق سراحه حيًا في 2 ديسمبر دون أن يوضح الحوثيون أسباب الافراج عن شخص كهذا. وقالت صحف حزب التجمع اليمني للإصلاح أن اطلاق سراحه جاء بعد ماوصفته بالـ"استنكار الواسع" وزعمت أنه تعرض للـ"تعذيب" وهو رهن الاحتجاز.

استهداف المقرات والصحفيين والمؤسسات في أوقات القتال له أكثر من حالة وفقا لقانون الحرب، لما يلعبه الاعلام من دور مؤثر خاصة لما يلازم الحرب من ضبابية وتناقض في المعلومات. في اليمن، معظم الوسائل الإعلامية هي لسان حال للقوى السياسية وليست مستقلة ومصداقية مصادرها في نقل الأحداث محل تشكيك بشكل عام، ويبدو أن عددا كبيرا من الصحفيين اليمنيين يتلقى امتيازات من السفارة السعودية في صنعاء. ولكن قانون الصحافة والمطبوعات - رغم الاعتراضات على بعض بنوده المقيدة لحرية الصحافة - ينص البند العاشر من المادة 35 فيه على:
| استيلاء أنصار الله الحوثيين على السلطة | يلتزم الصحفي في عمله بعدم قبول أي إعانات أو هبات أو تبرعات أو مزايا خاصة بطريقة مباشرة أو غير مباشرة من أي جهة أجنبية | استيلاء أنصار الله الحوثيين على السلطة |

 شرعية استهداف هولاء من إحدى الحالات التالية وفقا للقانون الدولي وبناء على أحكام صدرت بخصوص قضايا سابقة:
1-  العمليات المعلوماتية  :
استهداف الصحفيين الذين يعملون في العمليات المعلوماتية ومؤسساتهم ليس انتهاكا لإنهم جزء من قوات مسلحة، وفقا للقانون الدولي، هذه الفئة لا تتمتع بأي حماية واستهدافها وقت الحرب لا يعد انتهاكاً. حميد الأحمر وعلي محسن الأحمر يحملان رتبًا عسكرية، إذا ماتوفر للحوثيين أدلة وشواهد قطعية أن صحفيي حزب الاصلاح ومؤسساته الاعلامية يتلقون أوامرهم ورواتبهم من هولاء وأن هذه المؤسسات الاعلامية تشكل العصب الذي يبقي داعية حرب في السلطة وبالتالي وجودها سيطيل أمد المجهود الحربي، تصبح هدفًا شرعيا. عدا ذلك استهدافها يعد اعتداءً على مدنيين حتى لو كانوا ينشرون بروباغندا مؤيده لتجمع الإصلاح.
2-  أهداف عسكرية 
يجوز إستهدافها في حالة أن لها "مساهمة فعالة في العمل العسكري" واستهدافها "سيحقق تقدما عسكريا أكيداً"، بمعنى أنها تُستخدم كأماكن لشن عمليات عسكرية. لمجرد أن وسيلة إعلامية تُستعمل لنشر البروباغندا والشائعات، لا يجعلها والعاملين فيها هدفًا عسكريًا شرعياً. استهداف صحف وقنوات حزب التجمع اليمني للإصلاح قد يحقق نصرًا معنويًا وذلك باضعاف معنويات أنصار وأعضاء الحزب وتدمير آلة البروباغندا المستعملة للتأثير على الآراء وكسب الدعم السياسي، ولكن من الصعب إثبات أن استهداف تلك المؤسسات كان له دور محوري وحاسم في التقدم عسكريًا على الأرض.
3-  الكراهية والتحريض 
صحف ومواقع حزب التجمع اليمني للإصلاح وصفت الحوثيين بالروافض والمجوس والصفويين وأنهم يمارسون زواج المتعة وعملاء مزدوجين لإيران وأميركا وإسرائيل، ومحرفين للقرآن. وجسم فارسي غريب يخوض معارك بالوكالة ضد "أهل السنة" بهدف تحويل اليمن لولاية اثنا عشرية شيعية فارس[ ؟ ]ية مجوسية. وهي ذات النثريات التي تستخدمها ميليشياته كأسباب لتحريض "القبائل" على قتال الحوثيين. الموقع الرسمي لحزب التجمع اليمني للإصلاح نفسه نشر تقريرًا يتهم فيه الحوثيين بالخروج عن الإسلام.
الاتهام بالردة في بلد مثل اليمن ليس اتهامًا عاديًا بل هو مستوجب للقتل وفق القانون اليمني والثقافة السائدة في أوساط المجتمع. في 24 يوليو 2014 وفور انتصار الحوثيين في محافظة عمران، نشر التجمع ماوصفه بانه شهادات النازحين وزعم ان الوارد في تقريره هو اقتباسات لطفلة تقول وفقا للإصلاح نت، أن مسلحين حوثيين "متعطشين للدماء بملامح شرسة يتطاير منها الشرر"، اقتحموا منزلهم وقالوا لوالدها أنهم سيفعلون ببناته مايشاؤون ثم "باشروه بطلقات عدة اخترقت صدر ابي الحنون". تضيف وفقا للاصلاح نت، أن الحوثيين أطلقوا النار عليها كذلك وهي تحتضن والدها وأصاب الرصاص يدها وأضلاعها وهدموا بيتهم فوق رؤوسهم وبرغم كل هذا لم تمت وقامت وأخبرت حزب التجمع اليمني للإصلاح بقصتها.
وعزت الطفلة وفقا للاصلاح ماحدث لعائلتها أنه نتيجة "حقد الحوثيين الصفوي على كل ماهو مسلم"، إذ قام أحد المسلحين بدهس جثة والدها وهاتفه يرن بنغمة "صل على محمد" فما كان من المسلح إلا أن قال "صل على الكلب" وهو يردد مايعرف بالـ"صرخة" وهي "الموت لأميركا، الموت لإسرائيل، اللعنة على اليهود، النصر للإسلام" ولكن وفقا لحزب التجمع اليمني للإصلاح فإن الحوثيين وقت القتال يستبدلون آخر عبارة بـ"الذل للإسلام". وأنهم (الحوثيين) أشد عداوة على (اليمنيين) من "الكفار".
تكفير أي مواطن يمني والحكم عليه بالردة والخروج عن الإسلام هي دعوة إلى قتله استنادا للقانون والثقافة السائدة، وثبت أنها ذات النثريات المستخدمة للتحريض على القتال في أرض المعركة. القانون الدولي يقول أن المؤسسات الاعلامية التي تُستعمل للتحريض على العنف والكراهية والقتل، تصبح هدفا مشروعًا للتدمير أوقات الحرب، وعرضة للمسائلة والمحاسبة في غير ذلك.

### انتهاكات بحق المتظاهرين
وُثقت وقائع سجن وضرب لمتظاهرين سلميين غير مسلحين مثل ما حدث لفؤاد الهمداني، الذي عُثر عليه ملقيًا في الشارع بعد أسبوعين من اعتقاله وعليه آثار ضرب مبرح في أجزاء متفرقة من جسده، أسفل ظهره تحديداً. كما توفي مواطن آخر وهو صالح البشري بعد خروجه من معتقل للحوثيين، وأكدت عائلته أنه تعرض للضرب والتعذيب أثناء إعتقاله.

قالت دوناتيلا روفييرا، كبيرة المستشارين لشؤون مواجهة الأزمات في منظمة العفو الدولية، التي ذكر تقرير المنظمة أنها تواجدت في اليمن حين إصداره في 16 فبراير 2015:
| استيلاء أنصار الله الحوثيين على السلطة | اتخذ الحوثيون منحى جديدًا وخطيرًا في الترهيب والعنف لبث الخوف في أواصر أي شخص يحتج على حكمهم، وتكشف شهادات كيف تم إحتجاز المتظاهرين وتعذيبهم لعدة أيام، إن سلامة أولئك الذين يجرؤون على التحدث علنًا ضد حكم الحوثيين في خطر | استيلاء أنصار الله الحوثيين على السلطة |

 وفقا لمنظمة العفو الدولية، فإن "المحققين" الحوثيين يسألون المحتجزين عن علاقتهم المزعومة بسفارة الولايات المتحدة. بالنسبة لقواعد الحوثيين، كل من يعارضهم هو عميل مفترض للولايات المتحدة برغم أن قيادتهم عرضت علاقات طيبة مع الولايات المتحدة بشكل سري ويائس، وهو ما رفضه الأميركيون لإنهم يريدون التعامل مع حكومة شرعية. فمثل كل الجماعات التي تتلاعب بقواعدها وتهيجهم بناءً على نظريات المؤامرة، تدرك قيادة حركة الحوثيين سذاجة وبساطة أتباعهم.
يقول أحد المعتقلين السابقين ويدعى طاهر الفقيه، أن الحوثيين سألوه عن ارتباطه بحزب التجمع اليمني للإصلاح، ويقول أنه أُجبر على الانبطاح على طاولة وهو مقيد، وانهالوا عليه بالضرب على أردافه. تقول منظمة العفو الدولية أن علامات وآثار التعذيب لا تزال شديدة الوضوح مع كدمات غائرة، وفي حالة أحد المعتقلين، كانت الجروح على أردافه ما تزال مفتوحة.
أما بالنسبة لفؤاد الهمداني، فقد أُعتقل لـ13 يومًا في أربعة مواقع مختلفة، وحين عرض قصته كانت لا تزال آثار الكدمات ظاهرة على أسفل ظهره. يقول فؤاد أن "المحققين" الحوثيين قالوا له أنهم "يتحفظون عليه" لحمايته من حزب التجمع اليمني للإصلاح برغم أنه منتمٍ لذلك التجمع،
يكمل الهمداني ويقول أنهم عصبوا عينيه وربطوا يديه وقدميه واستمروا بضربه بعصا أو قضيب حديدي لمدة أربع ساعات حتى أجبروه على كتابة إعترافات بالتهم الموجهة إليه وهي إرتباطه بالجماعات الإصلاحية المسلحة، استلام الأموال من الولايات المتحدة والمملكة السعودية، إرتباطه بعلي محسن الأحمر، وأن توكل كرمان من يقف خلف المظاهرة الصغيرة التي أُعتقل على إثرها.
معتقل آخر يدعى أحمد الذبحاني، يقول أنه أُعتقل لخمسة أيام في 7 فبراير 2015 بعد ملاحقة سيارة أجرة استقلها للهرب بعد تفريقهم لمظاهرة، جلد على ظهره وساقه لـ20 مرة وتقول منظمة العفو الدولية أن آثار الكدمات على جسده توافق إدعائه. أما المقتول صلاح البشري، فيقول رفاقه أنه لم يستطع النهوض فور إطلاق سراحهم وكان يهمس ويقول أنه "عطشان"، وتوفي بعد إطلاق سراحه بساعتين ولم يتمكنوا من نقله لمستشفى لإن رفاقه خشيوا اعتقالهم من قبل الحوثيين من جديد. يُذكر أن جماعة الحوثيين حولت مقر الفرقة الأولى مدرع التي كان يقودها علي محسن الأحمر إلى معتقل، مخالفة بذلك دعايتها عن تحويلها لحديقة قبل اقتحامهم صنعاء في 21 سبتمبر 2014.
وفقا لهيومن رايتس ووتش، في الفترة من 25 يناير إلى 11 فبراير 2015، قام الحوثيون بالاعتداء بالضرب على متظاهرين سلميين باستخدام العصي وأعقاب البنادق، بحسب شهود عيان. كما قاموا باحتجاز 46 متظاهرًا على نحو تعسفي، وإن كان تم إطلاق سراح أغلبهم في اليوم نفسه، بحسب مُنظمات حقوقية محلية. وكانت هيومن رايتس ووتش قد أجرت مقابلات مع 31 مُتظاهرًا وشهود آخرين؛ من بينهم 10 أشخاص تعرضوا للاحتجاز، وتابعوا المظاهرات أيام 25، 26، 27، 31 يناير. شارك في تلك المظاهرات من 30 إلى 80 شخصًا في كل يوم من تلك الأيام. وكانت قوة إنفاذ القانون تتكون من مُسلحين يرتدون أزياء الشرطة والقوات المسلحة، إلى جانب رجال يرتدون ثيابًا مدنية ويضعون شعارات جماعة الحوثيين.
وثقت المنظمة الانتهاكات في تقرير صادر بتاريخ 22 فبراير 2015 وختمت تقريرها بدعوة "السلطات اليمنية" أن تلتزم كذلك بمبادئ الأمم المتحدة الأساسية بشأن استخدام القوة والأسلحة النارية من جانب المسؤولين المُكلفين بإنفاذ القانون، والتي تنص على ضرورة لجوء قوات الأمن إلى أساليب غير عنيفة قبل اللجوء إلى القوة، كلما أمكن ذلك. وعليهم ألا يستخدموا الأسلحة النارية ضد الناس إلا في حالة التعرض الوشيك إلى خطر الموت أو إلى إصابة خطيرة.
وقال جو ستورك، نائب المدير التنفيذي لقسم الشرق الأوسط وشمال أفريقيا، بأنه ونظرًا للتغيرات السياسية الكبيرة التي تشهدها الساحة اليمنية، سيرغب الناس في التعبير عن آرائهم. وعلى السلطات توفير الحماية لمن يرغبون في التعبير سلميًا، بدلًا من الاعتداء عليهم بالضرب، وانتهاك حقوقهم.

### تجنيد أطفال
وفقا لشبكة الأنباء الإنسانية (أيرين)، وهي شبكة أنباء تتبع أحد مكاتب الأمم المتحدة، فاليمن أحد ثمانية دول حول العالم تتضمن جيوشها النظامية أطفالاً. قالت ليلى زروقي، الممثل الخاص للأمين العام للأمم المتحدة لشؤون الأطفال والنزاع المسلح، أن عبد الملك الحوثي كان قد تعهد بالمساعدة في حماية الأطفال من الصراعات في عام 2012، ولكن يبدو أنه قد تراجع عن موقفه منذ ذلك الحين. وأشارت إلى أن عدد الأطفال الذين قُتلوا أو أصيبوا بتشوهات جراء العنف ارتفع في العام 2014. أحمد القِرشي، رئيس منظمة إسمها سياج معنية بحماية الأطفال في اليمن، يقول أن هناك سببين رئيسيين لموافقة الأطفال على الاشتراك في القتال:
- يتم إقناع بعض الأطفال بالانضمام إلى الميليشيات بحجة "الجهاد"، وهذا ينطبق بشكل خاص على الحوثيين والإخوان المسلمين (حزب التجمع اليمني للإصلاح).
- فقدان مصدر الرزق أثناء النزاعات، وبالتالي يجد الأطفال أنفسهم مضطرين لإعالة أسرهم.

وبالفعل، طفل مسلح من جماعة الحوثيين يبلغ من الـ14 من عمره قال لأيرين أن أسباب انضمامه للجماعة هو لقتال أميركا وإسرائيل. قواعد هذه الجماعة مؤمنة تمامًا أنها تخوض معركة ضد تلك الدولتين والمسؤلون عن خلق وهم هكذا مختبئون في صعدة.

## ردود الأفعال
أصدر مجلس أمن الأمم المتحدة والولايات المتحدة والاتحاد الأوروبي وعدد من دول العالم بيانات متعلقة بالأزمة قبل وبعد سيطرة الحوثيين على صنعاء، وما أعقب ذلك من تطورات.

### عقوبات مجلس الأمن
أصدرت لجنة العقوبات الأممية الخاصة باليمن المنشأة بموجب قرار مجلس أمن الأمم المتحدة رقم 2140 لسنة 2014 بيانا في 16 سبتمبر 2014 جاء فيه أن تحقيقات اللجنة تمحورت حول أربعة عناوين:
- أعمال العنف والصراع المسلح في شمال اليمن، بما في ذلك القتال داخل وفي محيط مدينة عمران وأنشطة الحوثيين والإصلاح والقبائل والفصائل الأخرى المنخرطة في الصراع.
- أنشطة ونفوذ الرئيس السابق علي عبد الله صالح الذي يرأس حزب المؤتمر الشعبي العام وأثرها على مرحلة الانتقال السياسي.
- الأنشطة في جنوب البلاد والتي تشمل تنظيم القاعدة في جزيرة العرب والحراك الجنوبي.
- الاعتداءات على شبكة أنابيب النفط والغاز والكهرباء خاصة في محافظة مأرب.

ومن المقرر تسليم التقرير النهائي للجنة في 25 فبراير 2015.
في 7 نوفمبر 2014،أعلنت لجنة عقوبات مجلس أمن الأمم المتحدة التي تشكلت وفقا للقرار رقم 2140 بشأن اليمن، عن ثلاثة أسماء عرضة لتجميد الأرصدة والمنع من السفر هم الرئيس السابق علي عبد الله صالح وشخصيتان من أنصار الله هم عبد الخالق الحوثي أخ عبد الملك الحوثي وأبو علي الحاكم. أُتهم صالح بالعمل على تقويض المبادرة السعودية الموقعة بين أطراف أزمة 2011 ودعم أعمال الحوثيين التي وُصفت بالعدائية منذ خريف 2012، وحث حزب المؤتمر الشعبي العام على زعزعة الاستقرار في اليمن بوسائل مختلفة.
أخطر التهم كانت اتهامه باستخدام بعض عناصر من تنظيم القاعدة في جزيرة العرب لتنفيذ اغتيالات ومهاجمة مواقع عسكرية بغرض اضعاف الرئيس عبد ربه منصور هادي وتأليب وحدات الجيش وقطاعات واسعة من المجتمع اليمني ضده وخلق مايكفي من الفوضى للانقلاب. وأتهم عبد الخالق الحوثي بقيادة المقاتلين خلال معارك دماج مع وهابية يديرون مراكز دينية ممولة من السعودية ونتج عنها تطهير المنطقة من تلك العناصر- هذه التفاصيل غير مذكورة في البيان - والتخطيط لمهاجمة سفارة الولايات المتحدة في صنعاء في سبتمبر 2014، ونقل أسلحة من عمران إلى مخيمات الاعتصام بصنعاء في 30 أغسطس 2014.
أما أبو علي الحاكم، فاتُهم بعقد اجتماع ضم شخصيات موالية لعلي عبد الله صالح بهدف الانقلاب على عبد ربه منصور هادي وتنسيق الجهود للسيطرة على صنعاء وذكر البيان بتنديد مجلس الأمن لقيادة أبو علي الحاكم لمعارك عمران في يونيو 2014 والتي قُتل فيها حميد القشيبي. في 10 نوفمبر 2014، أضاف مكتب مراقبة الأصول الأجنبية التابع لادارة الخزنة الأميركية الأسماء الثلاث لقائمته. في 14 أبريل 2015، أضافت الأمم المتحدة والولايات المتحدة عبد الملك الحوثي وأحمد علي عبد الله صالح إلى قائمة العقوبات.

## روابط خارجية
- وثائق ويكيليكس بشأن الحوثيين
- Local Conflict, Global Spin An Uprising in the Yemeni Highlands
- A Clash of Fundamentalisms : Wahhabism in Yemen
- The rise of the Houthis: A brief history of Yemen's new power brokers
- The Rebels Holding Yemen Hostage

## إشارات مرجعية
1. 1 2  منتسبوا التوجيه المعنوي يعلنون تأييدهم لثورة الشعب (محفوظ). (21 سبتمبر 2014).
2. ↑  من مقابلة أمة العليم السوسوة مع بي بي سي عربي (محفوظ). (11 نوفمبر 2014).
3. ↑  (سبأ) تنشر نص اتفاق السلم والشراكة الوطنية (محفوظ). (21 سبتمبر 2014).
4. ↑  Shifting Alliances Play Out Behind Closed Doors in Yemen (محفوظ). (20 أغسطس 2015).
5. ↑  [tt_news=43726&tx_ttnews[backPid]=7&cHash=13224efe03af46dbb59875d5ba56863c Hot Issue: War in Yemen: Sectarian Strife or Family Feuds?] (محفوظ). (20 أغسطس 2015).
6. ↑  United States Calls for Immediate Release of Bin Mubarak (محفوظ). (17 يناير 2015).
7. ↑  رئيس الوزراء يلتقي بممثلي المكونات السياسية الموقعة على اتفاق السلم بحضور بنعمر (محفوظ). (5 ديسمبر 2014).
8. 1 2 3  Political Unrest in Yemen (محفوظ). (30 يناير 2015).
9. ↑  جماعة أنصار الله تعلن سلسلة إجراءات خاصة مقبلة و"توقيف" بن مبارك.نص البيان (محفوظ). (17 يناير 2015).
10. ↑  al-Haj، Ahmed (6 فبراير 2015). "Yemen's Shiite rebels say they're in charge now". CTV News. مؤرشف من الأصل في 2017-11-02. اطلع عليه بتاريخ 2015-02-07.
11. ↑  "Thousands protest against Houthi coup in Yemen". Al Jazeera. 7 فبراير 2015. مؤرشف من الأصل في 2018-08-01. اطلع عليه بتاريخ 2015-02-07.
12. ↑  al-Haj، Ahmed (6 فبراير 2015). "Yemen's Shiite rebels announce takeover of country". The Columbian. مؤرشف من الأصل في 2018-07-24. اطلع عليه بتاريخ 2015-02-06.
13. ↑  Shifting Alliances Play Out Behind Closed Doors in Yemen (محفوظ). (20 أغسطس 2015).
14. ↑  "Yemen's Houthi rebels announce government takeover". Al Jazeera. 6 فبراير 2015. مؤرشف من الأصل في 2018-08-01. اطلع عليه بتاريخ 2015-02-06.
15. ↑  Yemen crisis talks resume under shadow of walkout (محفوظ). (9 فبراير 2015).
16. ↑  تشكيك واسع حول بيان قناة الجزيرة المنسوب للرئيس المستقيل هادي (محفوظ). (20 أغسطس 2015).
17. ↑  بيان قطري باسم اليمن (محفوظ). (12 فبراير 2015).
18. ↑  Yemen: Security Council calls on all parties to stay committed to peaceful political transition (محفوظ). (20 أغسطس 2015).
19. ↑  Saudi Led Strikes kill 25 Civilians (محفوظ). (26 مارس 2015).
20. 1 2  سبأ نت - اللجنة الثورية العليا تصدر قرار بتعويم أسعار المشتقات النفطية - 27 يوليو 2015 (محفوظ). مؤرشف من الأصل في 13 ديسمبر 2019. وصل لهذا المسار في 28 يوليو 2015.
21. ↑  
انخفاض مفاجئ في أسعار المشتقات النفطية بصنعاء (تفاصيل) - اخبار اليمن (محفوظ). مؤرشف من الأصل في 30 أغسطس 2020. وصل لهذا المسار في 20 أكتوبر 2015.
22. ↑  مصدر حكومي: شركة النفط وفرت المشتقات في عموم المحافظات وفقا للأسعار المحددة بعد رفع الدعم (محفوظ). (30 يوليو 2014).
23. ↑  مئات المحتجين يقطعون شوارع صنعاء ويحرقون الإطارات إحتجاجًا على الجرعة (محفوظ). (30 يوليو 2014).
24. ↑  %A صنعاء : مقتل إمرأة يمنية خلال تفريق قوات الأمن لمحتجين غاضبين على رفع أسعار المشتقات النفطية. (30 يوليو 2014).
25. ↑  Mr. Benedict J. Clements, David Coady, Ms. Stefania Fabrizio, Mr. Sanjeev Gupta, Mr. Trevor Serge Coleridge Alleyne, Mr. Carlo A. Sdralevich (2013). Energy Subsidy Reform: Lessons and Implications. International Monetary Fund. ص. 99. ISBN:9781484393796.{{استشهاد بكتاب}}:  صيانة الاستشهاد: أسماء متعددة: قائمة المؤلفين (link)
26. ↑  Steven C. Caton (2013). Yemen. ABC-CLIO. ص. 121. ISBN:9781598849288.
27. ↑  Gregory D. Johnsen (2012). The Last Refuge: Yemen, al-Qaeda, and the Battle for Arabia. Oneworld Publications. ص. 177-78. ISBN:9781851689408.
28. 1 2 3 4 5 6 7 8 9 10  Protests in Yemen Expose Weak Governance and Poor Economic Planning (محفوظ). (2 سبتمبر 2014).
29. ↑  
اليمن: الإعلان رسميًا عن التراجع في سعر مشتقات النفط وتشكيل حكومة جديدة (محفوظ). مؤرشف من الأصل في 27 مايو 2023. وصل لهذا المسار في 28 يوليو 2015.
30. ↑  
الحوثيون يقررون رفع الدعم عن المشتقات النفطية في اليمن / Sputnik Arabic (محفوظ). مؤرشف من الأصل في 13 ديسمبر 2019. وصل لهذا المسار في 28 يوليو 2015.
31. ↑  Steven C. Caton (2013). Yemen. ABC-CLIO. ص. 118. ISBN:9781598849288.
32. 1 2  Steven C. Caton (2013). Yemen. ABC-CLIO. ص. 121. ISBN:9781598849288.
33. 1 2 3  Steven C. Caton (2013). Yemen. ABC-CLIO. ص. 122. ISBN:9781598849288.
34. ↑  Steven C. Caton (2013). Yemen. ABC-CLIO. ص. 123. ISBN:9781598849288.
35. ↑  [http://www.chathamhouse.org/sites/files/chathamhouse/public/Research/Middle East/0913r_yemen.pdf Corruption, Capital Flight and
Global Drivers of Conflict] (محفوظ). (20 أغسطس 2013).
36. ↑  نص المبادرة الخليجية المعدلة لحل أزمة اليمن (محفوظ). (20 أغسطس 2011).
37. ↑  توقيع المبادرة الخليجية لحل الأزمة اليمنية في احتفال تاريخي بحضور خادم الحرمين الشريفين (محفوظ). (20 أغسطس 2011).
38. ↑  رئيس الجمهورية يتلقى إتصالا هاتفيا من أمين عام مجلس التعاون لدول الخليج العربية (محفوظ). (21 أغسطس 2014).
39. ↑  وزير الخارجية يطلع أعضاء السلك الدبلوماسي المعتمدين بصنعاء على مستجدات الأوضاع في الساحة الوطنية (محفوظ). (21 أغسطس 2014).
40. ↑  The 'Non-Conclusion' of Yemen’s National Dialogue (محفوظ). (20 أغسطس 2014).
41. ↑  How Fuel Prices Led To The Government’s Fall Budget Deficit Spells Grim Economic Forecast (محفوظ). (20 أغسطس 2014).
42. ↑  إيران وأمريكا تتقاسمان الجزيرة العربية (محفوظ). (20 أغسطس 2015).
43. ↑  ناشط يمني: أمريكا دعمت الحوثيين نكاية في السعودية (محفوظ). (20 أغسطس 2015).
44. ↑  التحالف الإيراني الأمريكي وأثره على امن المنطقة واليمن (محفوظ). (20 أغسطس 2014).
45. ↑  Henri J. Barkey, Scott Lasensky, Phebe Marr (2011). Iraq, Its Neighbors, and the United States: Competition, Crisis, and the Reordering of Power. US Institute of Peace Press. ص. 106. ISBN:9781601270771.{{استشهاد بكتاب}}:  صيانة الاستشهاد: أسماء متعددة: قائمة المؤلفين (link)
46. ↑  What’s behind Yemen’s recent political turmoil (محفوظ). (20 أغسطس 2015).
47. 1 2  Who Are The Houthis, Part Two: How Are They Fighting? (محفوظ). (20 أغسطس 2009).
48. ↑  beyond sectarianism cold war gause/english pdf.pdf Beyond Sectarianism:The New Middle East Cold War (محفوظ). (20 أغسطس 2014).
49. ↑  [http://fmso.leavenworth.army.mil/documents/Conflict-in-Yemen.pdf Conflict in Yemen: Simple People
Complicated Circumstances] (محفوظ). (20 أغسطس 2011).
50. 1 2  The Heat discusses the future of Yemen and US actions against AQAP (محفوظ). (20 أغسطس 2015).
51. ↑  How Al Qaeda’s Biggest Enemy Took Over Yemen (محفوظ). (20 أغسطس 2015).
52. 1 2  White House: Iran's Role In Yemen Instability Unclear (محفوظ). (20 أغسطس 2015).
53. ↑  White House concerned about Iranian weapons in Yemen (محفوظ). (27 مارس 2015).
54. ↑  Who Are Yemen's Houthis? (محفوظ). (25 فبراير 2015).
55. 1 2  Houthi advance changes Yemen's political dynamics (محفوظ). (20 أغسطس 2015).
56. ↑  Yemen’s Contentious Transitional Justice and Fragile Peace (محفوظ). (20 أغسطس 2014).
57. ↑  Yemen: A False Choice on Justice (محفوظ). (5 فبراير 2015).
58. ↑  Yemen: New balance of power? (محفوظ). (24 سبتمبر 2014).
59. ↑  النص الكامل للآلية التنفيذية المزمنة للمبادرة الخليجية (محفوظ). (20 أغسطس 2011).
60. ↑  البداوة السياسية للنظام القديم في اليمن (محفوظ). (22 يناير 2014).
61. ↑  Yemeni power struggle could come to boil (محفوظ). (20 أغسطس 2011).
62. ↑  عبد الباري طاهر: المؤتمر والإصلاح آتين من بيئة واحدة، حتى وهم يتقاتلون متوحدون على تجريم الحريات العامة والديمقراطية (محفوظ). (20 أغسطس 2014).
63. ↑  Yemen’s blueblood and bloodshed (محفوظ). (20 أغسطس 2011).
64. ↑  2011-04-12 Strongarm Businessman & Yemen Opposition Leader Hamid al-Ahmar (محفوظ). (20 أغسطس 2011).
65. ↑  Sarah Phillips (2008). Yemen's Democracy Experiment in Regional Perspective. Palgrave Macmillan. ص. 108. ISBN:9780230616486.
66. ↑  Trouble Down South (محفوظ). (20 أغسطس 2011).
67. ↑  إلهام مانع: "المرأة اليمنية هي من يدفع ثمن الحروب" (محفوظ). (27 ديسمبر 2014).
68. ↑  فايرستاين : مؤتمر الحوار الوطني في اليمن مقترح أمريكي بحت (محفوظ). (20 أغسطس 2013).
69. ↑  Gauging ‘success’ in Yemen’s National Dialogue: mission impossible? (محفوظ). (20 أغسطس 2013).
70. ↑  Larbi Sadiki (2014). Routledge Handbook of the Arab Spring: Rethinking> Democratization. Routledge. ص. 169. ISBN:9781317650041.
71. ↑  Mahmoud Hamad, Khalil al-Anani (2014). Elections and Democratization in the Middle East: The Tenacious Search for Freedom, Justice, and Dignity. Palgrave Macmillan. ص. 126. ISBN:9781137299253.
72. ↑  Can Yemen be a nation united? (محفوظ). (20 أغسطس 2014).
73. 1 2 3  Putting the Cart before the Horse (محفوظ). (20 أغسطس 2011).
74. 1 2 3  Yemen: GCC Roadmap to Nowhere (محفوظ). (20 أغسطس 2014).
75. ↑  Why The GCC Brokered Deal In Yemen Won't Work (محفوظ). (20 أغسطس 2011).
76. ↑  Can Yemen be a nation united? (محفوظ). (20 أغسطس 2014).
77. ↑  Putting the Cart before the Horse (محفوظ). (20 أغسطس 2011).
78. ↑  Yemen’s Contentious Transitional Justice and Fragile Peace (محفوظ). (20 أغسطس 2014).
79. ↑  الآلية التنفيذية المزمنة للمبادرة الخليجية (محفوظ). (20 أغسطس 2011).
80. ↑  Yemen's GCC Initiative: Cosmetic or Comprehensive Change? (محفوظ). (20 أغسطس 2011).
81. ↑  Will The GCC Deal Destroy Itself? (محفوظ). (20 أغسطس 2012).
82. ↑  Can Yemen be a nation united? (محفوظ). (20 أغسطس 2014).
83. ↑  [http://www.lse.ac.uk/middleEastCentre/kuwait/documents/yemen-and-the-gcc.pdf Yemen’s relations with the
Gulf Cooperation Council] (محفوظ). (20 أغسطس 2012).
84. ↑  Yemen Youth Rejects the GCC Proposal in Block (محفوظ). (20 أغسطس 2011).
85. ↑  beyondsect/beyond_sectarianism_oct_21_2014.pdf Beyond Sectarianism: The New Middle East Cold War (محفوظ). (21 أكتوبر 2014).
86. ↑  Putting the Cart before the Horse (محفوظ). (20 أغسطس 2011).
87. ↑  Saudi Arabia's message to Syria, decoded (محفوظ). (20 أغسطس 2011).
88. 1 2 3  Trouble Down South (محفوظ). (20 أغسطس 2011).
89. ↑  Saudi Arabia's Yemen Dilemma (محفوظ). (20 أغسطس 2011).
90. ↑  Trouble Down South (محفوظ). (20 أغسطس 2011).
91. ↑  Trouble Down South (محفوظ). (20 أغسطس 2011).
92. 1 2  Stephen W. Day (2012). Regionalism and Rebellion in Yemen: A Troubled National Union. Cambridge University Press. ص. 284. ISBN:9781107022157.
93. ↑  [http://www.lse.ac.uk/middleEastCentre/kuwait/documents/yemen-and-the-gcc.pdf Yemen’s relations with the
Gulf Cooperation Council] (محفوظ). (20 أغسطس 2012).
94. ↑  Saudi Arabia's Yemen Dilemma (محفوظ). (20 أغسطس 2011).
95. ↑  What’s Really Driving The Saudi-Led Attacks On Yemen? (محفوظ). (20 أغسطس 2015).
96. ↑  [tt_news=37687 The Unseen Hand: Saudi Arabian Involvement in Yemen] (محفوظ). (20 أغسطس 2011).
97. ↑  Trouble Down South (محفوظ). (20 أغسطس 2011).
98. ↑  Saudi Arabia's Yemen Dilemma (محفوظ). (20 أغسطس 2011).
99. ↑  اليمنيون يجنون نتائج فشلهم القديم والجديد (محفوظ). (28 فبراير 2015).
100. ↑  الحوثيون في 100 يوم.. انحسار الرضا الشعبي واتساع نطاق المناهضين (محفوظ). (25 فبراير 2015).
101. ↑  In Cahoots With the Houthis (محفوظ). (20 أغسطس 2015).
102. ↑  Noorhaidi Hasan (2006). Laskar Jihad. SEAP Publications. ص. 78. ISBN:9780877277408.
103. ↑  One Sheik's Mission: To Teach the Young to Despise Western Culture (محفوظ). (20 أغسطس 2000).
104. ↑  Theo Padnos (2011). Undercover Muslim: A Journey into Yemen. Random House. ص. 34. ISBN:9781448105182.
105. 1 2  Yemen’s quandary in Dammaj (محفوظ). (20 أغسطس 2013).
106. ↑  Barak A. Salmoni, Bryce Loidolt, Madeleine Wells (2010). Regime and Periphery in Northern Yemen: The Huthi Phenomenon. Rand Corporation. ص. 74. ISBN:0833049747.{{استشهاد بكتاب}}:  صيانة الاستشهاد: أسماء متعددة: قائمة المؤلفين (link)
107. ↑  Yemen and the "War on Terror" (محفوظ). (20 أغسطس 2015).
108. 1 2  Saudi Arabia Gulf States May 2011 AR.pdf سياسات النخب واحتجاجات الشارع والدبلوماسية (محفوظ). (20 أغسطس 2011).
109. ↑  Trouble Down South (محفوظ). (20 أغسطس 2011).
110. ↑  Inside Yemen’s revolution, cracks appear as Saleh leaves (محفوظ). (20 أغسطس 2012).
111. 1 2  Inside Yemen’s revolution, cracks appear as Saleh leaves (محفوظ). (20 أغسطس 2012).
112. ↑  Revolution in the revolution (محفوظ). (20 أغسطس 2011).
113. ↑  Yemen’s Arab Spring: From Youth Revolution to Fragile PoliticalTransition (محفوظ). (20 أغسطس 2011).
114. ↑  Yemen’s Opposition May Be Caught by Its Own Double Game (محفوظ). (20 أغسطس 2011).
115. ↑  Civil State Definition (محفوظ). مؤرشف من الأصل في 13 ديسمبر 2019. وصل لهذا المسار في 7 مايو 2015.
116. ↑  طالع قضية شابين قتلا من قبل مرافقي شيخ اصلاحي عام 2013 (محفوظ). (20 أغسطس 2013).
117. ↑  توكل كرمان تفجر مفاجأة:الرئيس هادي محروم من كل حقوق السجين (محفوظ). (25 يناير 2015).
118. ↑  صادق الأحمر يشكل تحالفًا قبليًا وعسكريًا تحت مظلة الإخوان لمواجهة الحوثيين (محفوظ). (20 أغسطس 2012).
119. ↑  Yemen’s Contentious Transitional Justice and Fragile Peace (محفوظ). (14 فبراير 2014).
120. ↑  Yemen’s Contentious Transitional Justice and Fragile Peace (محفوظ). (20 أغسطس 2014).
121. ↑  Another Royg Insider Speaks Out: "he Won't Listen (محفوظ). (20 أغسطس 2009).
122. ↑  Yemen’s Contentious Transitional Justice and Fragile Peace (محفوظ). (20 أغسطس 2014).
123. 1 2 3 4 5  Yemen: GCC Roadmap to Nowhere (محفوظ). (20 أغسطس 2014).
124. ↑  Beverley Milton-Edwards (2013). Islamic Fundamentalism Since 1945. Routledge. ص. 152. ISBN:9781136029448.
125. ↑  الثورة اليمنية حطمت الكوابيس.. ولم تحقق الحلم بعد (محفوظ). (7 يناير 2015).
126. ↑  The Islah Party in Yemen: Game Over? (محفوظ). (20 أغسطس 2015).
127. ↑  Anthony Dworkin, William Lawrence, Stefan Wolff (2013). After the Uprisings: Political Transition in Tunisia, Libya and Yemen. World Politics Review. ISBN:9781939907172.{{استشهاد بكتاب}}:  صيانة الاستشهاد: أسماء متعددة: قائمة المؤلفين (link)
128. 1 2 3  The Islah Party in Yemen: Game Over? (محفوظ). (20 أغسطس 2015).
129. ↑  Yemen’s violent politics Houthis take over (محفوظ). (20 أغسطس 2014).
130. ↑  [tt_news=43726&tx_ttnews[backPid]=7&cHash=13224efe03af46dbb59875d5ba56863c Hot Issue: War in Yemen: Sectarian Strife or Family Feuds?]. (20 أغسطس 2015).
131. ↑  Tom Lansford (2014). Political Handbook of the World 2014. CQ Press. ص. 1605. ISBN:9781483333274. As the political crisis of 2011 unfolded, some key actors in Yemen's foreign relations orbit changed course. Saudi Arabia's long held preference for keeping Yemen weak was certainly realized by the political stalemate in Sana'a. When Gen Ali Mohsen al-Ahmar broke with the president, the Saudis put their full backing behind GCC diplomatic initiatives and cut off money transfers to Yemeni Elites
132. ↑  Not too strong, not too weak: Saudi Arabia’s policy towards Yemen (محفوظ). (20 أغسطس 2013).
133. ↑  كلمة الشيخ حسين الأحمر نصرة لدماج على قناة صفا (محفوظ). (20 أغسطس 2013).
134. ↑  M. Th Houtsma (1987). E.J. Brill's First Encyclopaedia of Islam. BRILL. ص. 285. ISBN:9789004082656.
135. ↑  East North Africa/Iran Gulf/Yemen/154-the-huthis-from-saada-to-sanaa.pdf The Huthis: From Saada to Sanaa (محفوظ). (20 أغسطس 2014).
136. ↑  Yemen's Houthi Movement and The Revoultion (محفوظ). (20 أغسطس 2012).
137. ↑  Tariq Thachil (2014). Elite Parties, Poor Voters: How Social Services Win Votes in India. Cambridge University Press. ص. 244. ISBN:9781316165232.
138. ↑  اليمن ما بعد الانقلاب (محفوظ). (26 يناير 2015).
  - دوافع الحضور السعودي في قلب المشهد اليمني (محفوظ). (13 سبتمبر 2014).
  - ما وراء إحتلال صنعاء ! (محفوظ). (8 أكتوبر 2014).
  - الكتاب يُـقـرأ من عنوانه (محفوظ). (20 أغسطس 2015).
  - عضو في التجمع اليمني: الحوار يراوح مكانه (محفوظ). (12 فبراير 2015).
139. ↑  لماذا تستهدف إيران التجمع اليمني للإصلاح؟ (محفوظ). (13 أبريل 2015).
140. 1 2  مكالمة حميد الاحمر وجمال بنعمر (محفوظ). (3 أبريل 2015).
141. ↑  Islah Party Moderate Warns About Demonstrations; Discusses Elections (محفوظ). (20 أغسطس 2003).
142. ↑  حاشد انقلبت على أولاد الشيخ وطوت صفحتهم إلى الأبد (محفوظ). (6 فبراير 2014).
143. ↑  قبيلة (حاشد) تتبرأ من (الاخوان) .. وتعتذر للسعودية (محفوظ). (26 أغسطس 2014).
144. ↑  Yemen: GCC Roadmap to Nowhere (محفوظ). (20 أغسطس 2014).
145. ↑  Sarah Phillips (2008). Yemen's Democracy Experiment in Regional Perspective. Palgrave Macmillan. ص. 101. ISBN:9780230616486.
146. ↑  الشيخ ياسر الأحمر:حاشد انقلبت على أولاد الشيخ وطوت صفحتهم إلى الأبد (محفوظ). (20 أغسطس 2014).
147. ↑  East North Africa/Iran Gulf/Yemen/154-the-huthis-from-saada-to-sanaa.pdf The Huthis: From Saada to Sanaa (محفوظ). (20 أغسطس 2014).
148. ↑  اليمن: قصة الصراع بين رئيسَين (محفوظ). (3 ديسمبر 2014).
149. ↑  قبيلة حاشد تعلن اعتذارها رسميا للمملكة والخليج وتتبرأ من الإخوان المسلمين اليمنيين. (26 أغسطس 2014).
150. ↑  Tom Lansford (2014). Political Handbook of the World 2014. CQ Press. ص. 1605. ISBN:9781483333274.
151. ↑  محافظ عمران الاصلاحي محمد حسن دماج (محفوظ). (20 أغسطس 2014).
152. ↑  [tt_news=42667&no_cache=1#.VMxGY52UdQc Houthis Battle Army And Tribal Militias For Control Of Yemen’s Amran Governorate] (محفوظ). (20 أغسطس 2014).
153. ↑  اللجنة الرئاسية تتوصل إلى اتفاق لوقف أطلاق النار في عمران ومحيطها (محفوظ). (22 يونيو 2014).
154. ↑  حصاد السعيدة 25-6-2014م - وزير الدفاع : الجيش محايد ويقف على مسافة واحدة من الجميع (محفوظ). (25 يونيو 2014).
155. ↑  East North Africa/Iran Gulf/Yemen/154-the-huthis-from-saada-to-sanaa.pdf The Huthis: From Saada to Sanaa (محفوظ). (20 أغسطس 2014).
156. ↑  Will Picard (Feb 27 2013). "Mafraj Radio episode 1" (Podcast). Yemen Peace Project.  وقع ذلك في 15:05. مؤرشف من الأصل في 17 مارس 2020. اطلع عليه بتاريخ Jun 27 2014. {{استشهاد بتدوين صوتي}}: تحقق من التاريخ في: |تاريخ الوصول= و|تاريخ= (مساعدة)
157. ↑  المؤتمر والإصلاح حين يتحولان إلى مقرات لشعب استخباراتية (محفوظ). (20 أغسطس 2014).
158. ↑  تحالف سعودي مع جماعة الحوثي يضغط على هادي لتوقيع اتفاق حدودي وعدم استخراج النفط من الجوف (محفوظ). (20 أغسطس 2013).
159. ↑  الاستخبارات السعودية ترتب لاعادة الملكية إلى اليمن (محفوظ). (20 أغسطس 2014).
160. ↑  Peter Wilson (1994). Saudi Arabia the coming storm. M.E. Sharpe. ص. 129. ISBN:0765633477.
161. ↑  Not too strong, not too weak:Saudi Arabia’s policy towards Yemen (محفوظ). (20 أغسطس 2013).
162. ↑  Yemen, Saudi Arabia and the Gulf States: Elite Politics, Street Protests and Regional Diplomacy (محفوظ). صفحة. 9 (مايو 2011).
163. ↑  Not too strong, not too weak:Saudi Arabia’s policy towards Yemen (محفوظ). (20 أغسطس 2013).
164. ↑  مرة أخرى: اليمن ومجلس التعاون (محفوظ). (23 مارس 2014).
165. ↑  معارك صالح الثأرية بين التودد للسعودية والتحالف مع الحوثيين (محفوظ). (23 مارس 2014).
166. ↑  الخيار الصعب دعوشة اليمن (محفوظ). (14 يوليو 2014).
167. ↑  Coup in Yemen: Saudi Arabia's Nightmare (محفوظ). (20 أغسطس 2014).
168. ↑  Trouble Down South (محفوظ). (20 أغسطس 2011).
169. ↑  Not too strong, not too weak:Saudi Arabia’s policy towards Yemen (محفوظ). (20 أغسطس 2013).
170. 1 2  'Rebel' General Ali Mohsen al Ahmar, Yemen's back-up ruler after Saleh (محفوظ). (20 أغسطس 2011).
171. ↑  خطأ في استخدام القالب استيلاء أنصار الله الحوثيين على السلطة: يجب تحديد المعاملات  مسار و عنوان حاليا المسار  والعنوان
172. ↑  WikiLeaks cable links defecting Yemeni general to smuggling rackets (محفوظ). (20 أغسطس 2011).
173. ↑  The Repercussions of the GCC Tension in Yemen. (20 أغسطس 2014).
174. 1 2  Reporters stand by Saudi prince's Qatar swipe (محفوظ). (20 أغسطس 2013).
175. ↑  'Thank God for the Saudis': ISIS, Iraq, and the Lessons of Blowback (محفوظ). (20 أغسطس 2014).
176. ↑  Saudi's internal power struggle sends ripples across international borders (محفوظ). (20 أغسطس 2013).
177. ↑  احمد علي سيسي اليمن موعدنا 2014 (محفوظ). (20 أغسطس 2013).
178. ↑  الرئيس صالح: دولة قطر من تمول مؤامرة الفوضى باليمن (محفوظ). (20 أغسطس 2011).
179. ↑  في أول تعليق: اللواء علي محسن يحدد موقف اليمن من خلافات السعودية والأمارات والبحرين مع قطر (محفوظ). (20 أغسطس 2014).
180. ↑  طعنات صالح في الخاصرة السعودية (محفوظ). (20 أغسطس 2014).
181. ↑  Will Al Quds Al Arabi Readers be Treated Like Al Jazeera's Viewers on June 30th?! (محفوظ). (20 أغسطس 2013).
182. ↑  Qatar and Saudi Arabia fight media war (محفوظ). (20 أغسطس 2013).
183. ↑  Al Jazeera executive helped to launch controversial UK website (محفوظ). (20 أغسطس 2014).
184. 1 2 3  The primacy of stability over real change (محفوظ). (30 يناير 2015).
185. 1 2 3  اتفاق لإنهاء حروب العواصم والنخب في اليمن (محفوظ). (20 أغسطس 2014).
186. ↑  American Foreign Policy Council (2014). The World Almanac of Islamism. Rowman & Littlefield. ص. 386. ISBN:9781442231443. {{استشهاد بكتاب}}: |مؤلف= باسم عام (مساعدة)
187. ↑  Yemen: Enduring Conflicts, Threatened Transition (محفوظ). (20 أغسطس 2012).
188. 1 2  American Foreign Policy Council (2014). The World Almanac of Islamism. Rowman & Littlefield. ص. 387. ISBN:9781442231443. {{استشهاد بكتاب}}: |مؤلف= باسم عام (مساعدة)
189. 1 2 3  Fear Factor:In defense of Obama's deadly signature strikes (محفوظ). (20 أغسطس 2013).
190. ↑  Yemen (محفوظ). (20 أغسطس 2014).
191. ↑  Islamist Militancy in a Pre- and Post-Saleh Yemen (محفوظ). (20 أغسطس 2011).
192. ↑  صادق الأحمر يدعو للحوار مع تنظيم القاعدة الإرهابي وإشراكهم بمؤتمر الحوار الوطني (محفوظ). (20 أغسطس 2012).
  - قيادي إصلاحي يدافع عن القاعدة ويتهم الدولة بإنهاك الجيش وتفكيكه (محفوظ). (7 مايو 2014).
  - دعم القوات المسلحة والأمن في المعركة ضد الإرهاب واجب وطني (محفوظ). (4 يونيو 2014).
  - الآنسي لـ «الخبر» : مايحدث في اليمن ليس حربًا على الإرهاب وإنما حربًا على الشعب (محفوظ). (15 مايو 2014).
193. ↑  Yemen (محفوظ). (20 أغسطس 2014).
194. ↑  الناطق الرسمي : الاطاحة بالحكومة مطلب الشعب اليمني برمته ونحن جزء منه (محفوظ). (18 أغسطس 2014).
195. ↑  العزي يصطحب وفد رسمي إلى صعدة برئاسة نائب رئيس الوزراء (محفوظ). (20 أغسطس 2014).
196. ↑  الناطق الرسمي : اللجنة قدمت عروض أن نبيع الشعب فقلنا لهم نحن جزء من الشعب ولسنا طلاب سلطة نريد حكومة كفاءات لا يتحكم فيها نافذين (محفوظ). (24 أغسطس 2014).
197. ↑  هيئة الاصطفاف الشعبي تنتخب العرشي رئيسًا وباتيس أمينًا عامًا والمعمري ناطقاً (محفوظ). (23 أغسطس 2014).
198. ↑  Stephen W. Day (2012). Regionalism and Rebellion in Yemen: A Troubled National Union. Cambridge University Press. ص. 245. ISBN:9781107379909.
199. ↑  Julie Chernov Hwang (2012). Peaceful Islamist Mobilization in the Muslim World: What Went Right. Palgrave Macmillan. ص. 157. ISBN:9781137016232.
200. ↑  The Conflicts in Yemen and U.S. National Security (محفوظ). (20 أغسطس 2011).
201. ↑  رئيس الجمهورية يرأس اجتماعًا استثنائيًا للجنة العسكرية والأمنية العليا (محفوظ). (30 أغسطس 2014).
202. ↑  Consultations with Benomar on Current Crisis in Yemen (محفوظ). (28 أغسطس 2014).
203. ↑  حقيقة حزب الاصلاح قبل وبعدالوصول للسلطة (محفوظ). (1 سبتمبر 2014).
204. 1 2  Jamal Benomar's Press Briefing in Yemen جمال بنعمر في إيجاز صحافي في اليمن (محفوظ). (28 أغسطس 2014).
205. ↑  اللقاء الوطني الموسع برئاسة رئيس الجمهورية يقر مبادرة اللجنة الوطنية الرئاسية بالاجماع (مكتمل) (محفوظ). (2 سبتمبر 2014).
206. ↑  Yemen’s ‘blessed revolution’ edges towards a showdown (محفوظ). (3 سبتمبر 2014).
207. ↑  اليمن والحوثيون .. لعبة مطالب أم محاولة لإسقاط النظام (محفوظ). (2 سبتمبر 2014).
208. ↑  00:00:00&Itemid=88 فوضى عارمة (محفوظ). (10 سبتمبر 2014).
209. ↑  حميد الأحمر: أي انقلاب على الصيغة التوافقية الحالية هو نسف لشرعية الرئيس ومؤسسات الدولة (محفوظ). (3 سبتمبر 2014).
210. ↑  اليمن.. الأمن يحاصر مخيمًا لـ"أنصار الله" والحوثي يدعو أتباعه لتصعيد بـ"الأصفر" (محفوظ). (5 سبتمبر 2014).
211. ↑  الأمنية العليا: عناصر خارجة عن القانون أغلقت شارع مطار صنعاء بالخيام واخرجت موظفي وزارتين بالقوة (محفوظ). (7 سبتمبر 2014).
212. ↑  عاجل : الناطق الرسمي : نحمل الحكومة مسؤولية تداعيات عدوانها، ونؤكد على حق شعبنا في الدفاع عن نفسه بكل الوسائل (محفوظ). (7 سبتمبر 2014).
213. ↑  Protester killed as Yemen police crack down on sit-in (محفوظ). (7 سبتمبر 2014).
214. ↑  نص كلمة السيد عبدالملك الحوثي في ـ 8-9-2014م عقب الاعتداء على المعتصمين بشارع المطار وسقوط شهيدين (محفوظ). (8 سبتمبر 2014).
215. ↑  شباب الثورة يقررون العودة إلى الميادين لإسقاط الجرعة كاملة (محفوظ). (8 سبتمبر 2014).
216. ↑  Yemen: ICRC shocked by killing of ambulance driver (محفوظ). (10 سبتمبر 2014).
217. ↑  مصدر أمني: قوات الأمن قامت بواجبها القانوني في حماية مجلس الوزراء (محفوظ). (9 سبتمبر 2014).
218. ↑  مذبحة رئاسة الوزراء (محفوظ). (9 سبتمبر 2014).
219. ↑  الناطق الرسمي : الاعتداءات تثبت أن السلطة تسعى للدفع بخيارات أخرى غير الخيار السلمي وتفرضه فرضا على الشعب (محفوظ). (9 سبتمبر 2014).
220. ↑  Soldiers did not fire on protesters: SSC (محفوظ). (9 سبتمبر 2014).
221. ↑  الأمنية العليا: التصدي لعناصر حوثية تمركزت في منشآت حكومية وخدمية بحزيز(موسع) (محفوظ). (9 سبتمبر 2014).
222. ↑  اشتباكات عنيفة بين حوثيين والجيش اليمني جنوبي صنعاء (محفوظ). (10 سبتمبر 2014).
223. ↑  الناطق الرسمي يوضح حقيقة ما حدث يوم امس بحزيز (محفوظ). (10 سبتمبر 2014).
224. ↑  صدور قرارين لرئيس مجلس الوزراء بتعيين قيادات أمنية (محفوظ). (9 سبتمبر 2014).
225. ↑  عاجل :إستشهاد 8 مواطنين وجرح 12 في إنفجار 3عبوات بعمران وتفكيك 5 عبوات اخرى (محفوظ). (11 سبتمبر 2014).
226. ↑  اشتباك بين قوات الامن والحوثيين في صنعاء (محفوظ). (13 سبتمبر 2014).
227. ↑  THE HOUTHIS AND GOVERNMENT IN TALKS (محفوظ). (16 سبتمبر 2014).
228. ↑  الرئيس اليمني يسعى لاستئناف المفاوضات مع الحوثيين رغم تعليق مشاركتهم فيها (محفوظ). (16 سبتمبر 2014).
229. ↑  مصادر محلية تكشف أسباب المواجهات التي اندلعت في قرية القابل شمال غرب صنعاء (محفوظ). (16 سبتمبر 2014).
230. ↑  تفاصيل 7 ساعات حرب أشعلها مسلحو الحوثي شمال العاصمة صنعاء (محفوظ). (16 سبتمبر 2014).
231. ↑  إندلاع مواجهات بقرية القابل بعد محاولة تكفيريين إقتحام منازل مواطنين ينتمون لأنصار الله (محفوظ). (16 سبتمبر 2014).
232. ↑  تفاصيل الاحداث التي تسببت اليوم في إندلاع المواجهات بالقابل شمال العاصمة (محفوظ). (16 سبتمبر 2014).
233. ↑  الحوثيون يفجرون مقر حزب الإصلاح في قرية القابل (محفوظ). (16 سبتمبر 2014).
234. ↑  00:00:00&Itemid= البوابة الشمالية الغربية للعاصمة تشتعل (محفوظ). (17 سبتمبر 2014).
235. ↑  مقتل قائد عسكري كبير في مواجهات مع الحوثيين بشملان (محفوظ). (17 سبتمبر 2014).
236. 1 2  تواصل الاشتباكات في اليمن بين الحوثيين والجيش ومواليه (محفوظ). (17 سبتمبر 2014).
237. ↑  تواصل الاشتباكات في اليمن بين الحوثيين والجيش ومواليه (محفوظ). (17 سبتمبر 2014).
238. ↑  (سبأ) تنشر نص اتفاق السلم والشراكة الوطنية (محفوظ). (21 سبتمبر 2014).
239. ↑  خاص وصول اللواء على محسن الي السعودية (محفوظ). (22 سبتمبر 2014).
240. ↑  علي محسن الأحمر لـ"العربي الجديد": شرعية هادي لتفادي الحرب (محفوظ). (26 سبتمبر 2014).
241. ↑  قائد "راجمات" الصواريخ لـ"سبق": قرار الملك سلمان استراتيجي لشعوب لا تؤمن إلا بالقوة (محفوظ). (12 أبريل 2015).
242. ↑  خطاب السيد عبدالملك الحوثي بمناسبة إنتصار الثورة وتوقيع إتفاق الشراكة 23-9-2014م (محفوظ). (23 سبتمبر 2014).
243. ↑  هادي يدعو إلى انسحاب المتمردين الحوثيين من صنعاء (محفوظ). مؤرشف من الأصل في 13 ديسمبر 2019. وصل لهذا المسار في 27 سبتمبر 2014.
244. ↑  رئيس الجمهورية يدعو أبناء الوطن إلى نبذُ الفرُقةَ والخصومةَ والتوحد في شراكة حقيقية والتطلع للمستقبلِ بروحٍ تمحو الماضي (محفوظ). (25 سبتمبر 2014).
245. ↑  اليمن: مسلحون حوثيون يقتحمون مبنى الأمن القومي بصنعاء (محفوظ). (24 سبتمبر 2014).
246. ↑  عناصر «حزب الله» والحرس الثوري في صنعاء لمساعدة الحوثيين (محفوظ). (27 سبتمبر 2014).
247. 1 2  الاحمدي : الحوثيون اقتحموا منزلي ولم يقتحموا الامن القومي (محفوظ). (25 سبتمبر 2014).
248. ↑  NATIONAL SECURITY RELEASES 7 DETAINED HOUTHIS (محفوظ). (17 يوليو 2013).
249. ↑  الناطق باسم انصار الله يحدد موعد استلام الأجهزة الأمنية للمنشئات في صنعاء ويكشف عما يجري بجوار الأمن القومي (محفوظ). مؤرشف من الأصل في 13 ديسمبر 2019.
250. ↑  الحوثيون يهاجمون منزل رئيس الأمن القومي في اليمن (محفوظ). (27 سبتمبر 2014).
251. ↑  00:00:00&Itemid=59 4 قتلى إثر اشتباه "حوثي" بوجود ن "محسن" في منزل "الأحمدي" (محفوظ). (28 سبتمبر 2014).
252. ↑  اليمن : قناة (المسيرة) تعد بالكشف عن تفاصيله ،، اكتشاف نفق أرضي هو الثاني خلال شهر (محفوظ). (24 سبتمبر 2014).
253. ↑  العثور على مختبرات ومعامل لتصنيع المتفجرات في شقة بجامعة الايمان (محفوظ). (25 سبتمبر 2014).
254. ↑  اكتشاف نفق أرضي يربط بين جامعة العلوم ومقر الفرقة الأولى مدرع (سابقاً)- جولة مصوّرة (محفوظ). (24 سبتمبر 2014).
255. ↑  جولة مصورة في سجون الفرقة المنحلة بعد سيطرة انصار الله عليها (محفوظ). (25 سبتمبر 2014).
256. 1 2  جامعة الإيمان تنفي وجود معامل متفجرات في مقرها الرئيس بصنعاء وتطالب جماعة الحوثي بالإعتذار (محفوظ). (3 أكتوبر 2014).
257. ↑  قرار رئيس الجمهورية بتكليف الدكتور أحمد عوض بن مبارك بتشكيل الحكومة (محفوظ). (7 أكتوبر 2014).
258. ↑  السيد عبدالملك الحوثي : لن نقبل بأن تُفرض علينا إرادة خارجية تصادر مصلحة البلد ابدًا وأدعو جماهير الشعب للخروج المشرف منعًا للإلتفاف على الثورة ورفضًا للوصاية “تفاصيل الخطاب” (محفوظ). (8 أكتوبر 2014).
259. ↑  بيان هام عن المؤتمر والتحالف بشأن تكليف بن مبارك (نص البيان) (محفوظ). (8 أكتوبر 2014).
260. ↑  الارياني يعتبر بيان المؤتمر الشعبي مناقضًا لقراره السابق بتفويض هادي لاختيار رئيس الوزراء (محفوظ). (8 أكتوبر 2014).
261. ↑  رئيس الجمهورية يقبل اعتذار بن مبارك عن تشكيل الحكومة وأنصار الله يوقفون فعالياتهم الاحتجاجية (محفوظ). (9 أكتوبر 2014).
262. ↑  عاجل: الرئيس هادي يوافق على اعتذار بن مبارك وشهارة نت تنشر نص الاعتذار (محفوظ). (9 أكتوبر 2014).
263. ↑  رئيس الجمهورية يكلف خالد محفوظ عبد الله بحاح بتشكيل الحكومة (محفوظ). (13 أكتوبر 2014).
264. ↑  الرئيس هادي يفتح النار على الحوثيين (محفوظ). (26 أكتوبر 2014).
265. ↑  ناطق الحوثيين يرفض طلبا رئاسيا ويؤكد استمرار مسلحيهم في العاصمة ويكشف مصير محافظة البيضاء (محفوظ). (29 أكتوبر 2014).
266. ↑  النص الكامل لخطاب السيد عبدالملك الحوثي بمناسبة السنة الهجرية الجديدة (محفوظ). (25 أكتوبر 2014).
267. ↑  قرار جمهوري بتشكيل الحكومة وتسمية اعضائها (محفوظ). (7 نوفمبر 2014).
268. ↑  في ختام زيارته لصنعاء..بنعمر يدعو الأطراف اليمنية تنفيذ التزاماتها لاستكمال استحقاقات المرحلة (محفوظ). (8 نوفمبر 2014).
269. ↑  SECURITY COUNCIL PRESS STATEMENT ON YEMEN (محفوظ). (8 نوفمبر 2014).
270. ↑  رئيس وأعضاء الحكومة يؤدون اليمين الدستورية أمام رئيس الجمهورية (مكتمل) (محفوظ). (9 نوفمبر 2014).
271. 1 2  مجلس النواب يوافق على البرنامج العام للحكومة ويمنحها الثقة بالإجماع (معتمد) (محفوظ). (18 ديسمبر 2014).
272. ↑  خطبة عبد الملك الحوثي أمام زعماء قبيلة خولان في ديسمبر 2014 (محفوظ). (15 ديسمبر 2014).
273. 1 2  لجنة صياغة الدستور: مسودة الدستور تضم 446 مادة موزعة على عشرة أبواب و13 فصلاً (محفوظ). (4 يناير 2015).
274. 1 2  تسريب مكالمة بين الرئيس عبدربة هادي واحمد بن مبارك كاملة (محفوظ). (20 أغسطس 2015).
275. 1 2 3 4  جماعة أنصار الله تعلن سلسلة إجراءات خاصة مقبلة و"توقيف" بن مبارك.. نص البيان (محفوظ). (17 يناير 2015).
276. ↑  قيادي حوثي يكشف تفاصيل البند السابع من اتفاق السلم والشراكة (محفوظ). (26 ديسمبر 2014).
277. 1 2  الرئيس اليمني يهدد بالاستقالة.. و"أنصار الله" تصدر بيانًا توضيحيًا جديداً (محفوظ). (18 يناير 2015).
278. ↑  مسيرة صعدة (إسقاط حكومة المحاصصة واستمرار الثورة ) (محفوظ). (20 أغسطس 2013).
279. ↑  Who Are Yemen's Houthis? (محفوظ). (20 أغسطس 2015).
280. 1 2 3  الثورة اليمنية حطمت الكوابيس.. ولم تحقق الحلم بعد (محفوظ). (7 يناير 2015).
281. ↑  The NDC, Federalism, & Violent Conflict: What’s Next for Yemen? (محفوظ). (20 أغسطس 2014).
282. ↑  تفتيش الطائرات الأمريكية بمطار صنعاء وإيقافها لأول مرة تثير غضب السفير الأمريكي وتُشعرة بالقلق (محفوظ). (12 ديسمبر 2014).
283. ↑  Shiite rebels, allies replace Yemeni governor (محفوظ). (14 ديسمبر 2014).
284. ↑  اللجنة النقابية بمؤسسة الثورة تعلن توقف اصدار صحيفة الثورة إثر اقتحامها من مجموعة أشخاص حاولوا فرض اخبار تخالف السياسة التحريرية (محفوظ). (16 ديسمبر 2014).
285. ↑  اليمن.. أمر قضائي بإيقاف مدير شركة صافر "النفطية" ونائبه بسبب قضايا فساد (محفوظ). (17 ديسمبر 2014).
286. ↑  الحوثيون يطالبون هادي بتعيين نائب للرئيس منهم (محفوظ). (21 يناير 2015).
287. ↑  الحوثيين طالبوا هادي بمناصب سيادية أثناء حصاره (محفوظ). (26 يناير 2015).
288. ↑  فيديو لخطاب زعيم أنصار الله عبدالملك الحوثي (محفوظ). (15 ديسمبر 2014).
289. ↑  00:00:00&Itemid= زعيم الحوثيين يحدد ثلاث مسارات لمشروع تياره، في رسالة إلى "اللجان الثورية" (محفوظ). (27 ديسمبر 2014).
290. ↑  Mission of Ministry of Interior of Yemen: Provide Security for All Citizens or Propagate Wahhabism? (محفوظ). (20 أغسطس 2013).
291. ↑  مقتل جنوبيين برصاص مسلحين تابعين للشيخ علي عبدربه العواضي (محفوظ). (20 أغسطس 2013).
292. 1 2  وثائقي بي بي سي: الحوثيون من الجبل إلى السلطة (محفوظ). (20 أغسطس 2015).
293. ↑  East North Africa/Iran Gulf/Yemen/154-the-huthis-from-saada-to-sanaa.pdf The Huthis: From Saada to Sanaa (محفوظ). (20 أغسطس 2014).
294. ↑  Ali H. Soufan (2011). The Black Banners: The Inside Story of 9/11 and the War Against al-Qaeda. W. W. Norton & Company. ص. 154. ISBN:9780393083477.
295. ↑  Beverley Milton-Edwards (2013). Islamic Fundamentalism. Routledge. ص. 152. ISBN:9781136029448.
296. ↑  Nefissa Naguib, Inger Marie Okkenhaug (2008). Interpreting Welfare and Relief in the Middle East. BRILL. ص. 143. ISBN:9789004164369.
297. 1 2  Houthi Fighters Take Yemen's Presidential Palace, Shell President's Residence (محفوظ). (20 يناير 2015).
298. 1 2  السيد عبدالملك #الحوثي: اتفاق السلم والشراكة عقد سياسي ملزم لكافة الأطراف (محفوظ). (20 يناير 2015).
299. ↑  اجتماع رئيس الجمهورية مع مستشاريه يتوج بالتوصل إلى اتفاق إزاء مختلف القضايا - سبأ نت (محفوظ). مؤرشف من الأصل في 28 مايو 2023. وصل لهذا المسار في 21 يناير 2015.
300. ↑  مستشار الرئيس اليمنى: الحوثيون طالبوا بتعيين نائب حوثى وضم الآلاف للجيش (محفوظ). مؤرشف من الأصل في 30 يناير 2021. وصل لهذا المسار في 8 فبراير 2015.
301. ↑  رئيس الوزراء: إما المسار الدستوري والقانوني والمؤسسي أو مسار الفوضى (محفوظ). (20 أغسطس 2014).
302. ↑  اجتماع طارئ للبرلمان اليمني الأحد لمناقشة "الأوضاع الراهنة" بعد استقالة الرئيس والحكومة (محفوظ). مؤرشف من الأصل في 24 مارس 2023. وصل لهذا المسار في 8 فبراير 2015.
303. ↑  السيد الحوثي يدعو لاجتماع استثنائي وتاريخي ويعتبر استقالة هادي بالغير موفقة (محفوظ). (27 يناير 2015).
304. ↑  الحوثيون يمهلون القوى السياسية الأخرى 3 أيام لإنهاء أزمة الفراغ في الرئاسة (محفوظ). (1 فبراير 2015).
305. ↑  ليمن: قصة الصراع بين رئيسَين (محفوظ). (20 أغسطس 2014).
306. ↑  Ban calls for restoration of Yemeni's President Hadi (محفوظ). (8 فبراير 2015).
307. 1 2  Charles Schmitz (محفوظ). (20 أغسطس 2015).
308. ↑  Council conclusions on Yemen (محفوظ). (20 أغسطس 2015).
309. ↑  US State Dept condemns dissolution of parliament in Yemen (محفوظ). (20 أغسطس 2015).
310. ↑  السفارة البريطانية لدى اليمن تعلق خدماتها مؤقتا (محفوظ). (20 أغسطس 2015).
311. 1 2  Yemen Shiite militia rejects UN call to cede power (محفوظ). (16 فبراير 2015).
312. ↑  Revolutionary Committee calls UNSC to respect Yemeni people's will (محفوظ). (20 أغسطس 2015).
313. ↑  Yemeni president flees Houthi-controlled capital, denounces 'coup' (محفوظ). (20 أغسطس 2015).
314. ↑  اليمن.. إجراءات خليجية تتصدى للفشل الدولي (محفوظ). (15 فبراير 2015).
315. ↑  دول الخليج ترفض التدخلات الخارجية في اليمن (محفوظ). (20 أغسطس 2014).
316. ↑  دول الخليج توافق على عقد الحوار اليمني في الرياض (محفوظ). (9 مارس 2015).
317. ↑  قانون الانتخابات العامة والاستفتاء المادة 65 البند 4 (محفوظ). (20 أغسطس 2001).
318. 1 2 3 4  President Hadi: Ineffective And Illegitimate? (محفوظ). (20 أغسطس 2014).
319. ↑  UN Security Council Considers Extending Hadi's Term in Yemen (محفوظ). (20 أغسطس 2012).
320. ↑  Aden: Refuge of Yemen's president and target of his enemies (محفوظ). (20 أغسطس 2015).
321. ↑  BRUCE GILLEY (محفوظ). (20 أغسطس 2006).
322. ↑  Yemen elects new leader in walkover election (محفوظ). (20 أغسطس 2012).
323. ↑  War is Peace in Yemen (محفوظ). (10 أبريل 2015).
324. 1 2  Political Order in Changing Societies (محفوظ). (20 أغسطس 1968).
325. ↑  بن عمر: لن يستطيع أي طرف فرض سيطرته على اليمن عسكريا (محفوظ). (4 مارس 2015).
326. 1 2 3  Security Council 2140 Sanctions Committee Designates Three Individuals as Subject to Assets Freeze, Travel Ban (محفوظ). (7 نوفمبر 2014).
327. ↑  الاحلام الحوثية تتحطم على صخرة دماج الابية (محفوظ). (20 أغسطس 2013).
328. ↑  Political Unrest in Yemen (محفوظ). (30 يناير 2015).
329. 1 2  A key player in Yemen’s political chaos? A strongman ousted in 2012 (محفوظ). (12 فبراير 2015).
330. 1 2  Yemen Faces Uncertainty After Government Resigns (محفوظ). (28 يناير 2015).
331. ↑  خطأ في استخدام القالب استيلاء أنصار الله الحوثيين على السلطة: يجب تحديد المعاملات  مسار و عنوان حاليا المسار بلا قيمة والعنوان Regionalism and Rebellion in Yemen: A Troubled National Union صفحة. 244 (20 أغسطس 2012).
332. ↑  صعتر: الاتهامات الأمريكية بانتمائي لـ  القاعدة  غير صحيحة ! (محفوظ). (20 أغسطس 2005).
333. ↑  خطأ في استخدام القالب استيلاء أنصار الله الحوثيين على السلطة: يجب تحديد المعاملات  مسار و عنوان حاليا المسار بلا قيمة والعنوان Political Leaders of the Contemporary Middle East and North Africa: A Biographical Dictionary صفحة. 480 (20 أغسطس 1990).
334. ↑  صعدة: الحوثيون يديرون شؤون المحافظة وفارس مناع يعلن عودة الحياة الطبيعية غد (محفوظ). (20 أغسطس 2011).
335. ↑  اليمن: قصة الصراع بين رئيسَين (محفوظ). (20 أغسطس 2014).
336. ↑  ناطق المؤتمر الشعبي يُكذب قناة "العربية" بشأن دعوة الجماهير للخروج (محفوظ). (7 فبراير 2015).
337. ↑  خطأ في استخدام القالب استيلاء أنصار الله الحوثيين على السلطة: يجب تحديد المعاملات  مسار و عنوان حاليا المسار بلا قيمة والعنوان Yemen: Dancing on the Heads of Snakes صفحة. 122 (20 أغسطس 2010).
338. ↑  Debating Federalism in Yemen (محفوظ). (20 أغسطس 2013).
339. ↑  الأقلمة المناطقية والابتذال الطائفي (محفوظ). (1 فبراير 2015).
340. ↑  محلل سياسي يمني :الإصلاح يقف مع تمزيق اليمن ولا يحسن سوى تدبير المكايد (محفوظ). (18 يناير 2015).
341. ↑  Larry Diamond, Marc F. Plattner (2014). Democratization and Authoritarianism in the Arab World. JHU Press. ص. 286. ISBN:9781421414164.
342. 1 2 3  Victoria Clark (2010). Yemen: Dancing on the Heads of Snakes. Yale University Press. ص. 24. ISBN:9780300167344.
343. ↑  أمين الريحاني (1924). ملوك العرب. دار الجيل. ص. 142. ISBN:978-6140106284.
344. ↑  Stephen W. Day (2012). Regionalism and Rebellion in Yemen: A Troubled National Union. Cambridge University Press. ص. 127. ISBN:9781107379909.
345. ↑  Hamdi Assassination (محفوظ). (20 أغسطس 1977).
346. ↑  The Conflicts in Yemen and U.S. National Security (محفوظ). (20 أغسطس 2011).
347. ↑  Victoria Clark (2010). Yemen: Dancing on the Heads of Snakes. Yale University Press. ص. 123. ISBN:9780300167344.
348. ↑  Stephen W. Day (2012). Regionalism and Rebellion in Yemen: A Troubled National Union. Cambridge University Press. ص. 191. ISBN:9781107379909.
349. ↑  What’s behind Yemen’s recent political turmoil (محفوظ). (20 أغسطس 2015).
350. ↑  Nadav Safran (1988). Saudi Arabia: The Ceaseless Quest for Security. Cornell University Press. ص. 393. ISBN:9780801494840.
351. ↑  Nadav Safran (1988). Saudi Arabia: The Ceaseless Quest for Security. Cornell University Press. ص. 132. ISBN:9780801494840.
352. ↑  مسيرة في العاصمة صنعاء ترفض الحوار مع جماعة الحوثيين في ظل استمرار الانقلاب (محفوظ). (28 فبراير 2015).
353. ↑  هادي يدعو الحوثيين إلى الخروج من العاصمة (محفوظ). (20 أغسطس 2015).
354. ↑  Yemen: Security Council calls on all parties to stay committed to peaceful political transition (محفوظ). (20 أغسطس 2015).
355. ↑  [tt_news=37687 The Unseen Hand: Saudi Arabian Involvement in Yemen] (محفوظ). (20 أغسطس 2011).
356. ↑  Salmoni, Barak, Bryce Loidolt and Madeleine Wells (2010). Regime and Periphery in Northern Yemen: The Huthi Phenomenon. RAND Corporation. ص. 192. ISBN:9780833049742.{{استشهاد بكتاب}}:  صيانة الاستشهاد: أسماء متعددة: قائمة المؤلفين (link)
357. ↑  United States Suspends Embassy Operations in Sana'a (محفوظ). (20 أغسطس 2015).
358. ↑  الكرة في ملعب الحوثيين (محفوظ). (20 أغسطس 2015).
359. ↑  اتخذت سفارة روسيا في اليمن اليوم الجمعة، إجراءات أمن إضافية لموظفيها بسبب الوضع الأمني الذي يعاني منه البلد حاليا (محفوظ). (20 أغسطس 2015).
360. 1 2  Yemen Shiite militia rejects UN call to cede power (محفوظ). (20 أغسطس 2015).
361. ↑  U.S. envoy to Yemen to operate out of Saudi Arabia (محفوظ). (3 مارس 2015).
362. ↑  William J. Crotty (2005). Democratic Development & Political Terrorism: The Global Perspective. UPNE. ص. 148. ISBN:9781555536251.
363. 1 2 3  Raymond A. Hinnebusch, Anoushiravan Ehteshami (2002). The Foreign Policies of Middle East States. Lynne Rienner Publishers. ص. 258. ISBN:9781588260208.{{استشهاد بكتاب}}:  صيانة الاستشهاد: التاريخ والسنة (link)
364. ↑  Michael C. Hudson (1999). Middle East Dilemma: The Politics and Economics of Arab Integration. Columbia University Press. ص. 148. ISBN:9780231111386.
365. ↑  Augustus Richard Norton (2001). Civil society in the Middle East. BRILL. ص. 298. ISBN:9789004104693.
366. ↑  Yemen's Hijacked Revolution (محفوظ). (20 أغسطس 2011).
367. ↑  حسين عبدالله الأحمر يتحدث عن السعودية ودعمها له ولمشائخ ومنظمات يمنية ودورها في اليمن (محفوظ). (16 نوفمبر 2012).
368. ↑  السعودية بين الواقع المر والواجب المفترض (محفوظ). (18 ديسمبر 2014).
369. ↑  من مقابلة حميد الأحمر مع قناة معين اليمنية (محفوظ). (18 يوليو 2014).
370. ↑  اليمن بين قلق الخليج وعبث الأحزاب اليمنية (محفوظ). (22 مارس 2015).
371. ↑  السعودية اللاعب الأخطر (محفوظ). (27 ديسمبر 2014).
372. ↑  اليمن ما بعد الانقلاب (محفوظ). (26 يناير 2015).
373. ↑  اليمن بين السعودية وإيران (محفوظ). (6 مارس 2015).
374. ↑  السعودية أم إيران؟.. السؤال الغلط (محفوظ). (2 مارس 2015).
375. ↑  Political Finance data for Yemen (محفوظ). (20 أغسطس 2003).
376. ↑  المادة 160 (محفوظ). (20 أغسطس 1994).
377. ↑  Yemen Corruption Assessment (محفوظ). (25 سبتمبر 2006).
378. 1 2  قانون الصحافة والمطبوعات (محفوظ). (20 أغسطس 1990).
379. 1 2  السفير السعودي بصنعاء يجدد موقف بلاده الثابت وحرصها على أمن واستقرار ووحدة اليمن (محفوظ). (4 ديسمبر 2014).
380. ↑  Al Saud: Why They Go After ISIS (محفوظ). (20 أغسطس 2015).
381. ↑  Julie Chernov Hwang, Julie Chernov-Hwang (2012). Peaceful Islamist Mobilization in the Muslim World: What Went Right. Palgrave Macmillan. ص. 157. ISBN:9781137016232.
382. 1 2  Sheila Carapico (2007). Civil Society in Yemen: The Political Economy of Activism in Modern Arabia. Cambridge University Press. ص. 204. ISBN:9780521034821.
383. ↑  A Call to Resist Saudi (and US) Aggression in Yemen (محفوظ). (3 أبريل 2015).
384. ↑  [http://www.merip.org/mer/mer204/clash-fundamentalisms A Clash of Fundamentalisms
Wahhabism in Yemen] (محفوظ). (20 أغسطس 1997).
385. ↑  Wheaton, Henry (1836). Elements of international law: with a sketch of the history of the science. Carey, Lea & Blanchard. p. 51
386. ↑  Sarah Philips (2008). Yemen's Democracy Experiment in Regional Perspective. Palgrave Macmillan. ص. 100. ISBN:9780230616486.
  - Steven Caton (2013). Yemen. ABC-CLIO. ص. 104. ISBN:9781598849288.
387. ↑  Marina Ottaway, Julia Choucair-Vizoso eds (2007). Beyond the Facade: Political Reform in the Arab World. Carnegie Endowment. ص. 253. ISBN:9780870032776. {{استشهاد بكتاب}}: |مؤلف= باسم عام (مساعدة)
388. ↑  Are Knudsen, Basem Ezbidi (2014). Popular Protest in the New Middle East: Islamism and Post-Islamist Politics. I.B.Tauris. ص. 110. ISBN:9781780769134.
389. ↑  Barak A. Salmoni, Bryce Loidolt, Madeleine Wells (2010). Regime and Periphery in Northern Yemen: The Huthi Phenomenon. Rand Corporation. ص. 36. ISBN:9780833049742.{{استشهاد بكتاب}}:  صيانة الاستشهاد: أسماء متعددة: قائمة المؤلفين (link)
390. ↑  00:00:00&Itemid= مؤتمر صحفي للسفير الأميركي ماثيو تولر (محفوظ). (20 أغسطس 2014).
391. ↑  حوار مع البروفيسور فريد هاليداي، الكاتب والأكاديمي، حول مستقبل الحركات الإسلامية في الشرق الأوسط (محفوظ). (20 أغسطس 2009).
392. ↑  تقرير يوثق اختطاف الحوثيين لآلاف اليمنيين نسخة محفوظة 2018-10-15 على موقع واي باك مشين.
393. ↑  Ami Ayalon (1990). Middle East Contemporary Survey. The Moshe Dayan Center. ص. 724. ISBN:9780813314495.
394. ↑  Stephen W. Day (2012). Regionalism and Rebellion in Yemen: A Troubled National Union. Cambridge University Press. ص. 208. ISBN:9781107022157.
395. ↑  Karl R. DeRouen (2008). Defense and Security: A Compendium of National Armed Forces and Security Policies. ABC-CLIO. ص. 839. ISBN:9781851097814.
396. ↑  A new generation of Saudi leaders — and a new foreign policy (محفوظ). (26 مارس 2015).
397. ↑  Saudi king aims for new Sunni bloc vs Iran and Islamic State (محفوظ). (5 مارس 2015).
398. ↑  Egypt’s Vietnam (محفوظ). (20 أغسطس 2015).
399. ↑  Salim Yaqub (2004). Containing Arab Nationalism: The Eisenhower Doctrine and the Middle East. University of North Carolina Press. ص. 44. ISBN:9780807855089.
400. ↑  Houthi Who? (محفوظ). (25 مارس 2015).
401. ↑  Clive Jones (2010). Britain and the Yemen Civil War, 1962-1965: Ministers, Mercenaries and Mandarins : Foreign Policy and the Limits of Covert Action. Sussex Academic Press. ص. 136. ISBN:9781845191986.
402. ↑  What’s Really Behind the Saudi Attack on Yemen (محفوظ). (20 أغسطس 2015).
403. ↑  John L. Esposito (1998). Islam and Politics. Syracuse University Press. ص. 74. ISBN:9780815627746.
404. ↑  Vincent L. Wimbush (2013). MisReading America: Scriptures and Difference. Oxford University Press. ص. 277. ISBN:9780199977338.
405. ↑  حسين عبدالله الأحمر يتحدث عن السعودية ودعمها له ولمشائخ ومنظمات يمنية ودورها في اليمن (محفوظ). (16 نوفمبر 2012).
406. 1 2  Fred Halliday (2013). Nation and Religion. Saqi. ص. 40. ISBN:9780863567193.
407. ↑  Robert I. Rotberg (2005). Battling Terrorism in the Horn of Africa. Brookings Institution Press. ص. 2. ISBN:9780815775706.{{استشهاد بكتاب}}:  صيانة الاستشهاد: التاريخ والسنة (link)
408. ↑  Christopher Boucek, Marina Ottaway (2010). Yemen on The Brink. Carnegie Endowment. ص. 25. ISBN:9780870033292.
409. ↑  Thomas Small, Jonathan Hacker (2014). Path of Blood: The Story of Al Qaeda's War on Saudi Arabia. Simon and Schuster. ص. 67. ISBN:9781471135750.
410. ↑  Layla Al-Zubaidi, Matthew Cassel (2013). Writing Revolution: The Voices from Tunis to Damascus. I.B.Tauris. ص. 158. ISBN:9781780765402.
411. ↑  Playing big brother to Yemen, Saudis breed resentment (محفوظ). (20 أغسطس 2011).
412. 1 2  Uzi Rabi (2014). Yemen:: Revolution, Civil War and Unification. I.B.Tauris. ص. 73. ISBN:9780857737717.
413. ↑  Robin Leonard Bidwell (1998). Dictionary of Modern Arab History: An A to Z of Over 2,000 Entries from 1798 to the Present Day. Routledge. ص. 263. ISBN:9780710305053.
414. ↑  Uzi Rabi (2014). Yemen:: Revolution, Civil War and Unification. I.B.Tauris. ص. 75. ISBN:9780857737717.
415. ↑  Opposition To al-Hamdi (محفوظ). (20 أغسطس 1976).
416. ↑  Charles Tripp (1984). Regional Security in the Middle East. international Institute for Strategic Studies. ص. 34. ISBN:9780566006739.
417. ↑  Stephen M. Walt (2013). The Origins of Alliance. Cornell University Press. ص. 232. ISBN:9780801469985.
418. ↑  J.E. Peterson (2013). Saudi Arabia and the Illusion of Security. Routledge. ص. 24. ISBN:9781136051524.
419. ↑  Hassan Hamdan al-Alkim (2012). Dynamics of Arab Foreign Policy-Making in the Twenty-First Century: Domestic Constraints and External Challenges. Saqi. ص. 41. ISBN:9780863568084.
420. ↑  William Mark Habeeb, Rafael D. Frankel, Mina Al-Oraibi (2012). The Middle East in Turmoil: Conflict, Revolution, and Change. ABC-CLIO. ص. 207. ISBN:9780313339141.{{استشهاد بكتاب}}:  صيانة الاستشهاد: أسماء متعددة: قائمة المؤلفين (link)
421. ↑  Tom Lansford (2014). Political Handbook of the World 2014. CQ Press. ص. 1605. ISBN:9781483333274.
422. ↑  [http://www.al-bab.com/blog/2015/march/yemen-saudi-relations.htm#sthash.LzEV9QQC.PZsy7kS5.dpbs Yemen and Saudi Arabia
A historical review of relations] (محفوظ). (26 مارس 2015).
423. ↑  Peter Wilson (1994). Saudi Arabia : The Coming Storm. M.E. Sharpe. ص. 129. ISBN:9780765633477.
424. ↑  Hassan Hamdan al-Alkim (2012). Dynamics of Arab Foreign Policy-Making in the Twenty-First Century: Domestic Constraints and External Challenges. Saqi. ص. 41. ISBN:9780863568084.
425. ↑  Sheila Carapico (2007). Civil Society in Yemen: The Political Economy of Activism in Modern Arabia. Cambridge University Press. ص. 50. ISBN:9780521034821.
426. ↑  Victoria Clark (2010). Yemen:Dancing on the Heads of Snakes. Yale University Press. ص. 133. ISBN:9780300167344.
427. ↑  Robert D. Burrowes (2010). Historical Dictionary of Yemen. Rowman & Littlefield. ص. 234. ISBN:9780810855281.
428. ↑  Anoushiravan Ehteshami, Emma C. Murphy (2013). The International Politics of the Red Sea. Routledge. ص. 112. ISBN:9781136670749.
429. ↑  Jonathan Schanzer (2005). Al-Qaeda's Armies: Middle East Affiliate Groups & the Next Generation of Terror. SP Books. ص. 69. ISBN:9781561718849.
430. ↑  Steven C. Caton (2013). Yemen. ABC-CLIO. ص. 122. ISBN:9781598849288.
431. ↑  Yemen (محفوظ). (20 أغسطس 2014).
432. 1 2  Shalom Staub (1989). Yemenis in New York City: The Folklore of Ethnicity. Balch Institute Press. ص. 74. ISBN:9780944190050.
433. ↑  Jason Burke (2004). Al-Qaeda: The True Story of Radical Islam. I.B.Tauris. ص. 140. ISBN:9781850436669.
434. ↑  Potential new GCC additions may be received warily: poll (محفوظ). (20 أغسطس 2011).
435. ↑  Steven C. Caton (2013). Yemen. ABC-CLIO. ص. 119. ISBN:9781598849288.
436. ↑  Ragaei el Mallakh (1981). The Economic Development of the Yemen Arab Republic (RLE Economy of Middle East). Routledge. ص. 43. ISBN:9781317598114.
437. ↑  Ragaei el Mallakh (1981). The Economic Development of the Yemen Arab Republic (RLE Economy of Middle East). Routledge. ص. 45. ISBN:9781317598114.
438. ↑  The Yemen Arab Republic And The Politics Of Balance (محفوظ). صفحة. 256 (20 أغسطس 1981).
439. ↑  International labour migration: Consequences for countries of origin (محفوظ). (20 أغسطس 1996).
440. ↑  Ragaei el Mallakh (1981). The Economic Development of the Yemen Arab Republic (RLE Economy of Middle East). Routledge. ص. 50. ISBN:9781317598114.
441. ↑  Robert E. Miller, Rick Wilford (2004). Women, Ethnicity and Nationalism: The Politics of Transition. Routledge. ص. 122. ISBN:9781134695492.
442. ↑  Robert E. Miller,Rick Wilford (2004). Women, Ethnicity and Nationalism: The Politics of Transition. Routledge. ص. 122. ISBN:9781134695492.
443. ↑  Yemen’s Houthi movement and the revolution (محفوظ). (20 أغسطس 2012).
444. ↑  Political Unrest in Yemen (محفوظ). (30 يناير 2015).
445. ↑  حتى متى يحتمل اليمن تدهور أوضاعه (محفوظ). مؤرشف من الأصل في 13 ديسمبر 2019.
446. ↑  YYemen’s Houthi rebels’ goals remain unclear (محفوظ). (5 فبراير 2015).
447. ↑  Who are the houthis, part one: what are they fighting for? (محفوظ). (20 أغسطس 2009).
448. ↑  The primacy of stability over real change (محفوظ). (30 يناير 2015).
449. ↑  خطر دخول أمريكا إلى اليمن (محفوظ). (20 أغسطس 2013).
450. ↑  ملزمة مسؤولية أهل البيت عليهم السلام (محفوظ). (20 أغسطس 2013).
451. ↑  ملزمة : لتحذن حذو بني إسرائيل (محفوظ). (20 أغسطس 2014).
452. ↑  ملزمة : لتحذن حذو بني إسرائيل (محفوظ). (20 أغسطس 2014).
453. ↑  ملزمة : لتحذن حذو بني إسرائيل (محفوظ). (20 أغسطس 2014).
454. ↑  Who Are The Houthis, Part One: What Are They Fighting For? (محفوظ). (20 أغسطس 2009).
455. ↑  Barak A. Salmoni, Bryce Loidolt, Madeleine Wells (2010). Regime and Periphery in Northern Yemen: The Huthi Phenomenon. Rand. ص. 24. ISBN:9780833049339.{{استشهاد بكتاب}}:  صيانة الاستشهاد: أسماء متعددة: قائمة المؤلفين (link)
456. ↑  [tt_news=508 Understanding the Second Houthi Rebellion in Yemen] (محفوظ). (20 أغسطس 2005).
457. ↑  بدر الدين الحوثي لـ«الوسط»:الرئيس خاف أن يأخذ (حســـين) منه الولاية والإمامة خاصة بآل البيت (محفوظ). (20 أغسطس 2005).
458. ↑  Barak A. Salmoni, Bryce Loidolt, Madeleine Wells (2010). Regime and Periphery in Northern Yemen: The Huthi Phenomenon. Rand. ص. 88. ISBN:9780833049339.{{استشهاد بكتاب}}:  صيانة الاستشهاد: أسماء متعددة: قائمة المؤلفين (link)
459. ↑  محاضرة للسيد حسين الحوثي حديث الولاية (محفوظ). (20 أغسطس 2002).
460. ↑  محاضرة للسيد حسين الحوثي حديث الولاية (محفوظ). (20 أغسطس 2002).
461. ↑  Who Are The Houthis, Part One: What Are They Fighting For? (محفوظ). (20 أغسطس 2009).
462. ↑  ناطق أنصار الله في مقابلة مع صحيفة الشروق الجزائرية : أنصار الله سلموا كافة الجزائريين الذين تم توقيفهم في دماج والبعض منهم الآن مقاتلين مع تنظيم ما يسمى بالقاعدة (محفوظ). (20 أغسطس 2014).
463. ↑  ناطق أنصار الله في مقابلة مع صحيفة الشروق الجزائرية : أنصار الله سلموا كافة الجزائريين الذين تم توقيفهم في دماج والبعض منهم الآن مقاتلين مع تنظيم ما يسمى بالقاعدة (محفوظ). (20 أغسطس 2014).
464. ↑  احمد شرف الدين: لا نريد دولة دينية (محفوظ). (20 أغسطس 2013).
465. 1 2  East North Africa/Iran Gulf/Yemen/154-the-huthis-from-saada-to-sanaa.pdf International Crisis Group, “The Huthis: From Saada to Sanaa,” Middle East Report, no. 154, 10 June 2014[وصلة مكسورة] نسخة محفوظة 2022-12-26 على موقع واي باك مشين.
466. ↑  Yemen’s former president Ali Abdullah Saleh behind Houthis’ rise (محفوظ). (26 مارس 2015).
467. ↑  A False Dawn for Yemen's Militants (محفوظ). (20 أغسطس 2011).
468. ↑  Barak A. Salmoni, Bryce Loidolt, Madeleine Wells (2010). Regime and Periphery in Northern Yemen: The Huthi Phenomenon. Rand. ص. 235. ISBN:9780833049339.{{استشهاد بكتاب}}:  صيانة الاستشهاد: أسماء متعددة: قائمة المؤلفين (link)
469. ↑  Barak A. Salmoni, Bryce Loidolt, Madeleine Wells (2010). Regime and Periphery in Northern Yemen: The Huthi Phenomenon. Rand. ص. 120. ISBN:9780833049339.{{استشهاد بكتاب}}:  صيانة الاستشهاد: أسماء متعددة: قائمة المؤلفين (link)
470. ↑  00:00:00&Itemid=59 "الزنداني" الأب والإبن:مؤتمر الحوار يريد الشرك بالله وتحكيم الطاغوت (محفوظ). (20 أغسطس 2013).
471. ↑  اليمن: خلاف حول الهوية الدينية يعيق عمل فريق بناء الدولة في مؤتمر الحوار ويفجر أزمة بين الاسلاميين وحلفائهم (محفوظ). (20 أغسطس 2013).
472. ↑  رؤية الحوثيين لـ«هوية الدولة» توجه سهامها نحو الإسلام! (محفوظ). (20 أغسطس 2013).
473. ↑  جماعة الحوثي تدشن حربها الجديدة ضد أهل السنة لتهديد المملكة ولمساعدة إيران (محفوظ). (6 يناير 2015).
  - معركة الشيعة المعاصرة مع السنة! (محفوظ). (20 أغسطس 2013).
  - كلمة الشيخ حسين الأحمر نصرة لدماج على قناة صفا (محفوظ). (20 أغسطس 2013).
  - http://islamion.com/news/show/11114 (محفوظ). (20 أغسطس 2013).
  - تقرير استخباراتي : إيران تمول لأضخم عملية في الشرق الاوسط ستنفذ باليمن (محفوظ). (8 يونيو 2014).
  - كلنا عيال تسعة : حملة لمناهضة العنصرية في اليمن (محفوظ). (20 أغسطس 2014).
  - الحوثيون طوق شيعي للسيطرة على اليمن والخليج والحكومة اليمنية ترفض الكشف عن مصادر التمويل وأمريكا تتورط في دعم التمرد (محفوظ). (20 أغسطس 2013).
474. ↑  البرنامج السياسي للتجمع اليمني للإصلاح (محفوظ). مؤرشف من الأصل في 30 مارس 2022. وصل لهذا المسار في 9 يونيو 2014.
475. ↑  عندما تصبح العنصرية دينا (محفوظ). (20 أغسطس 2012).
476. ↑  هل يشترط في الخليفة أن يكون قرشيا (محفوظ). (20 أغسطس 2007).
477. ↑  الخلافة في قريش، والناس تبع لقريش (محفوظ). مؤرشف من الأصل في 19 أكتوبر 2021. وصل لهذا المسار في 13 أبريل 2015.
478. ↑  فتوى عن التحزب والديمقراطية (محفوظ). (20 أغسطس 2012).
479. ↑  كيف صارت الخلافة إلى عثمان رضي الله عنه (محفوظ). (20 أغسطس 2003).
480. ↑  Elie Kedourie (1994). Democracy and Arab Political Culture. Frank Cass & Co. Ltd. ص. 5. ISBN:9781135234850.
481. ↑  Yemen's President Flees As Rebels Close In (محفوظ). (26 مارس 2015).
482. ↑  Shahram Akbarzadeh (2013). American Democracy Promotion in the Changing Middle East: From Bush to Obama. Routledge. ص. 150. ISBN:9780415520553.
483. ↑  A Conversation with John O. Brennan (محفوظ). (20 أغسطس 2012).
484. ↑  Shahram Akbarzadeh (2013). American Democracy Promotion in the Changing Middle East: From Bush to Obama. Routledge. ص. 155. ISBN:9780415520553.
485. ↑  What's Going On In Yemen? (محفوظ). (20 أغسطس 2015).
486. ↑  Yemen President Hadi: new leader, same routine (محفوظ). (20 أغسطس 2012).
487. ↑  Uzi Rabi (2014). Yemen:: Revolution, Civil War and Unification. I.B.Tauris. ص. 16. ISBN:9780857737717.
488. ↑  States in Development:Understanding State-building (محفوظ). (20 أغسطس 2008).
489. ↑  Barak A. Salmoni, Bryce Loidolt, Madeleine Wells (2010). Regime and Periphery in Northern Yemen: The Huthi Phenomenon. Rand Corporation. ص. 9. ISBN:9780833049742.{{استشهاد بكتاب}}:  صيانة الاستشهاد: أسماء متعددة: قائمة المؤلفين (link)
490. 1 2  Yemenis Tell Gen Abizaid About Iranian Interference And Regional Intentions (محفوظ). (20 أغسطس 2004).
491. 1 2  Yemenis Ask Codel For Help In Saada; Present Weak Evidence Of Iranian Links (محفوظ). (20 أغسطس 2007).
492. ↑  Yemenis Ask Codel For Help In Saada; Present Weak Evidence Of Iranian Links (محفوظ). (20 أغسطس 2007).
493. ↑  يا أهلنا في الخليج: تفريطكم باليمن تفريط بأنفسكم (محفوظ). (20 أغسطس 2014).
494. ↑  دوافع الحضور السعودي في قلب المشهد اليمني (محفوظ). (20 أغسطس 2014).
495. ↑  السعودية اللاعب الأخطر (محفوظ). (20 أغسطس 2014).
496. ↑  التدخل الإيراني السافر في اليمن.. الواقع والمستقبل (محفوظ). (20 أغسطس 2013).
497. ↑  هادي: الحوثيون يسعون لنشر التشيّع في اليمن (محفوظ). (20 أغسطس 2015).
498. ↑  Barak A. Salmoni, Bryce Loidolt, Madeleine Wells (2010). Regime and Periphery in Northern Yemen: The Huthi Phenomenon. Rand Corporation. ص. 179. ISBN:9780833049742.{{استشهاد بكتاب}}:  صيانة الاستشهاد: أسماء متعددة: قائمة المؤلفين (link)
499. ↑  خالد الشايع لـCNN: عاصفة الحزم من أجل أمن الحرمين ووأد أطماع الفرس التوسعية (محفوظ). (20 أغسطس 2015).
500. ↑  شيوخ مأرب يدعون العاهل السعودي إلى مساندتهم لوقف التوسع الحوثي (محفوظ). (20 أغسطس 2014).
501. ↑  التمرد الحوثي حرب إيرانية على العرب (محفوظ). (20 أغسطس 2009).
502. ↑  مصدر يمني: الحوثيون يقاتلون إلى جانب النظام في سوريا (محفوظ). (20 أغسطس 2013).
503. ↑  Yemen's Houthis proxy, not ally for Iran (محفوظ). (20 أغسطس 2014).
504. ↑  منى صفوان:يحتفل الحوثيون بالغدير لأول مرة في اليمن، كاستفزاز مذهبي (محفوظ). (20 أغسطس 2014).
505. ↑  الحوثيون يحييون يوم عاشوراء بمسيرة شيعية (محفوظ). (20 أغسطس 2015).
506. ↑  الحوثيون.. الطموحات «السياسية» أكبر من الإمكانات (محفوظ). (20 أغسطس 2015).
507. ↑  Barak A. Salmoni, Bryce Loidolt, Madeleine Wells (2010). Regime and Periphery in Northern Yemen: The Huthi Phenomenon. RAND. ص. 67. ISBN:9780833049742.{{استشهاد بكتاب}}:  صيانة الاستشهاد: أسماء متعددة: قائمة المؤلفين (link)
508. ↑  The Houthis (محفوظ). (20 أغسطس 2015).
509. ↑  Houthi Who? (محفوظ). (20 أغسطس 2015).
510. ↑  Reducing Yemen's Houthis to 'Iranian proxies' is a mistake (محفوظ). (20 أغسطس 2015).
511. 1 2  محاضرة لحسين الحوثي يفسر فيها سورة المائدة (محفوظ). (20 أغسطس 2002).
512. ↑  Bernard Haykel (2003). Revival and Reform in Islam: The Legacy of Muhammad Al-Shawkani. Cambridge University Press. ص. 156. ISBN:9780521528900.
513. ↑  محاضرة الصرخة في وجه المستكبرين (محفوظ). (20 أغسطس 2002).
514. ↑  Barak A. Salmoni, Bryce Loidolt, Madeleine Wells (2010). Regime and Periphery in Northern Yemen: The Huthi Phenomenon. RAND. ص. 121. ISBN:9780833049742.{{استشهاد بكتاب}}:  صيانة الاستشهاد: أسماء متعددة: قائمة المؤلفين (link)
515. ↑  Alexandra Lewis (2014). Security, Clans and Tribes: Unstable Governance in Somaliland, Yemen and the Gulf of Aden. Palgrave Macmillan. ص. 92. ISBN:9781137470768.
516. ↑  Rémy Leveau, Franck Mermier, Udo Steinbach (1999). Le Yémen contemporain. Karthala Editions. ص. 174. ISBN:9782865378937.{{استشهاد بكتاب}}:  صيانة الاستشهاد: أسماء متعددة: قائمة المؤلفين (link)
517. ↑  Kjetil Selvik, Stig Stenslie (2011). Stability and Change in the Modern Middle East. I.B.Tauris. ص. 96. ISBN:9780857719669.
518. ↑  Farish A. Noor, Yoginder Sikand, Martin van Bruinessen (2008). The Madrasa in Asia: Political Activism and Transnational Linkages. Amsterdam University Press. ص. 267. ISBN:9789053567104.{{استشهاد بكتاب}}:  صيانة الاستشهاد: أسماء متعددة: قائمة المؤلفين (link) صيانة الاستشهاد: التاريخ والسنة (link)
519. ↑  ماصحة قول من قائل إن الروافض والشيعة أشد على الإسلام من اليهود والنصارى هل يعني ذلك تكفيرهم ؟ (محفوظ). (20 أغسطس 2011).
520. ↑  Fighting Fire With Fire: A Clash Of Religious Extremisms In Sa'ada (محفوظ). (20 أغسطس 2009).
521. ↑  Noorhaidi Hasan (2006). Laskar Jihad Islam, Militancy And The Quest For Identity In Post-new Order Indonesia. SEAP Publications. ص. 118. ISBN:9780877277408.
522. ↑  Robin Wright (2012). The Islamists are Coming: Who They Really are. US Institute of Peace Press. ص. 120. ISBN:9781601271341.
523. ↑  Dilip Hiro (2012). Apocalyptic Realm: Jihadists in South Asia. Yale University Press. ص. 162. ISBN:9780300173789.
524. ↑  «الإصلاح» اليمني أمر 40 ألف مقاتل بعدم مواجهة الحوثيين في سبتمبر الماضي (محفوظ). (20 أغسطس 2015).
525. ↑  Shia crescent: self-fulfilling prophecy (محفوظ). (20 أغسطس 2015).
526. ↑  Sunni vs Shia: From myth to self-fulfilling prophecy (محفوظ). (20 أغسطس 2015).
527. ↑  How Saudi petrodollars fuel rise of Salafism (محفوظ). (20 أغسطس 2012).
528. ↑  Muslim vs Muslim in Middle East (محفوظ). (20 أغسطس 2013).
529. ↑  Why ‘Operation: Decisive Storm’ was needed in Yemen (محفوظ). (20 أغسطس 2015).
530. ↑  Yemen’s Houthis draw the attention of Iraqis (محفوظ). (20 أغسطس 2014).
531. ↑  الإنتماء الطائفيّ يحدّد المواقف العراقيّة من "عاصفة الحزم"! (محفوظ). (20 أغسطس 2015).
532. ↑  Ofra Bengio, Meir Litvak (2014). The Sunna and Shi'a in History: Division and Ecumenism in the Muslim Middle East. Palgrave Macmillan. ص. 244. ISBN:9781137495068.
533. ↑  David Held, Kristian Ulrichsen (2013). The Transformation of the Gulf: Politics, Economics and the Global Order. Routledge. ص. 270. ISBN:9781136698408.
534. ↑  John R. Bradley (2015). Saudi Arabia Exposed: Inside a Kingdom in Crisis. Macmillan. ص. 71. ISBN:9781466893047.
535. 1 2  Yemen: Background and U.S. Relations (محفوظ). صفحة. 7 (20 أغسطس 2015).
536. ↑  Shahram Chubin (2014). Wither Iran?: Reform, Domestic Politics and National Security. Routledge. ص. 45. ISBN:9781136048968.
537. ↑  Iran's Yemen Play (محفوظ). (20 أغسطس 2015).
538. ↑  Why it may suit Iran to let the Saudis win in Yemen (محفوظ). (20 أغسطس 2015).
539. ↑  False rumors about Yemen (محفوظ). (20 أغسطس 2015).
540. ↑  Saudi Claims on Iran’s Role in Yemen Face Skepticism in West (محفوظ). (20 أغسطس 2015).
541. ↑  Arms Ship Seized Off Yemen; Iran Accused (محفوظ). (20 أغسطس 2013).
542. ↑  Yemen is Becoming an Extremist’s Dream. Was it Predictable? (محفوظ). (20 أغسطس 2015).
543. ↑  Experts See Signs of Moderation Despite Houthis’ Harsh Slogans (محفوظ). (20 أغسطس 2015).
544. ↑  Anthony H. Cordesman, Adam C. Seitz (2009). Iranian Weapons of Mass Destruction: The Birth of a Regional Nuclear Arms Race?. ABC-CLIO. ص. 84. ISBN:9780313380884.
545. ↑  Roschanack Shaery-Eisenlohr (2008). Shiʻite Lebanon: Transnational Religion and the Making of National Identities. Columbia University Press. ص. 12. ISBN:9780231144261.
546. ↑  Don't cheer Saudi Arabia's foolhardy war in Yemen (محفوظ). (31 مارس 2015).
547. ↑  Roy Licklider (1995). Stopping the Killing: How Civil Wars End. NYU Press. ص. 120. ISBN:9780814750971.
548. ↑  The Conflicts in Yemen and U.S. National Security (محفوظ). (20 أغسطس 2011).
549. ↑  Yemen, The Tribe And The State (محفوظ). (20 أغسطس 2013).
550. ↑  Yemen: Situation Report (محفوظ). (20 أغسطس 2015).
551. ↑  [tt_news=35755 Iranian Leaders Weigh Support for the Houthi Rebellion in Yemen] (محفوظ). (20 أغسطس 2009).
552. ↑  هل تنافس إيران المملكة العربيّة السعوديّة في اليمن؟ (محفوظ). (20 أغسطس 2015).
553. ↑  Shahram Chubin, Charles Tripp (2014). Iran-Saudi Arabia Relations and Regional Order. Routledge. ص. 37. ISBN:9781136043840.
554. ↑  Beyond Sectarianism: The New Middle East Cold War (محفوظ). (20 أغسطس 2014).
555. ↑  Barak A. Salmoni, Bryce Loidolt, Madeleine Wells (2010). Regime and Periphery in Northern Yemen The Huthi Phenomenon. RAND Corporation. p. 162. (ردمك 978-0-8330-4933-9).
556. ↑  Jeremy Scahill (2013). Dirty Wars: The world is a battlefield. Profile Books. ص. 124. ISBN:9781847658258.
557. ↑  Consultation on Yemen (محفوظ). (13 أكتوبر 2014).
558. ↑  برلماني إصلاحي يدعو لخوض حرب مذهبية ضد جماعة الحوثيين في اليمن (محفوظ). (18 سبتمبر 2014).
559. ↑  تنظيم القاعدة يعلن الحرب على الحوثيين (محفوظ). (20 أغسطس 2010).
560. ↑  الخيار الصعب دعوشة اليمن (محفوظ). (14 يوليو 2014).
561. ↑  جماعة الحوثي تهدد بـ"المزيد" وتشرع باستحداثات داخل صنعاء وخارجها (محفوظ). (16 سبتمبر 2014).
562. ↑  قيادي في حزب الاصلاح يعترف بامتلاكهم فرق للاغتيالات بالعاصمة والمحافظات (محفوظ). (15 سبتمبر 2014).
563. ↑  00:00:00&Itemid=59 العشرات من المحسوبين على تنظيم "القاعدة" في البيضاء يخرجون في مسيرة وسط المدينة (محفوظ). (28 سبتمبر 2014).
564. ↑  صحيفة: الأحمران محسن وحميد.. لاجئان في "فيسبوك" (محفوظ). (28 سبتمبر 2014).
565. ↑  اليدومي يصف جماعة الحوثي بـ «داعش» ويقول بأن على الساكتين على جرائمها القبول بالدواعش القادمة (محفوظ). (15 يوليو 2014).
566. ↑  يهددك الإصلاحيون بداعش (محفوظ). (17 يوليو 2014).
567. ↑  JTF-GTMO Detainee Assessmen (Fahd Ghazy) (محفوظ). (20 أغسطس 2007).
568. ↑  JTF-GTMO Detainee Assessmen (Abu Bakr al-Ahdal) (محفوظ). (20 أغسطس 2008).
569. ↑  JTF-GTMO Detainee Assessmen (Abdul Rahman Muhammad Salih Nasir, Abu Mazen, al-Batta) (محفوظ). (20 أغسطس 2008).
570. ↑  JTF-GTMO Detainee Assessment (Mohammed al-Anisi (محفوظ). (20 أغسطس 2008).
571. ↑  JTF-GTMO Detainee Assessment (Abdelqadir al Mudhaffari) (محفوظ). (20 أغسطس 2008).
572. ↑  National Intelligence Priorities Framework (composited from different timeframes) (محفوظ). (20 أغسطس 2008).
573. ↑  Houthis and AQAP Clash In al-Baida (محفوظ). (2 أكتوبر 2014).
574. ↑  قيادي في القاعدة لقي مصرعه الأربعاء برداع.. من هو (نصر الحطام) ؟؟ (محفوظ). (22 أكتوبر 2013).
575. ↑  مصرع القيادي في القاعدة نصر الحطام في سايلة دار النجد (محفوظ). (22 أكتوبر 2014).
576. ↑  الحوثيون يسيطرون على رداع.. ويقصفون بالدبابات معاقل القاعدة بـ"المناسح" (محفوظ). (24 أكتوبر 2014).
577. ↑  عاجل: مقتل ماجد الذهب و30 من مرافقيه في تفجير حصن الذهب، وإسقاط طائرة والقبائل تحاصر المناسح برداع (محفوظ). (27 أكتوبر 2014).
578. ↑  مقتل «ثمانين مسلحًا حوثياً» وأسر العشرات باشتباكات مع تنظيم القاعدة ورجال القبائل برداع (محفوظ). (25 أكتوبر 2014).
579. ↑  مسلحو "أنصار الله" يمشطون منطقة المناسح بعد سيطرتهم عليها (محفوظ). (27 أكتوبر 2014).
580. ↑  الان .. الحوثيون يبدؤون تفجير منازل آل الذهب في منطقة (المناسح) برداع (محفوظ). (27 أكتوبر 2014).
581. ↑  "أنصار الشريعة" يعترفون بسيطرة الحوثي على "المناسح" ويكشفون أسباب انسحابهم (محفوظ). (27 أكتوبر 2014).
582. ↑  مواجهات بين «حوثيين» وأتباع القيادي في «القاعدة» مأمون حاتم في السدة بمحافظة إب (محفوظ). (26 سبتمبر 2014).
583. ↑  00:00:00&Itemid=59&tmpl=component&print=1 الرضمة.. محطة جديدة للحرب (محفوظ). (29 أكتوبر 2014).
584. ↑  الاصلاحيين في أب يبايعون الشيخ الدعام قائدا لهم في معركتهم ضد الحوثيين (محفوظ). (28 أكتوبر 2014).
585. ↑  عبد الواحد الداعم يشرح أسبابه لقتال الحوثيين (محفوظ). (26 أكتوبر 2014).
586. ↑  تفاصيل المواجهات بين مسلحي الحوثي والاصلاح في إب (محفوظ). (17 أكتوبر 2014).
587. ↑  اليمن.. مقتل 40 باشتباكات بين الحوثيين وقبليين في إب (محفوظ). (19 أكتوبر 2014).
588. ↑  الحوثيين يسيطرون على مقر التجمع اليمني للأصلاح بيريم ومصادر تؤكد تفجير منزل رئيس حزب الاصلاح بالمديرية (محفوظ). (19 أكتوبر 2014).
589. ↑  الحوثيون يفجّرون منزلًا آخر للقيادي الإصلاحي "بدير" في يريم ويتوجّهون إلى الرضمة (محفوظ). (19 أكتوبر 2014).
590. ↑  مقتل نجل الشيخ عبدالواحد الدعام (محفوظ). (28 أكتوبر 2014).
591. ↑  شاهد بالفيديو لحظة تفجير منزل الشيخ عبدالواحد الدعام بالرضمة (صوورة قبل وبعد التفجير) (محفوظ). (30 أكتوبر 2014).
592. ↑  عبدالواحد الدعام يصل مطار الملك خالد بالرياض (محفوظ). (28 ديسمبر 2014).
593. 1 2  00:00:00&Itemid=59 الحوثيون يستولون على مقر "الإصلاح" في إب ووساطة أوقفت تفجير المبنى (محفوظ). (2 نوفمبر 2014).
594. ↑  العدين .. أسبـوع في حضـرة "القـاعــدة"..(تقرير) (محفوظ). (28 أكتوبر 2014).
595. ↑  الحوثيين يقتربون من معقل القاعدة الرئيسي في حزم العدين وتضارب الانباء حول مصير البعني (محفوظ). (9 نوفمبر 2014).
596. ↑  الإفراج عن 18 إصلاحيًا احتجزهم الحوثيون في إب (محفوظ). (11 نوفمبر 2014).
597. ↑  مسلحون يهاجمون منزل قائد "الحوثيين" ومكتب الجماعة بإب (محفوظ). (13 نوفمبر 2014).
598. ↑  لجان الحوثي الثورية تبدأ بالنزول الميداني للمكاتب التنفيذية بإب (محفوظ). (17 نوفمبر 2014).
599. ↑  هجوم مسلح على منزل وكيل محافظة "إب" وسط اليمن (محفوظ). (21 ديسمبر 2014).
600. ↑  اليمن.. مجهولون يهاجمون نقطة لـ"الحوثيين" في إب (محفوظ). (27 نوفمبر 2014).
601. ↑  انفجار عنيف بالقرب من أحد مقرات الإصلاح بمدينة إب (وسط اليمن) (محفوظ). (29 نوفمبر 2014).
602. ↑  إصابة قيادي في أنصار الله في هجوم مسلح بإب وسط اليمن (محفوظ). (1 ديسمبر 2014).
603. ↑  وزارة الداخلية تنشر أسماء شهداء وجرحى هجوم القاعدة على نقاط أمنية في جبل رأس بالحديدة (محفوظ). (3 نوفمبر 2014).
604. ↑  "أنصار الله" يسيطرون على جبل راس ومناطق قرب العدين (محفوظ). (3 نوفمبر 2014).
605. ↑  مصرع أربعة إرهابيين أثناء مهاجمتهم مقر للجان الشعبية بالحديدة (محفوظ). (18 ديسمبر 2014).
606. ↑  اليمن.. ارتفاع حصيلة التفجير الإرهابي بالحديدة إلى 3 قتلى و15 مصاباً (محفوظ). (18 ديسمبر 2014).
607. ↑  00:00:00&Itemid= سيارة مفخخة لاستهداف أبو علي الحاكم في الحديدة (محفوظ). (20 ديسمبر 2014).
608. ↑  اشتباكات بين مرافقي شيخ قبلي ومسلحين حوثيين في أرحب بصنعاء (محفوظ). (10 ديسمبر 2014).
609. ↑  نجاة الزعيم القبلي «محمد نوفل» ومصرع آخر في إطلاق مسلحين حوثيين النار عليه (محفوظ). (10 ديسمبر 2014).
610. ↑  احراق طقمين في اشتباكات عنيفة بين رجال القبائل وميليشيات الحوثي في أرحب شمال صنعاء (محفوظ). (12 ديسمبر 2014).
611. ↑  أخر تطورات الوضع بـ أرحب عشرات القتلى واحراق أطقم عسكرية في كمين نصبه القبائل للحوثيين (تحديث مستمر) (محفوظ). (12 ديسمبر 2014).
612. ↑  قبائل أرحب تتخذ قرارًا مفاجئاً بعدم مواجهة الحوثي (محفوظ). (13 ديسمبر 2014).
613. ↑  إعترافات خلية أرحب تدين الإصلاح (محفوظ). (17 ديسمبر 2014).
614. ↑  ملاحقة الزنداني في أرحب (محفوظ). (14 ديسمبر 2014).
615. ↑  اليمن .. قبيلة أرحب تنفى مزاعم جماعة الحوثيين بتواجد عناصر من القاعدة بأرضهم (محفوظ). (14 ديسمبر 2014).
616. ↑  "قاعدة اليمن" يعترف بسقوط قتلى في صفوفه بينهم قيادي خلال معارك"أرحب" (محفوظ). (14 ديسمبر 2014).
617. ↑  مصرع الإرهابي محمد الحنق"شقيق القيادي في حزب الاصلاح منصور الحنق"في مواجهات دوفس والكود (محفوظ). (20 أغسطس 2012).
618. ↑  In Yemen, al Qaeda's Greatest Enemy Is Not America's Friend (محفوظ). (5 ديسمبر 2014).
619. ↑  أنباء عن نجاح الوساطة بين الجيش والمسلحين والشدادي إلى صنعاء لترتيب لقاء يجمع الرئيس بأبناء الذهب (محفوظ). (20 أغسطس 2013).
620. ↑  00:00:00&Itemid=59 مصدر لـ"الأولى": رجال دين من تجمع الإصلاح يبذلون جهودًا لإقناع هادي بالحوار مع "القاعدة" (محفوظ). (20 أغسطس 2012).
621. ↑  تقدّم للجيش اليمني ضد "القاعدة" يُقابله غموض المواقف السياسية (محفوظ). (22 مايو 2014).
622. ↑  Barak A. Salmoni, Bryce Loidolt, Madeleine Wells (2010). Regime and Periphery in Northern Yemen: The Huthi Phenomenon. Rand Corporation. ص. 266. ISBN:9780833049742.{{استشهاد بكتاب}}:  صيانة الاستشهاد: أسماء متعددة: قائمة المؤلفين (link)
623. ↑  د.ميرفت مجلي : حدود البلد يحميها شيوخ القبائل والتجارب برهنت اننا لسنا بحاجة للجيش (محفوظ). (20 أغسطس 2013).
624. ↑  الشيخ محمد بن ناجي الشايف في حوار سياسي (محفوظ). (20 أغسطس 2012).
625. ↑  الرئيس يلتقي بالشيخ أمين العكيمي ويعد بدعم محافظة الجوف ..والقاعدة وحركة الحوثي تمحى من صفحات الخلاف (محفوظ). (20 أغسطس 2009).
626. ↑  أنباء عن وساطة بين السعودية والحوثيين يقودها الشيخ أمين العكيمي (محفوظ). (20 أغسطس 2010).
627. ↑  قيادي إصلاحي يدافع عن القاعدة ويتهم الدولة بإنهاك الجيش وتفكيكه (محفوظ). (7 مايو 2014).
628. ↑  دعم القوات المسلحة والأمن في المعركة ضد الإرهاب واجب وطني (محفوظ). (4 يونيو 2014).
629. ↑  الآنسي لـ «الخبر» : مايحدث في اليمن ليس حربًا على الإرهاب وإنما حربًا على الشعب (محفوظ). (15 مايو 2014).
630. ↑  أول رد على الرئيس هادي من قبل تنظيم القاعدة في جزيرة العرب (محفوظ). (27 أغسطس 2013).
631. 1 2 3  Angel Rabasa, Stacie L. Pettyjohn,Jeremy J. Ghez, Christopher Boucek (2010). Deradicalizing Islamist Extremists. Rand Corporation. ص. 52. ISBN:9780833050908.{{استشهاد بكتاب}}:  صيانة الاستشهاد: أسماء متعددة: قائمة المؤلفين (link)
632. ↑  [tt_news=40818&tx_ttnews[backPid]=677&cHash=dc2c96a3620b41ceaca5e0b5d660ab2d#.U80lbfmSyCo Yemen’s Military Reforms May Not Hold the Answer to Internal Stability Questions] (محفوظ). (20 أغسطس 2012).
633. ↑  Top Yemenis tied to Cole attack? (محفوظ). (20 أغسطس 2000).
634. ↑  Yemeni Military Leader Tied to Terrorism Pledges to Protect Protesters (محفوظ). (20 أغسطس 2011).
635. ↑  Hearing Before The Subcommittee On Counter terrorism and Intelligence of The Committee On Homeland Security (محفوظ). (أبريل 2011).
636. 1 2  Angel Rabasa, Stacie L. Pettyjohn,Jeremy J. Ghez, Christopher Boucek (2010). Deradicalizing Islamist Extremists. Rand Corporation. ص. 46. ISBN:9780833050908.{{استشهاد بكتاب}}:  صيانة الاستشهاد: أسماء متعددة: قائمة المؤلفين (link)
637. ↑  Hearing Before The Subcommittee On Counter terrorism and Intelligence of The Committee On Homeland Security (محفوظ). (أبريل 2011).
638. ↑  Angel Rabasa, Stacie L. Pettyjohn,Jeremy J. Ghez, Christopher Boucek (2010). Deradicalizing Islamist Extremists. Rand Corporation. ص. 51. ISBN:9780833050908.{{استشهاد بكتاب}}:  صيانة الاستشهاد: أسماء متعددة: قائمة المؤلفين (link)
639. 1 2  Angel Rabasa, Stacie L. Pettyjohn,Jeremy J. Ghez, Christopher Boucek (2010). Deradicalizing Islamist Extremists. Rand Corporation. ص. 52-3. ISBN:9780833050908.{{استشهاد بكتاب}}:  صيانة الاستشهاد: أسماء متعددة: قائمة المؤلفين (link)
640. ↑  Reform School for Radicals (محفوظ). (20 أغسطس 2011).
641. ↑  Deradicalization or Disengagement of Terrorists (محفوظ). (20 أغسطس 2010).
642. ↑  AQAP’s Resilience in Yemen (محفوظ). (20 أغسطس 2013).
643. ↑  AQAP’s Resilience in Yemen (محفوظ). (20 أغسطس 2013).
644. ↑  Washington’s $232 Million Question in Yemen (محفوظ). (20 يناير 2014).
645. ↑  وزير الدفاع يطرد طاقم قناة العربية من احتفالية بذكرى جريمة العرضي (محفوظ). (6 ديسمبر 2014).
646. 1 2  وزير الدفاع الصبيحي يطرد طاقم قناة العربية (محفوظ). (6 ديسمبر 2014).
647. ↑  وزير الدفاع: منفذو الهجوم على مجمع العرضي بصنعاء كلهم سعوديو الجنسية (محفوظ). (1 أبريل 2014).
648. ↑  Deological And Ownership Trends In The Saudi Media (محفوظ). (20 أغسطس 2009).
649. ↑  Al Quds ex-editor: ‘Uncompromising integrity is what made us stand apart’ (محفوظ). (20 أغسطس 2013).
650. ↑  هل تلجأ السعودية للمساعدة في تدبير إنقلاب عسكري في اليمن للإطاحة بالحوثيين؟ (محفوظ). (8 أكتوبر 2014).
651. ↑  The Rebels Holding Yemen Hostage (محفوظ). (20 أغسطس 2015).
652. 1 2 3 4 5 6  اليمن ـ التكاليف المدنية للقتال في العاصمة (محفوظ). (19 نوفمبر 2014).
653. ↑  الصحفي رشاد الشرعبي يتلقى تهديدًا من مسلح حوثي ويطالب السلطات الأمنية بحمايته وأسرته (محفوظ). (27 نوفمبر 2014).
654. ↑  "المصدر" تعبر عن قلقها على سلامة رئيس تحريرها بعد "تحريات مريبة" لمسلحين عن منزله (محفوظ). (21 أكتوبر 2014).
655. ↑  مسلحو الحوثي يختطفون الناشط الإعلامي مجاهد السلالي من مدينة رداع بالبيضاء (محفوظ). (24 نوفمبر 2014).
656. ↑  الصحفي مجاهد السلالي طليقًا بعد أكثر من أسبوع من الاختطاف لدى الحوثيين (محفوظ). (2 ديسمبر 2014).
657. ↑  العثور على الناشط مجاهد السلالي بحالة سيئة بعد أيام من اختطاف الحوثيين له في البيضاء (محفوظ). (2 ديسمبر 2014).
658. ↑  Same Story, Different Narratives (محفوظ). (26 سبتمبر 2014).
659. ↑  Killing journalists in wartime: a legal analysis (محفوظ). (20 أغسطس 2012).
660. ↑  Final Report to the Prosecutor by the Committee Established to Review the NATO Bombing Campaign Against the Federal Republic of Yugoslavia (محفوظ). (20 أغسطس 2008).
661. ↑  الحوثيون يحاربون بالوكالة عن المجوس (محفوظ). (20 أغسطس 2009).
662. ↑  الأحلام الحوثية تتحطم على صخرة دماج الأبية (محفوظ). (20 أغسطس 2013).
663. ↑  الحوثي يصدر فتوى لمجاهديه تبيح التمتع ببنات القبائل (محفوظ). (31 أكتوبر 2012).
664. 1 2 3  مقطع فيديو لمسلح في محافظة الجوف اليمنية يخطب بين أنصاره عن أسباب قتاله للحوثيين (محفوظ). (24 يوليو 2014).
665. ↑  تقرير استخباراتي : إيران تمول لأضخم عملية في الشرق الاوسط ستنفذ باليمن (محفوظ). (20 أغسطس 2014).
666. ↑  «الإصلاح نت» يلتقي نازحي عمران ويكشفون عن جرائم الحوثي البشعة بحق ابناء المحافظة (محفوظ). (24 يوليو 2014).
667. ↑  مواطنون يتحدثون عن اقتحام المنازل وفوضي السرقات كمنهجية للمسيرة القرآنية (محفوظ). (19 ديسمبر 2014).
668. ↑  قيادي في إصلاح شبوة يصف الحوثيين بالمجوس ويدعو للجهاد (محفوظ). (1 سبتمبر 2014).
669. ↑  DÜSTERHÖFT, Isabel. The Protection of Journalists in Armed Conflicts: How Can They Be Better Safeguarded?. Utrecht Journal of International and European Law, [S.l.], v. 29, n. 76, p. 4-22, jan. 2013. ISSN 2053-5341. Available at: <http://www.utrechtjournal.org/article/view/ujiel.bk>. Date accessed: 02 Dec. 2014. نسخة محفوظة 2014-12-08 على موقع واي باك مشين.
670. 1 2  العثور على الناشط اليمني فؤاد الهمداني (محفوظ). (20 أغسطس 2015).
671. ↑  الحوثيون يفرقون تظاهرة والمزيد من السفارات تغلق ابوابها في صنعاء (محفوظ). (14 فبراير 2014).
672. 1 2 3 4 5 6 7  Yemen: Peaceful protesters targets of Huthis’ disturbing ‘torture-tactics’ (محفوظ). (20 أغسطس 2015).
673. ↑  News Wrap: Western countries evacuate embassies in Yemen (محفوظ). (20 أغسطس 2015).
674. ↑  هذه قصتي- فؤاد الهمداني (محفوظ). (20 أغسطس 2015).
675. 1 2 3 4  اليمن – قوات الأمن والميليشيات تسيئان للمُحتجين (محفوظ). (22 فبراير 2015).
676. 1 2 3 4 5  تغيير السلطة في اليمن يحبط خطة حظر تجنيد الأطفال (محفوظ). (20 أغسطس 2015).
677. 1 2  Security Council 2140 Sanctions Committee Discusses Interim Report Of Panel Of Experts On Yemen (محفوظ). (16 سبتمبر 2014).
678. ↑  OFFICE OF FOREIGN ASSETS CONTROL (محفوظ). (10 نوفمبر 2014).
679. ↑  Yemen-Related Designations (محفوظ). (10 نوفمبر 2014).
680. ↑  Treasury Sanctions Political Spoilers Threatening the Peace, Security and Stability of Yemen (محفوظ). (10 نوفمبر 2014).